# SAIC Volkswagen
SAIC Volkswagen Automotive Co., Ltd. (ранее известная как Shanghai Volkswagen Automotive Co., Ltd.) — автомобилестроительная компания и совместное предприятие между SAIC Motor и Volkswagen AG со штаб-квартирой в городе Аньтин, Шанхай, Китай. Компания была основана в 1984 году и производит автомобили под марками Volkswagen, Škoda и Audi. Это первый немецкий автопроизводитель, пришедший на китайский рынок, и первое из трёх совместных предприятий с Volkswagen в стране наряду с FAW-Volkswagen и Volkswagen Anhui. Кроме того, это второе совместное предприятие по производству автомобилей в Китае после American Motors.
Создано на основе акционерного капитала SAIC Motor (50%), Volkswagen AG (38%), Volkswagen (China) Invest. (10%), Audi AG (1%), Škoda Auto (1%). Срок действия предприятия фиксированный и составлял 45 лет (до 2030 года). В конце ноября 2024 года стороны объявили о продлении договора, увеличив срок действия совместного предприятия до 55 лет (до 2040 года).

## История

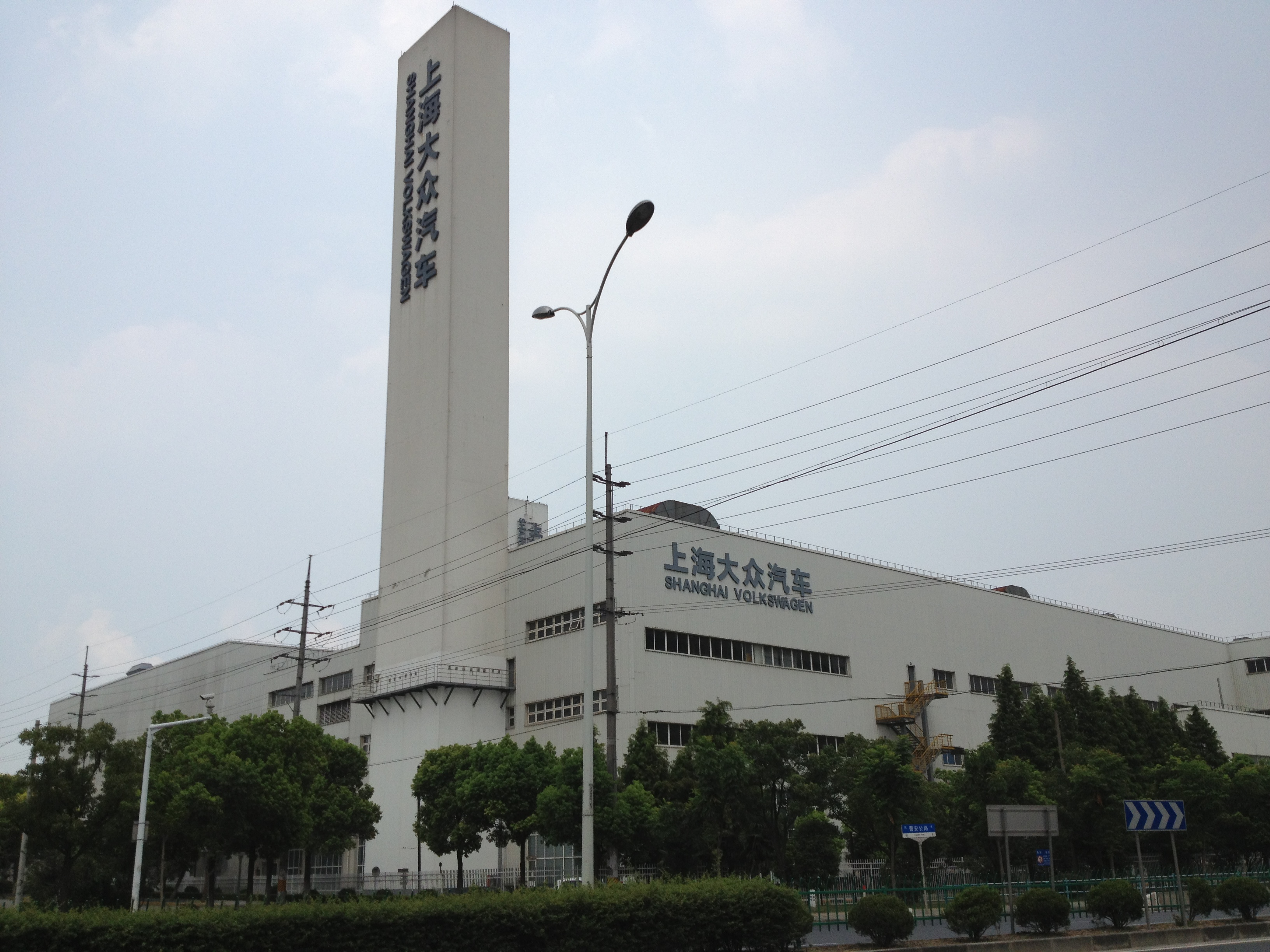
Shanghai Volkswagen до смены названия, июль 2013 года

Основано в октябре 1984 года под названием Shanghai Volkswagen. Это был 25-летний контракт на производство легковых автомобилей в Шанхае с ограничением в 50 процентов иностранного участия. Шанхайский завод Volkswagen начал производство автомобилей в 1985 году. Поскольку импорт автомобилей в 1990 году сократился примерно до 34 000, производство моделей Santana компанией SAIC Volkswagen в том же году достигло почти 19 000 автомобилей. К 1993 году объём производства SAIC Volkswagen достиг 100 000 автомобилей.
Volkswagen получил поддержку от некоторых муниципальных органов Шанхая. Различные ограничения по объёму двигателя, а также льготы для городских таксомоторных компаний помогли обеспечить стабильный рынок на относительно богатом предложениями внутреннем рынке компании. Шанхайский завод оказался безусловным победителем среди всех новых совместных предприятий, поскольку он производил автомобили, которые могли использоваться в качестве такси, транспортных средств для правительственных чиновников и транспорта для бизнес-элиты. Volkswagen также поощрял своих иностранных поставщиков комплектующих создавать совместные предприятия в Китае, и их конечный продукт помог SAIC Volkswagen достичь 85-процентного уровня местного потребления к 1993 году.
12 апреля 2002 года компания SAIC Motor возобновила контракт с Volkswagen и продлила срок сотрудничества ещё на 20 лет. На церемонии подписания присутствовал бывший генеральный секретарь Коммунистической партии Китая Цзян Цзэминь. Shanghai Volkswagen Sales Co. Ltd., основанная 19 октября 2000 года как первое совместное предприятие по продаже автомобилей в Китае.
11 апреля 2005 года, после подписания контракта была представлена чешская автомобильная марка Škoda Auto. Первой моделью бренда стала Škoda Octavia, выпущенная шанхайским заводом Volkswagen и начавшая производство 6 июня 2007 года. Затем последовали Škoda Fabia в декабре 2008 года, Superb в августе 2009 года, Škoda Rapid в апреле 2013 года и длиннобазная Škoda Yeti семь месяцев спустя.
В сентябре 2011 года SAIC-VW анонсировала новый бренд Tantus (на китайском Tianyue). Вскоре на нескольких изображениях с низким разрешением появился электромобиль на базе VW Lavida под названием Tantus EV. VW Lavida был технически идентичен представленному ранее от FAW-Volkswagen электромобилю FAW-VW Bora, который планировался продаваться под брендом Carely E88 (Kaili по-китайски). Отсюда становится понятно, что бренды Tantus и Carely - это совершенно один и тот же автомобиль. После некоторых разговоров о производстве обе марки были закрыты, так и не продав ни одной машины.
Чтобы для китайского рынка завершить модельный ряд, в марте 2017 года был официально представлен Škoda Kodiaq, в январе 2018 года за ним последовал Škoda Karoq, а пять месяцев спустя в Китае была выпущен Škoda Kamiq.
SAIC Volkswagen начала экспортные поставки автомобилей в январе 2018 года, ориентируясь на рынки Юго-Восточной Азии с автомобилями с левым рулём. До этого компания недолгое время экспортировала несколько сотен Volkswagen Polo Sedan в Австралию в 2004 году.
В июле 2025 года стало известно об остановке работы завода в Нанкине. Планируется, что окончательно завод будет закрыт до конца 2025 года.

## Производственные площадки
| Название                                                 | Расположение            | Основание | Производственная мощность | Производимые модели                                                                                                |
| -------------------------------------------------------- | ----------------------- | --------- | ------------------------- | --- |
| Автозавод № 1                                            | Аньтин, Шанхай          | 1984      | —                         | Volkswagen T-Cross, Volkswagen Polo, Volkswagen Tiguan, Volkswagen New Lavida, Volkswagen Phideon, Audi A7L        |
| Автозавод № 2                                            | Аньтин, Шанхай          | 1995      | —                         | Volkswagen T-Cross, Volkswagen Polo, Volkswagen Tiguan, Volkswagen New Lavida, Volkswagen Phideon, Audi A7L        |
| Автозавод № 3                                            | Аньтин, Шанхай          | 1999      | —                         | Volkswagen T-Cross, Volkswagen Polo, Volkswagen Tiguan, Volkswagen New Lavida, Volkswagen Phideon, Audi A7L        |
| Завод по производству автомобилей на новой энергии (NEV) | Аньтин, Шанхай          | 2020      | 300 000 автомобилей       | Volkswagen ID.3, Volkswagen ID.4 X, Volkswagen ID.6 X, Audi Q5 e-tron                                              |
| Завод в Нанкине                                          | Цзяннин, Нанкин, Цзянсу | 2008      | 210 000 автомобилей       | Škoda Kamiq, Škoda Superb, Volkswagen Passat                                                                       |
| Завод в Ичжэн                                            | Ичжэн, Цзянсу           | 2012      | 600 000 автомобилей       | Škoda Rapid, Volkswagen Tharu, Volkswagen Santana                                                                  |
| Завод в Нинбо                                            | Нинбо, Чжэцзян          | 2013      | 300 000 автомобилей       | Škoda Karoq, Škoda Octavia, Volkswagen Lamando, Volkswagen Tharu, Volkswagen Teramont, Volkswagen Viloran, Audi Q6 |
| Завод в Чанше                                            | Чанша, Хунань           | 2015      | 300 000 автомобилей       | Škoda Kodiaq, Volkswagen New Lavida, Volkswagen Touran                                                             |
| Завод Синьцзян                                           | Урумчи, Синьцзян        | 2012      | 50 000 автомобилей        | Volkswagen Tharu, Volkswagen Santana                                                                               |

## Текущие модели

### Audi

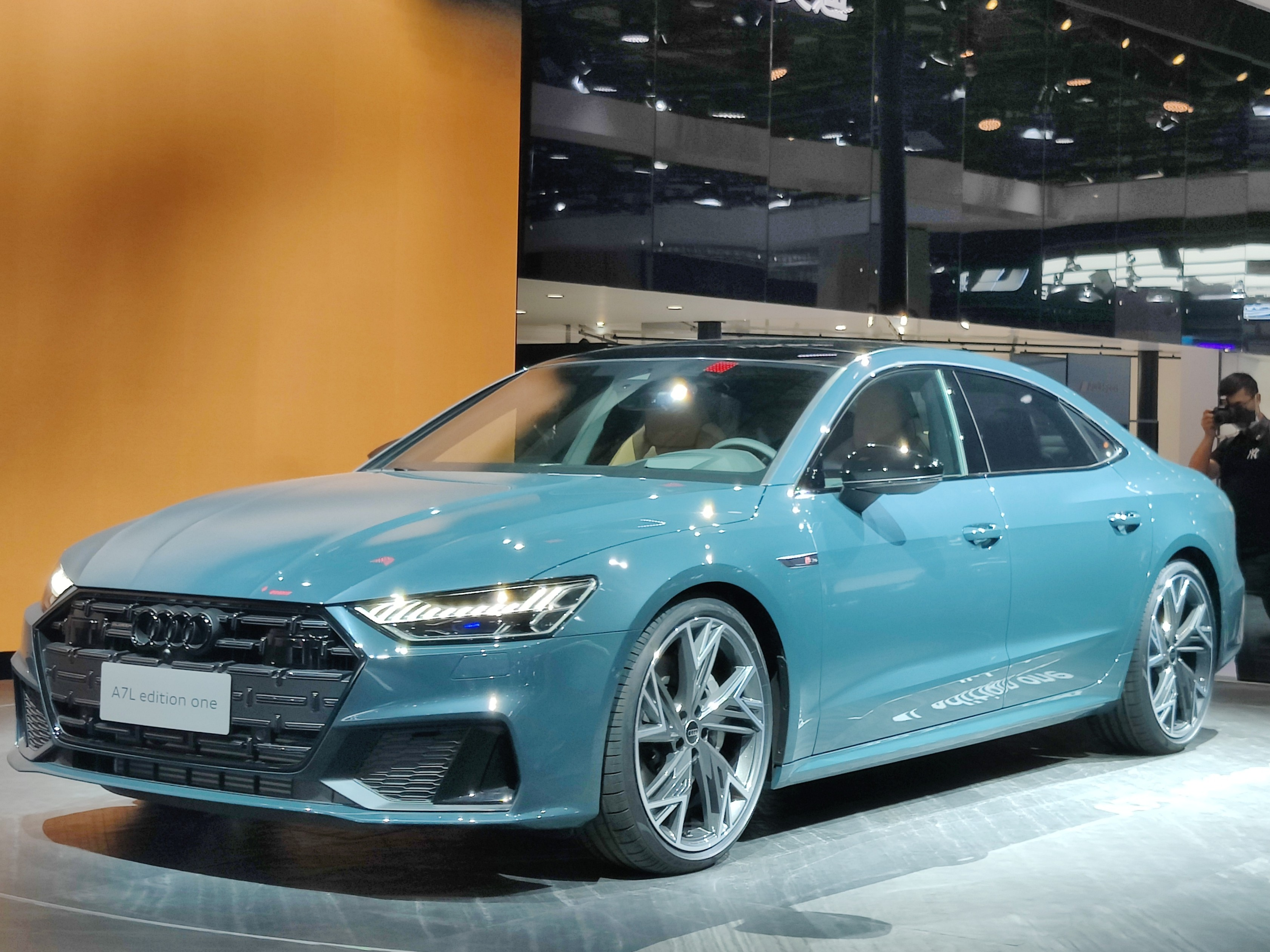
2021–настоящее время Audi A7L
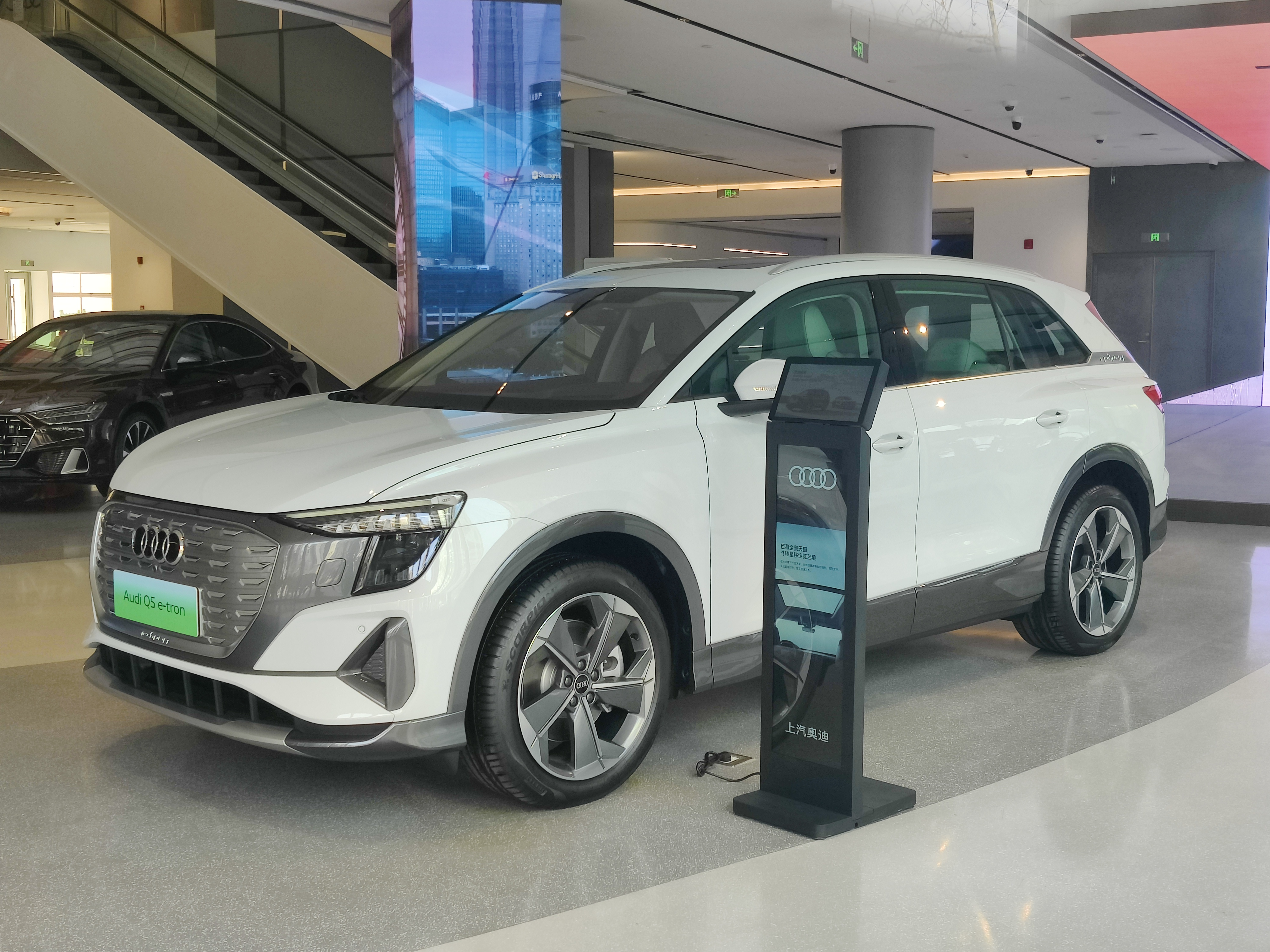
2022–настоящее время Audi Q5 e-tron
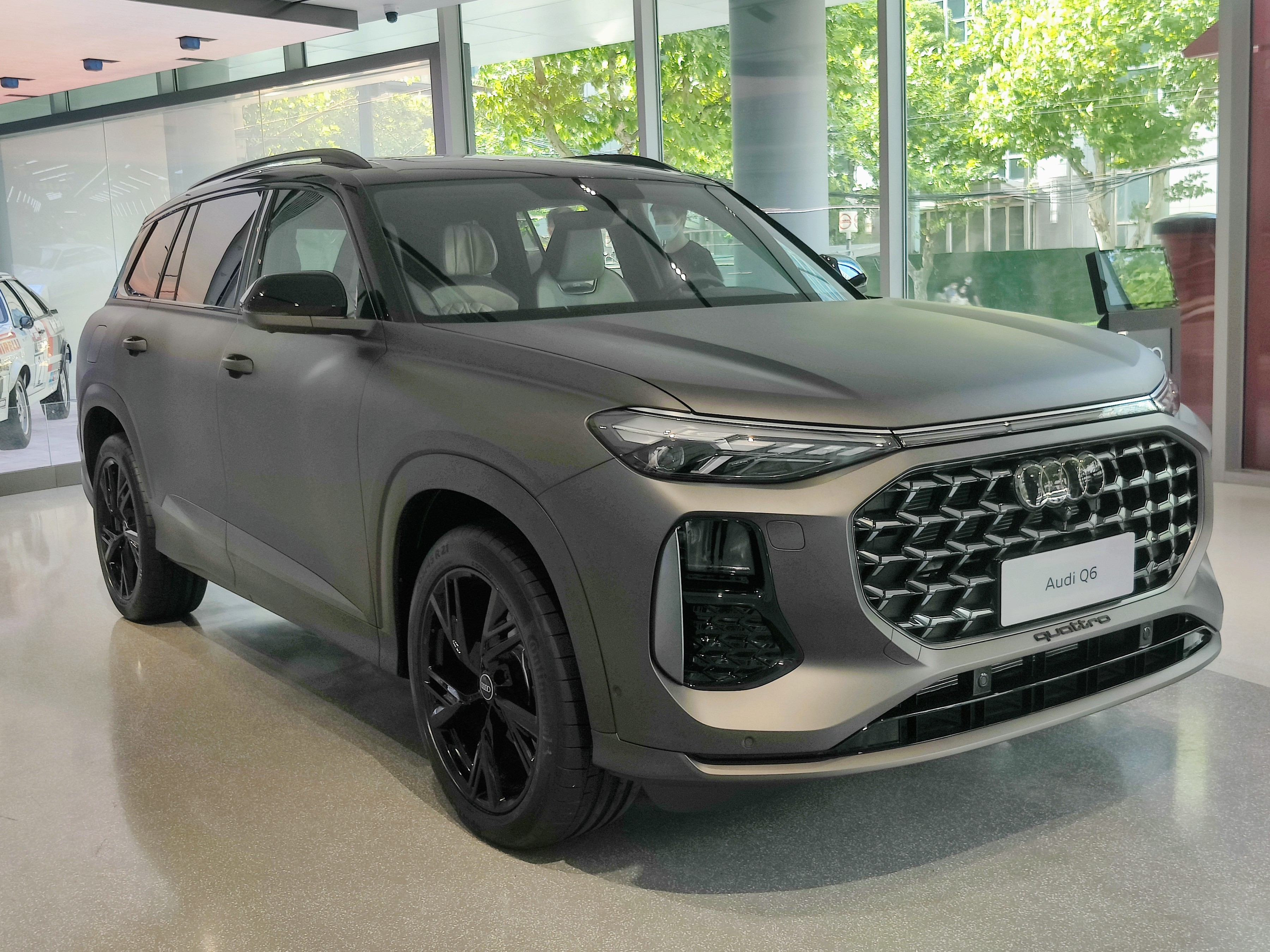
2022–настоящее время Audi Q6
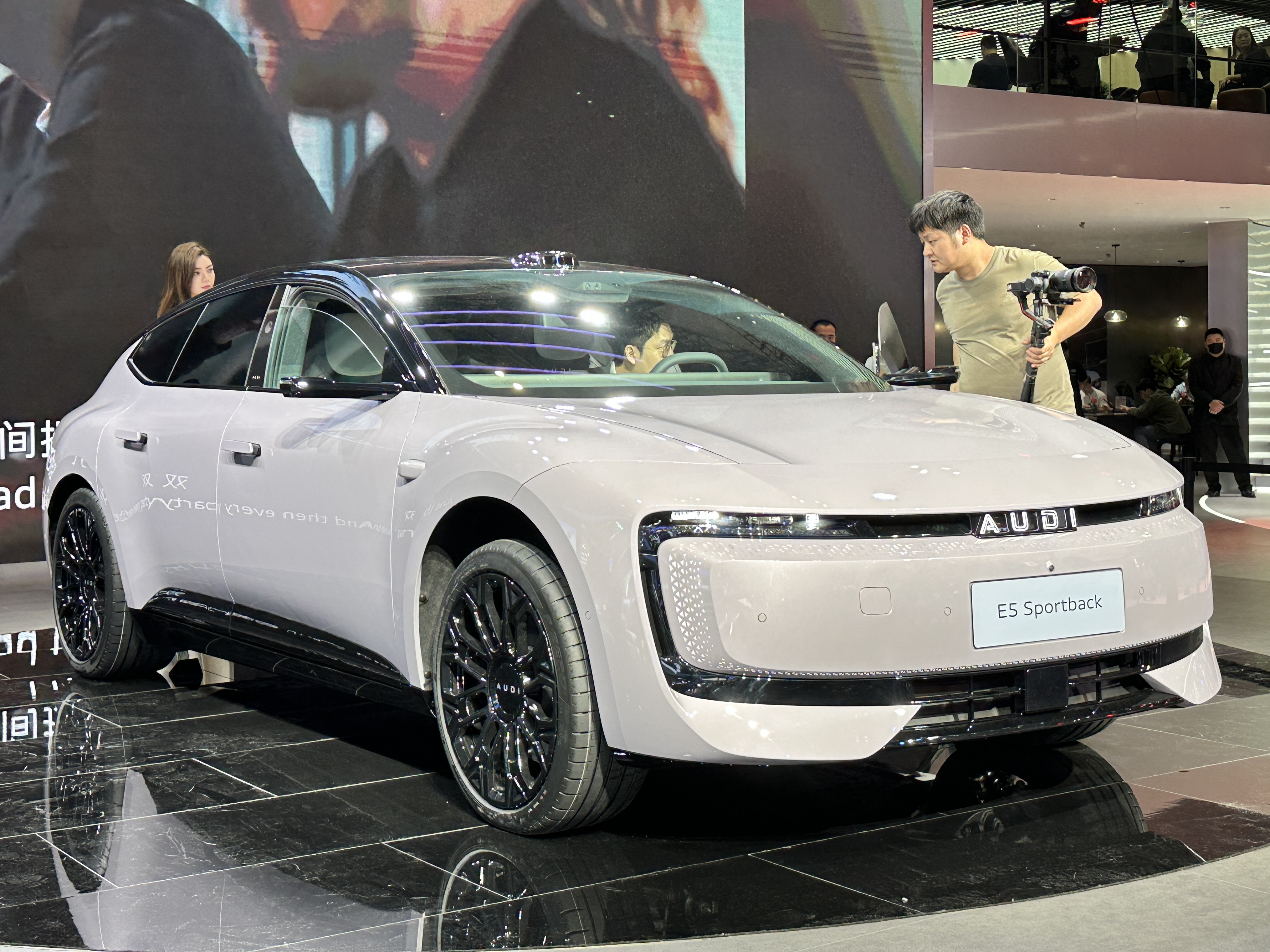
2025–настоящее время Audi E5

### Škoda

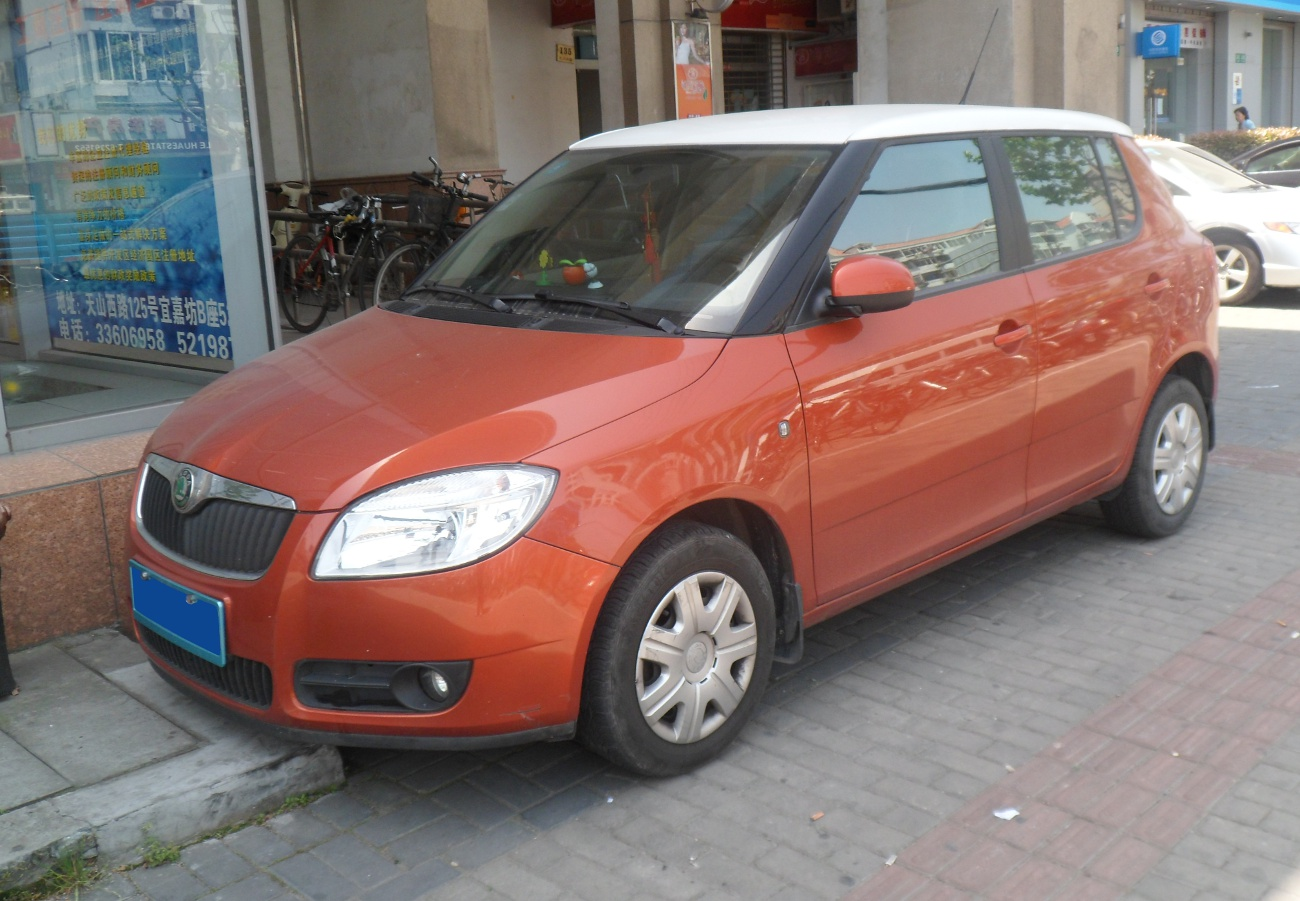
2009–2014 Škoda Fabia II
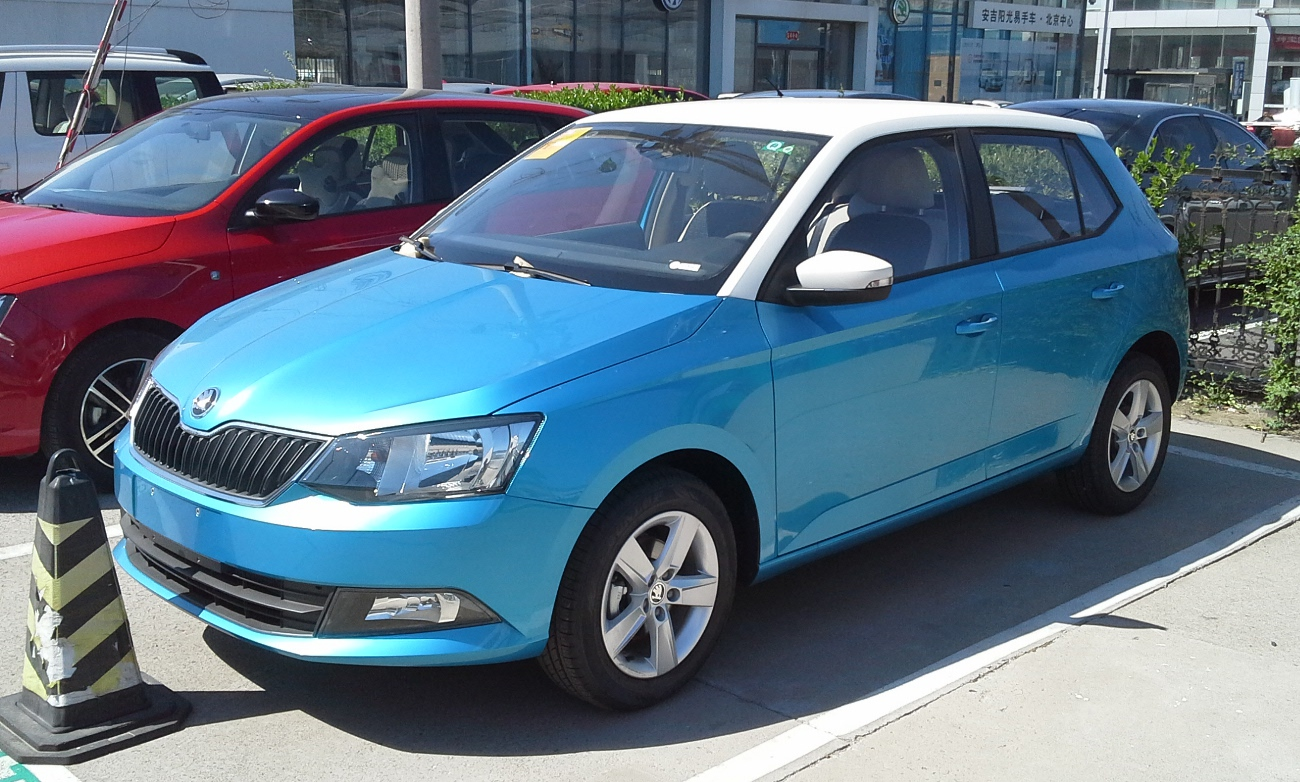
2015–2022 Škoda Fabia III
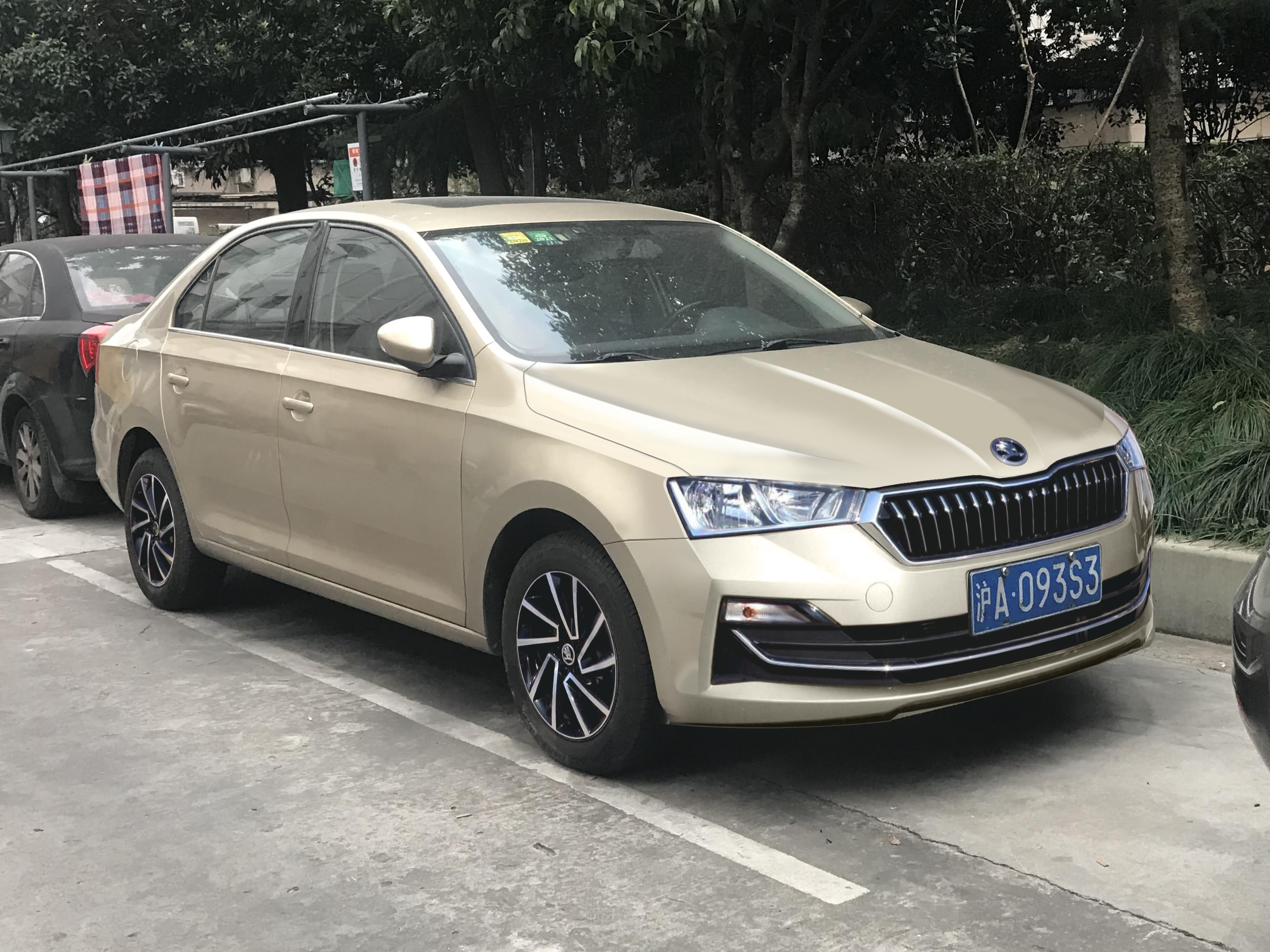
2013–2023 Škoda Rapid
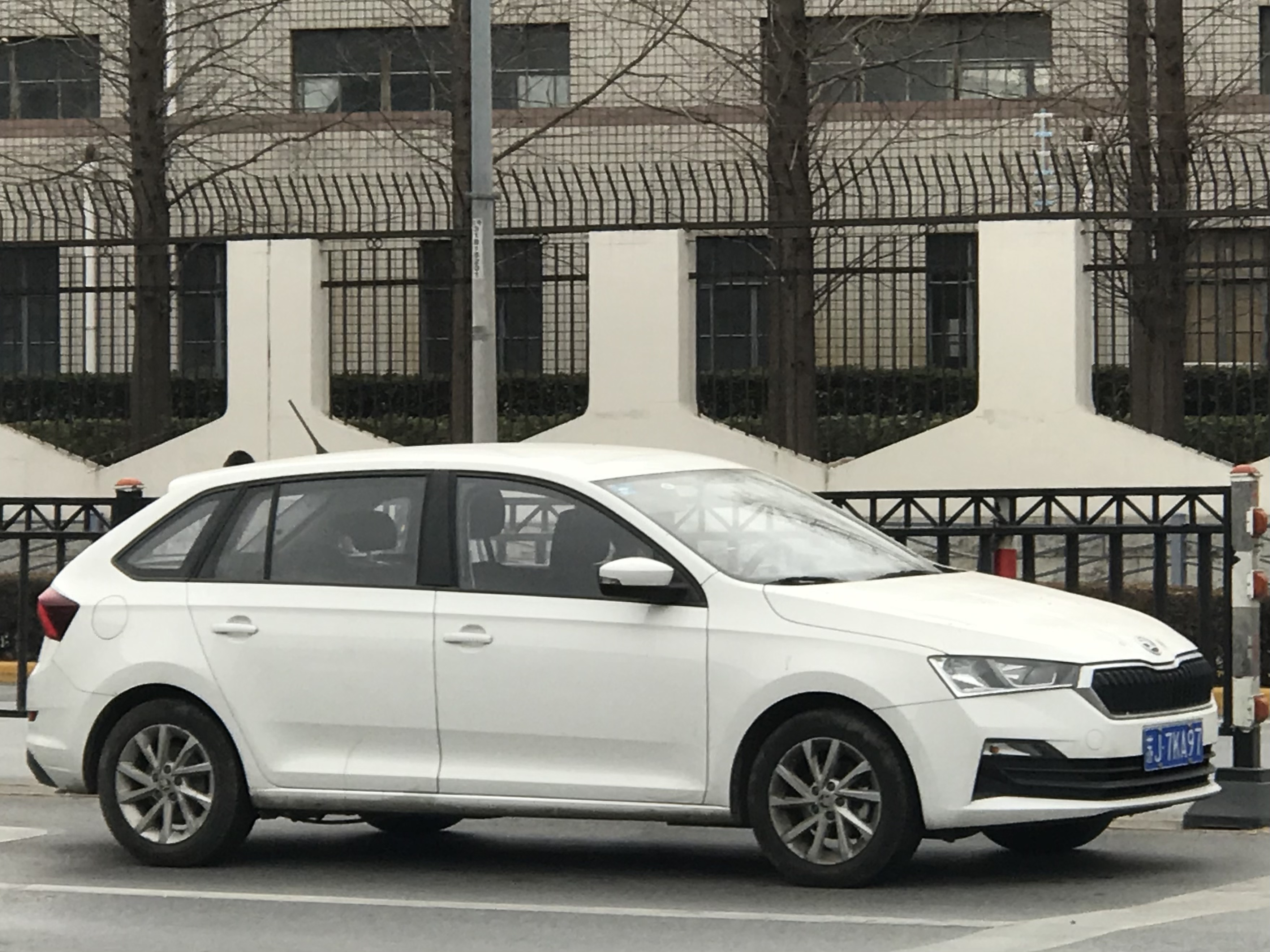
2014–2023 Škoda Rapid Spaceback
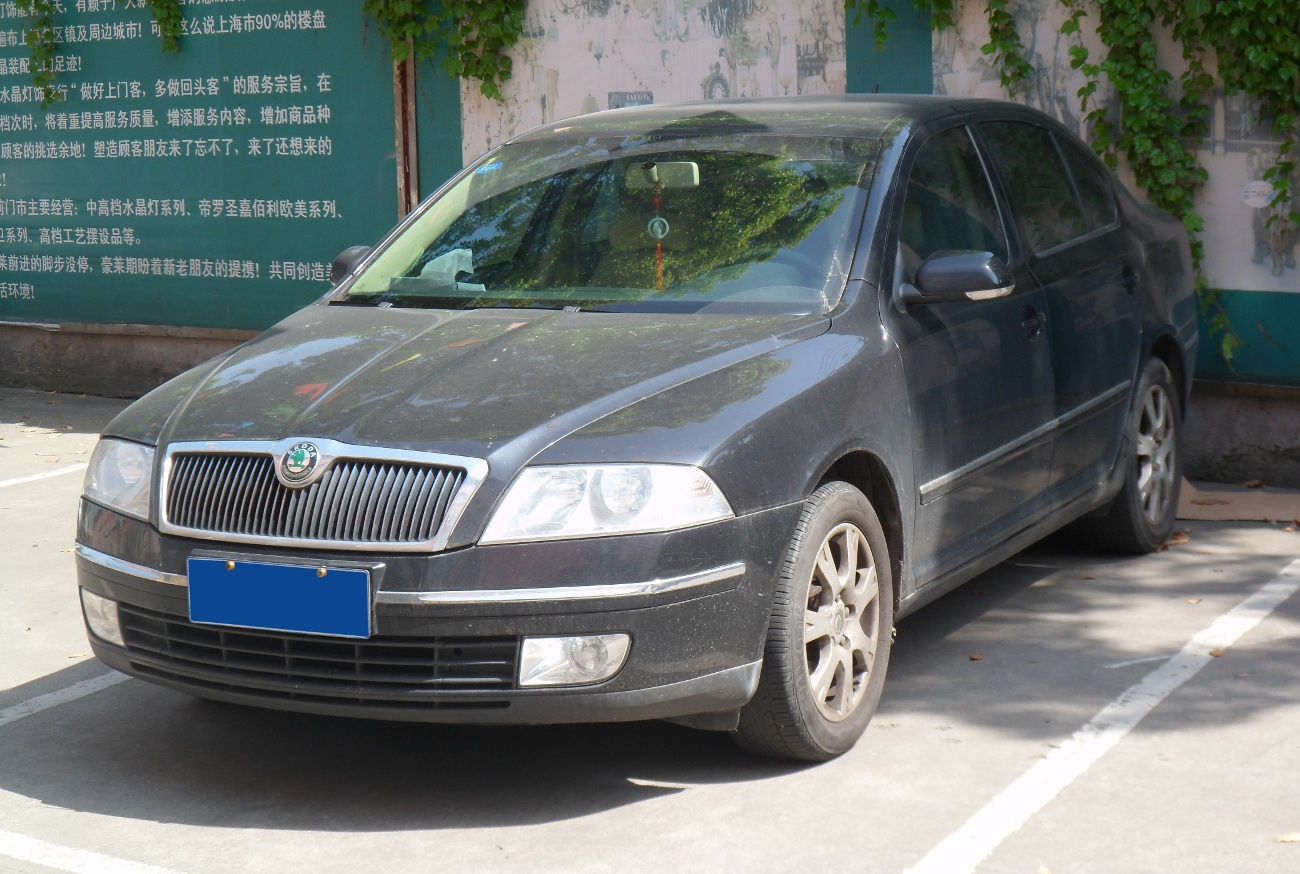
2006–2014 Škoda Octavia
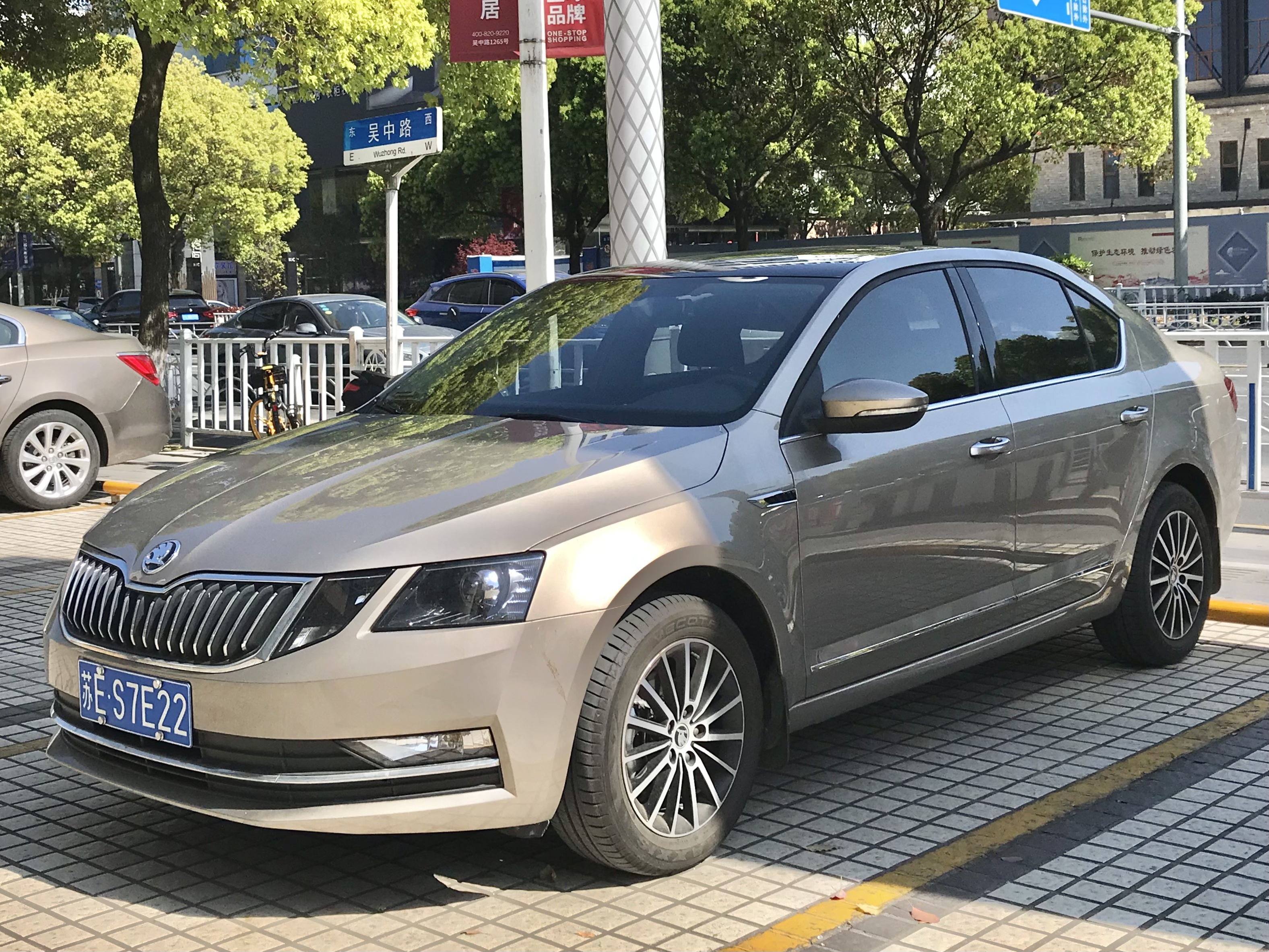
2014–2023 Škoda Octavia
2014–2023 Škoda Octavia Combi
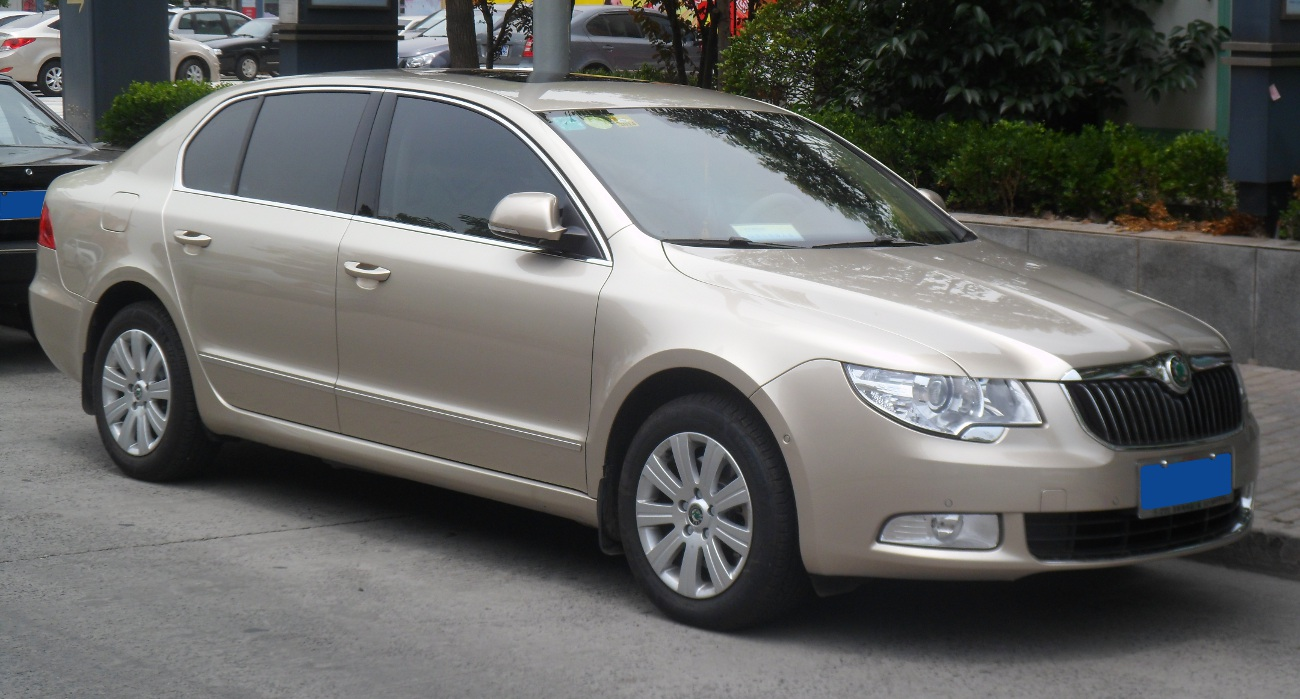
2008–2015 Škoda Superb
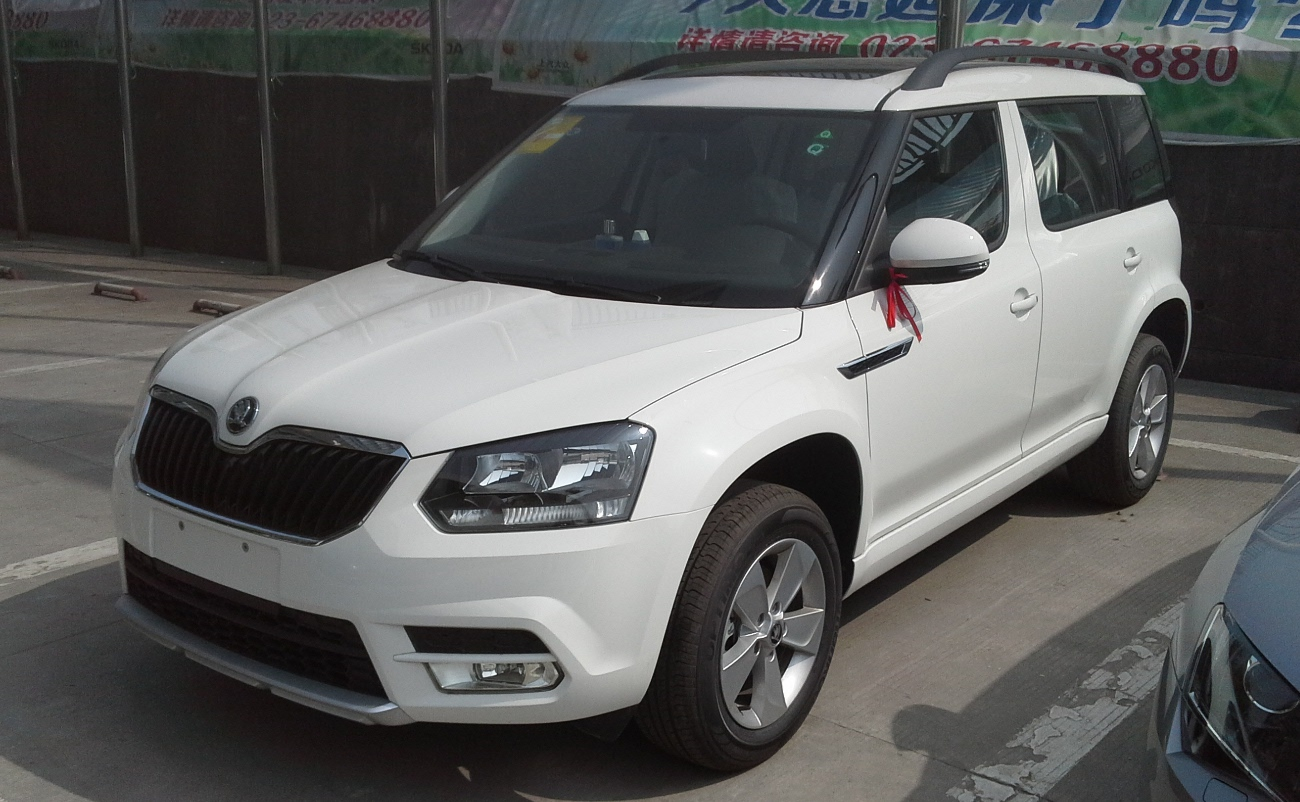
2013–2017 Škoda Yeti

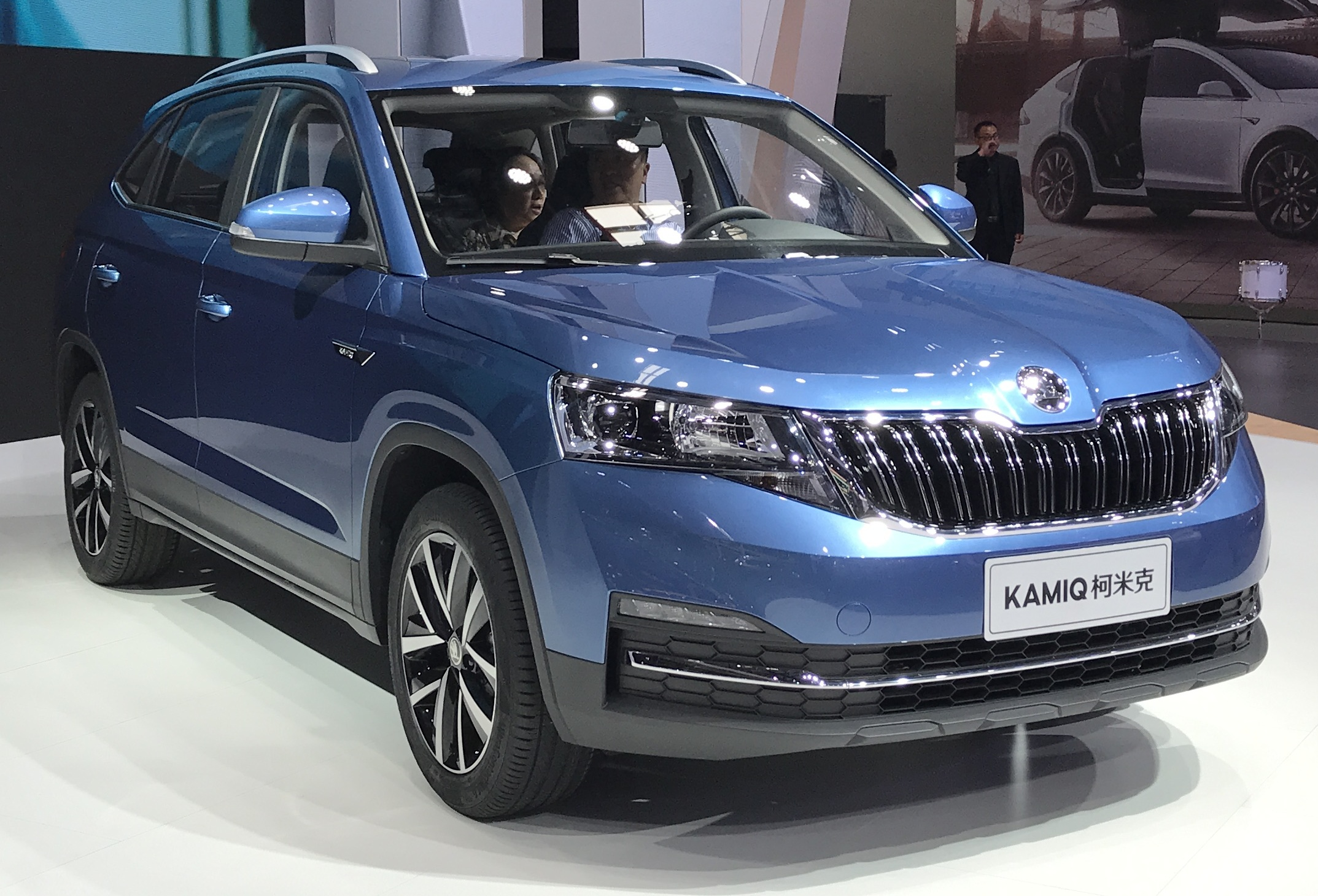
2018–настоящее время Škoda Kamiq
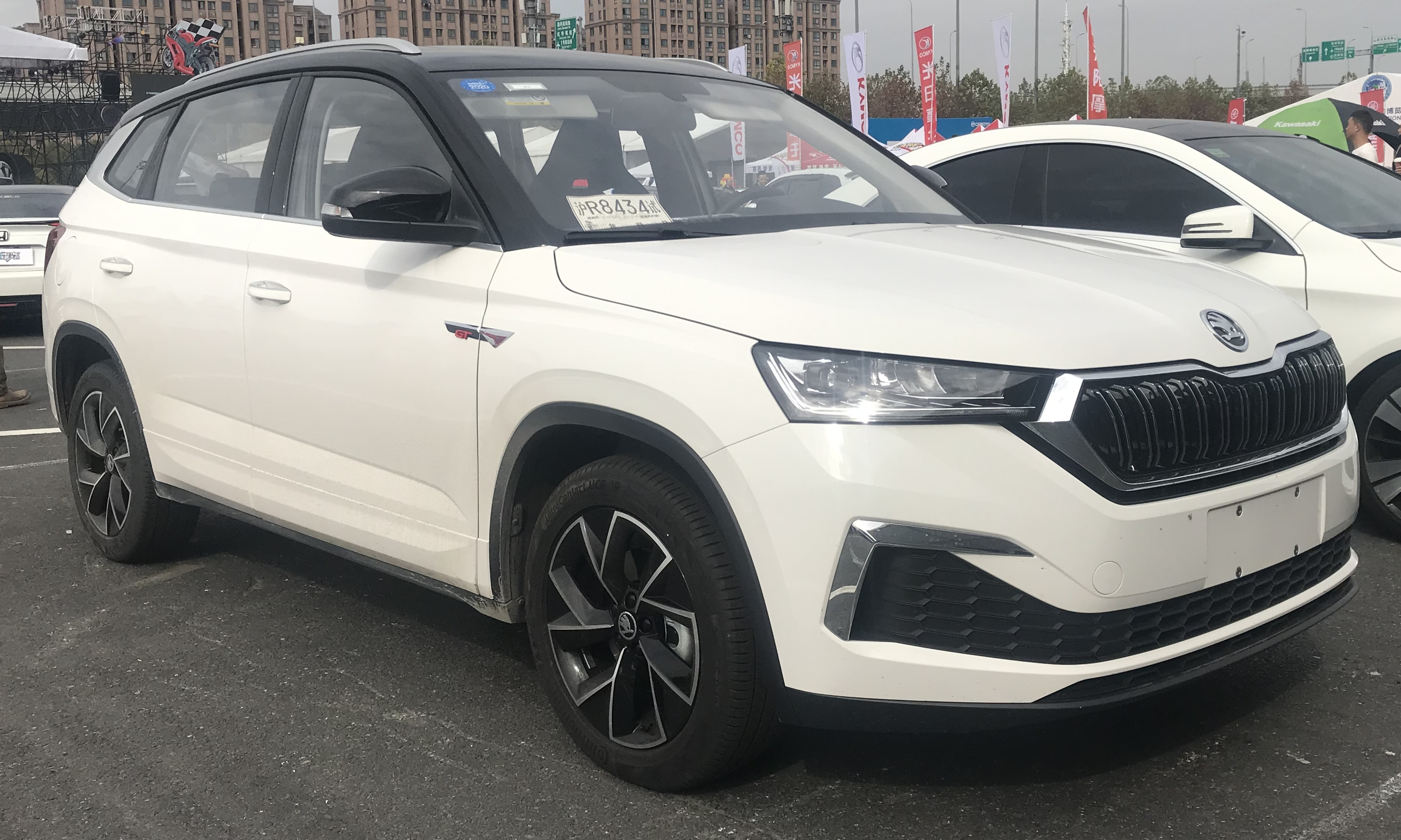
2019–настоящее время Škoda Kamiq GT
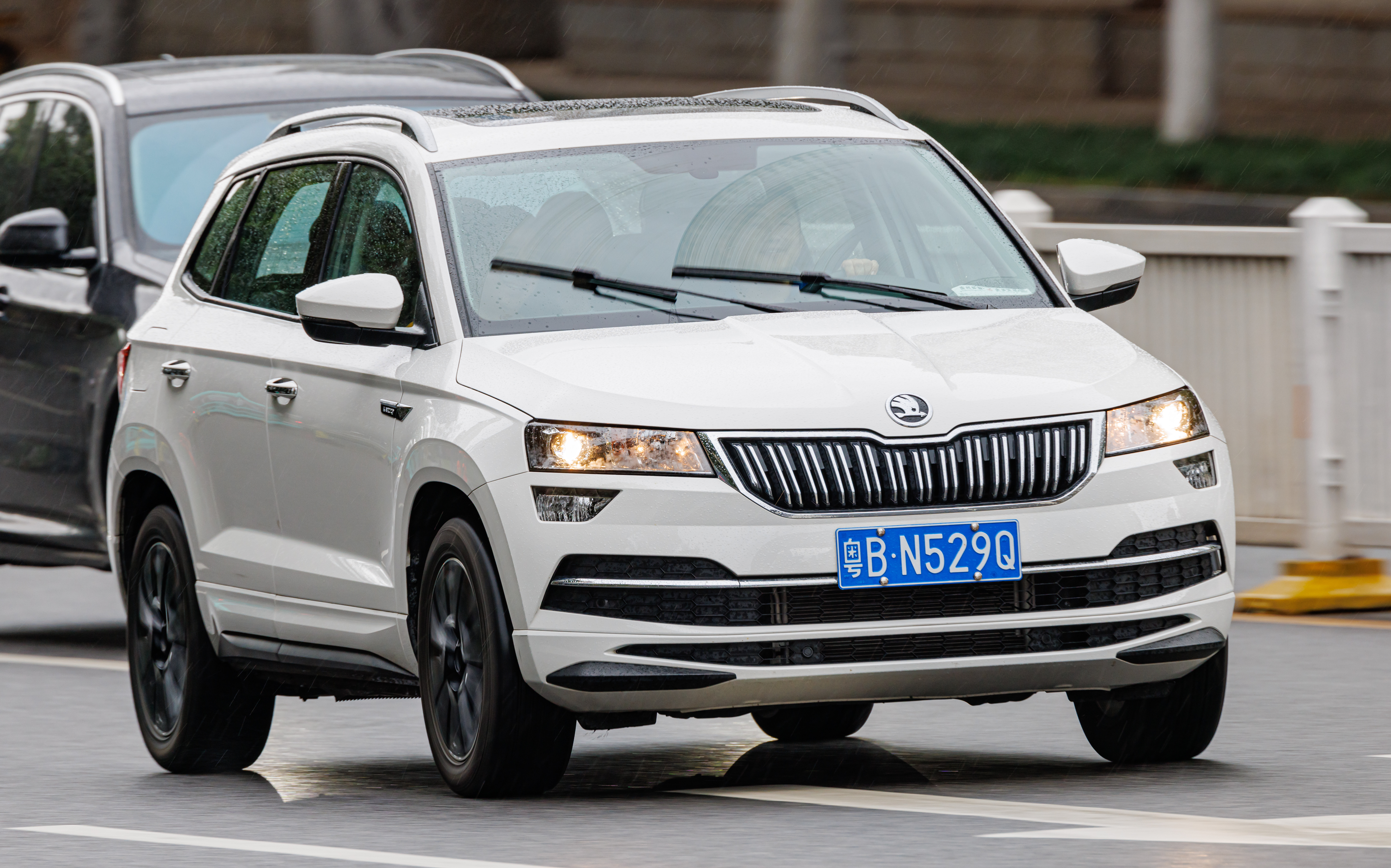
2018–настоящее время Škoda Karoq
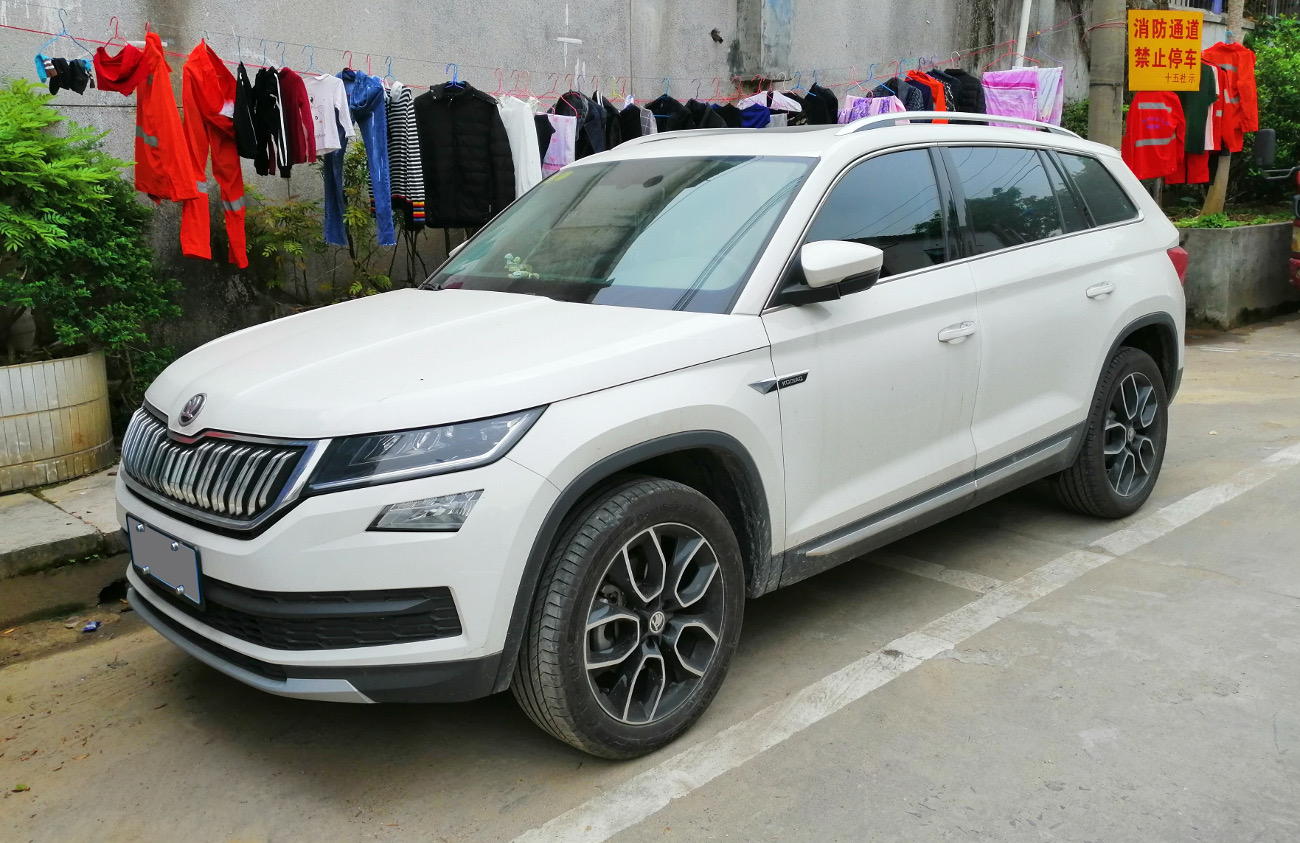
2016–настоящее время Škoda Kodiaq
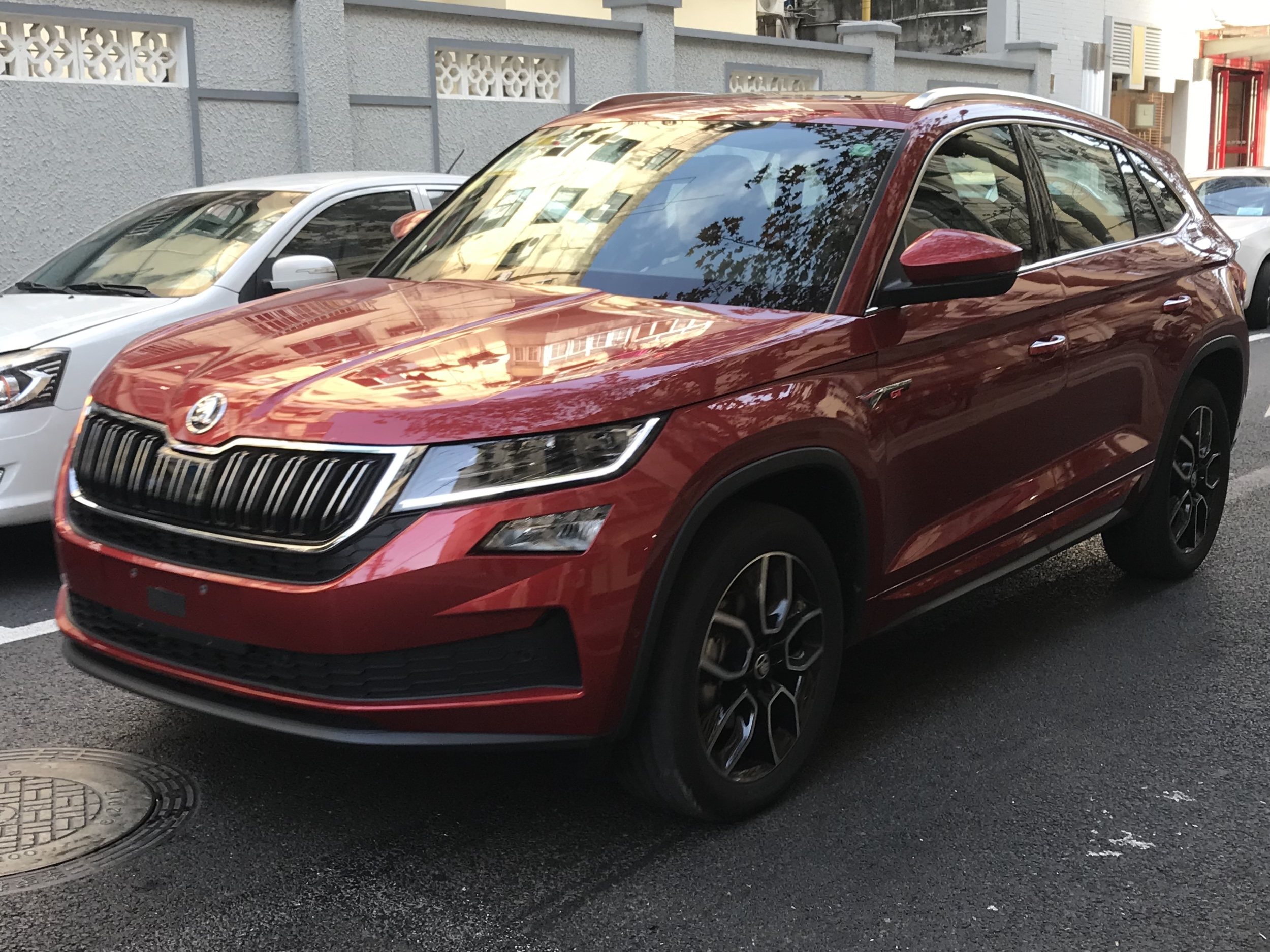
2018–настоящее время Škoda Kodiaq GT
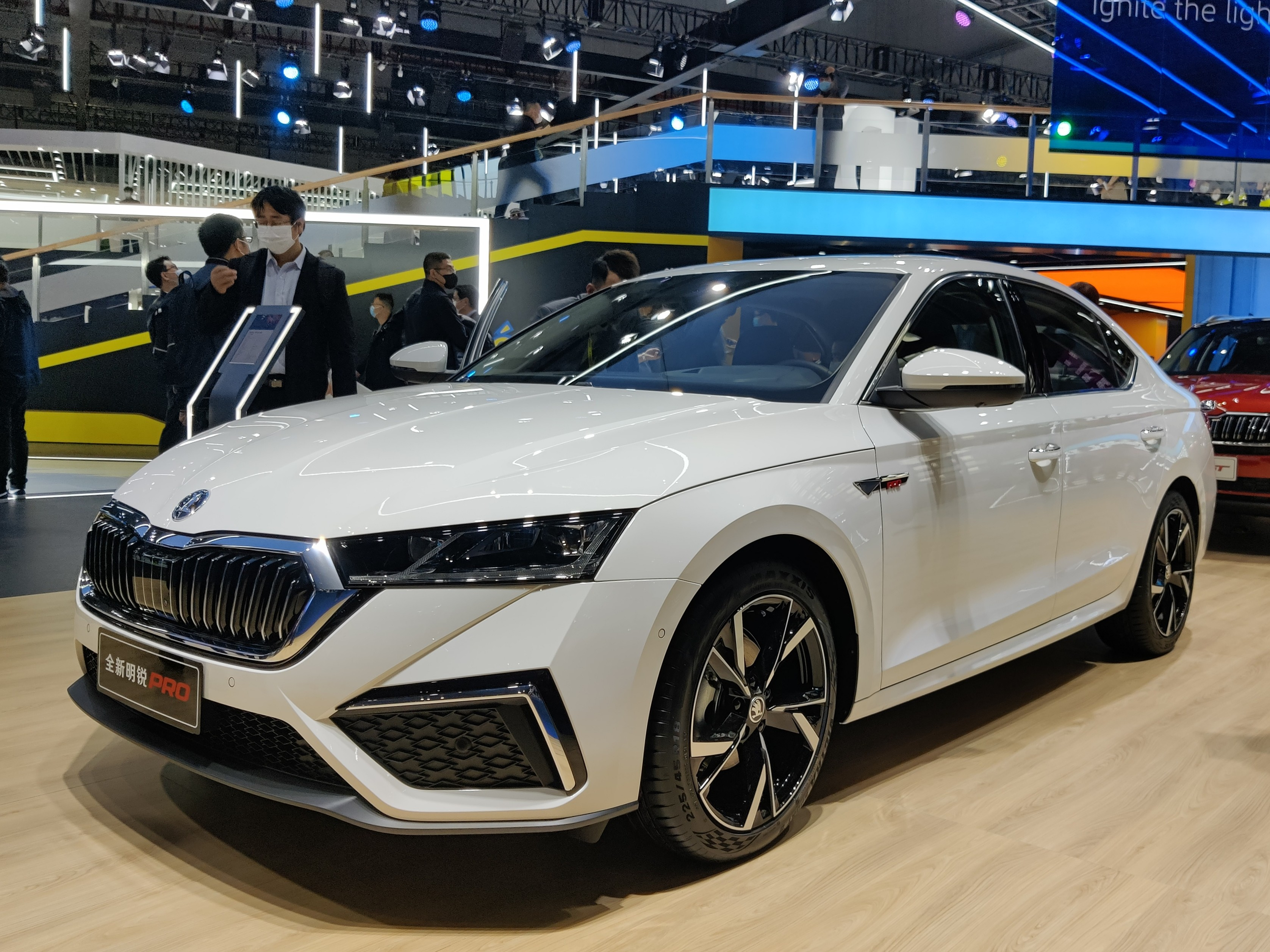
2021–настоящее время Skoda Octavia Pro
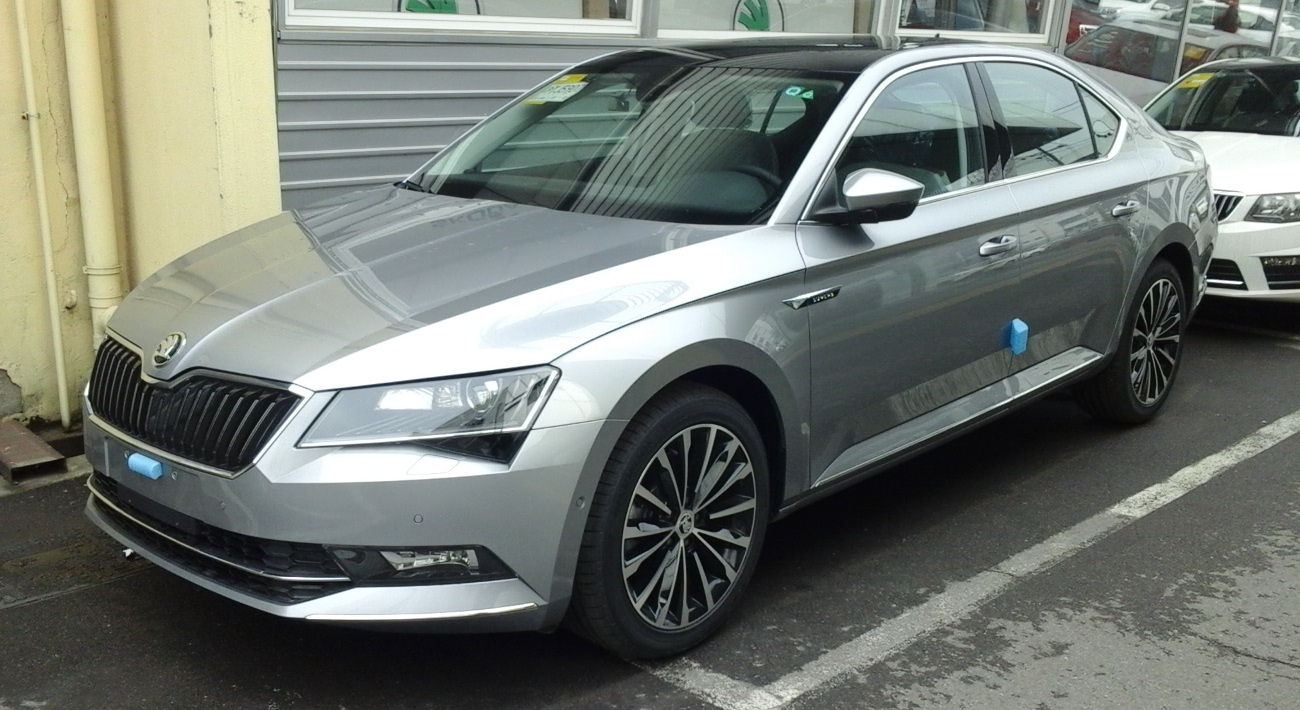
2016–настоящее время Škoda Superb

### Volkswagen

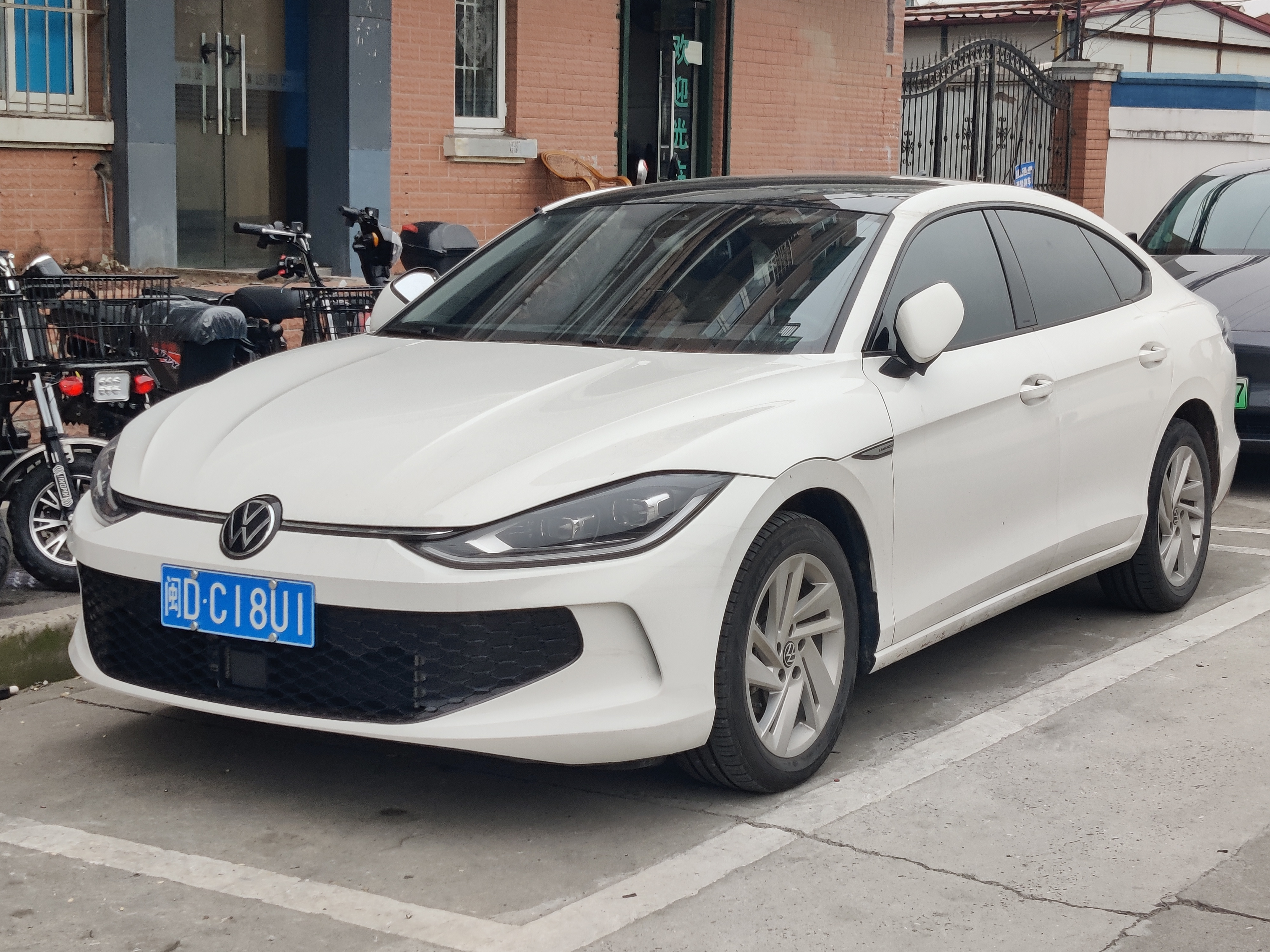
2014–настоящее время Volkswagen Lamando
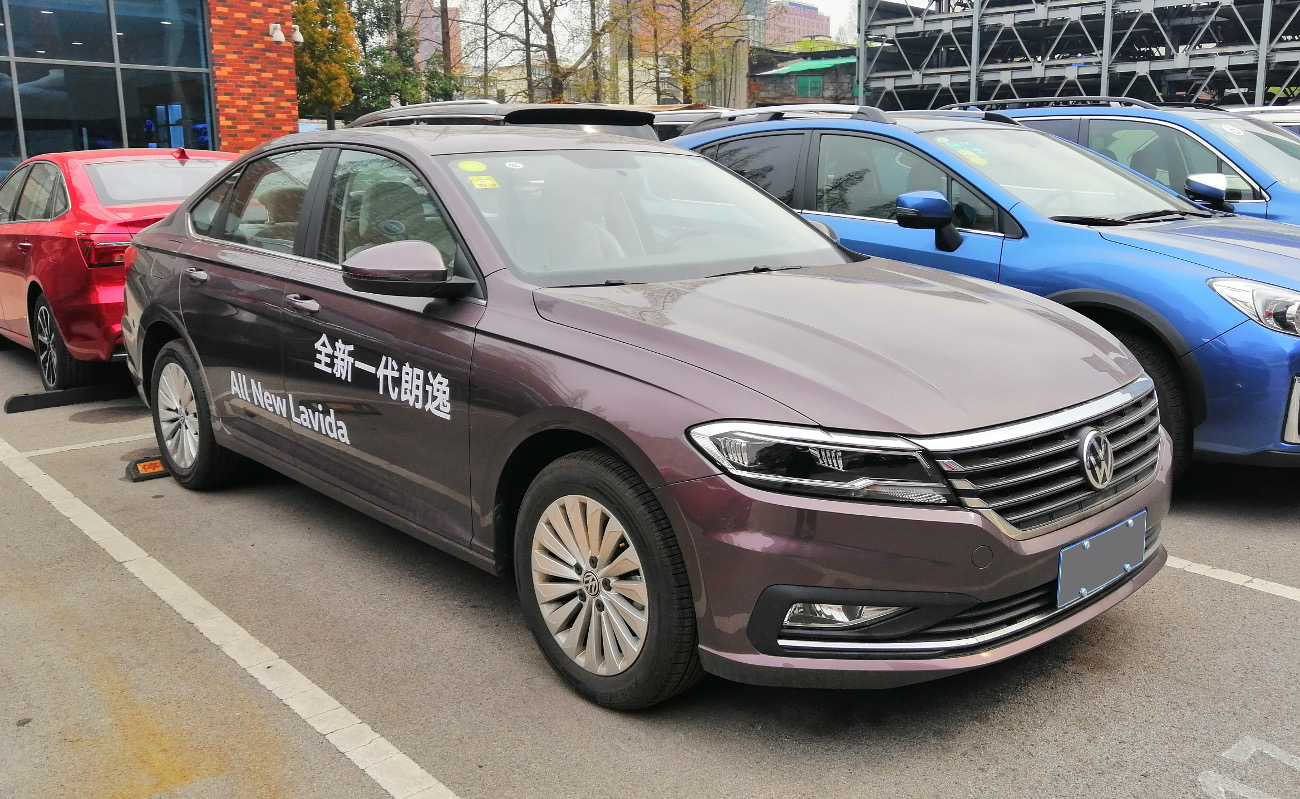
2018–настоящее время Volkswagen Lavida
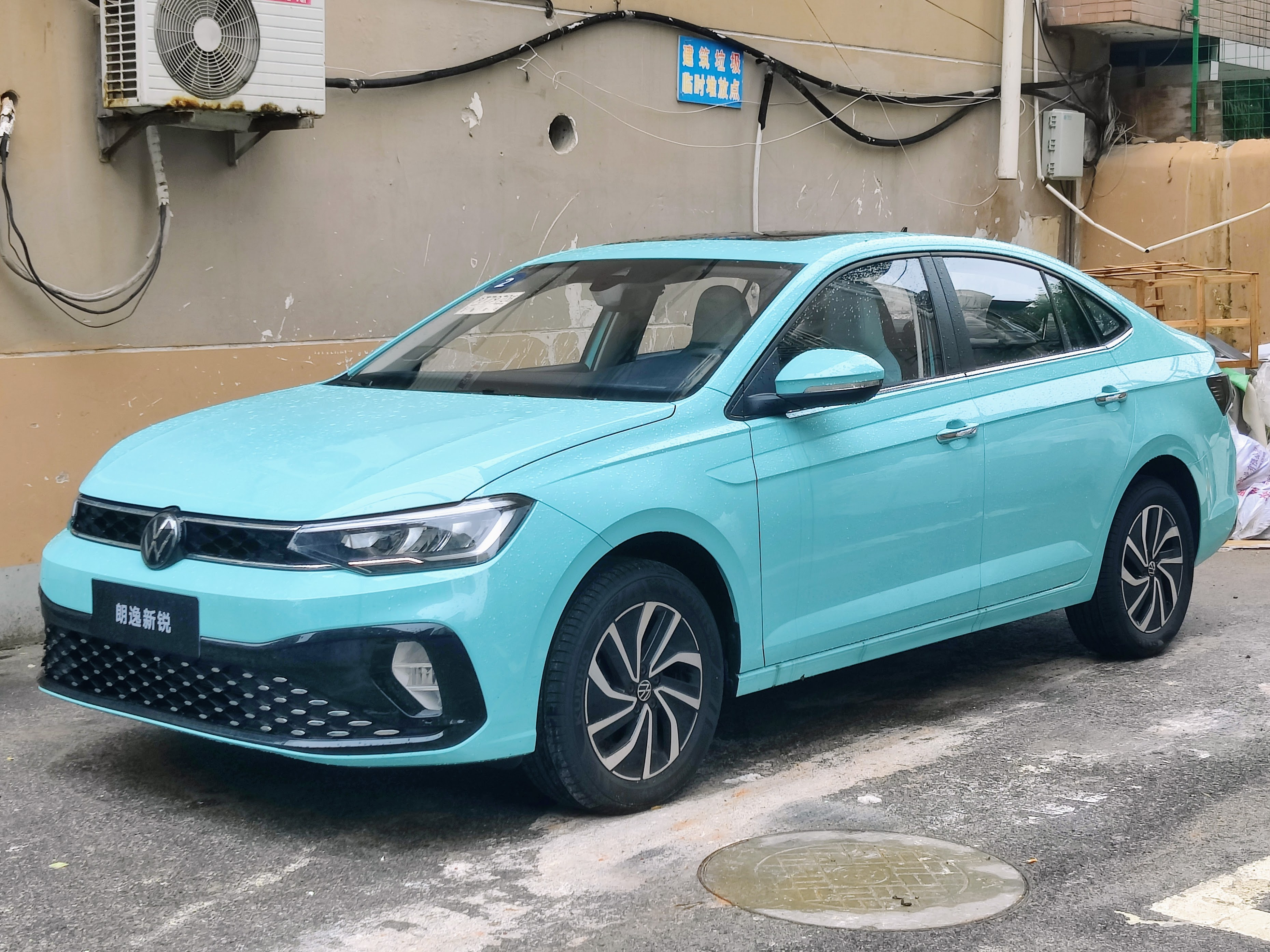
2023–настоящее время Volkswagen Lavida XR
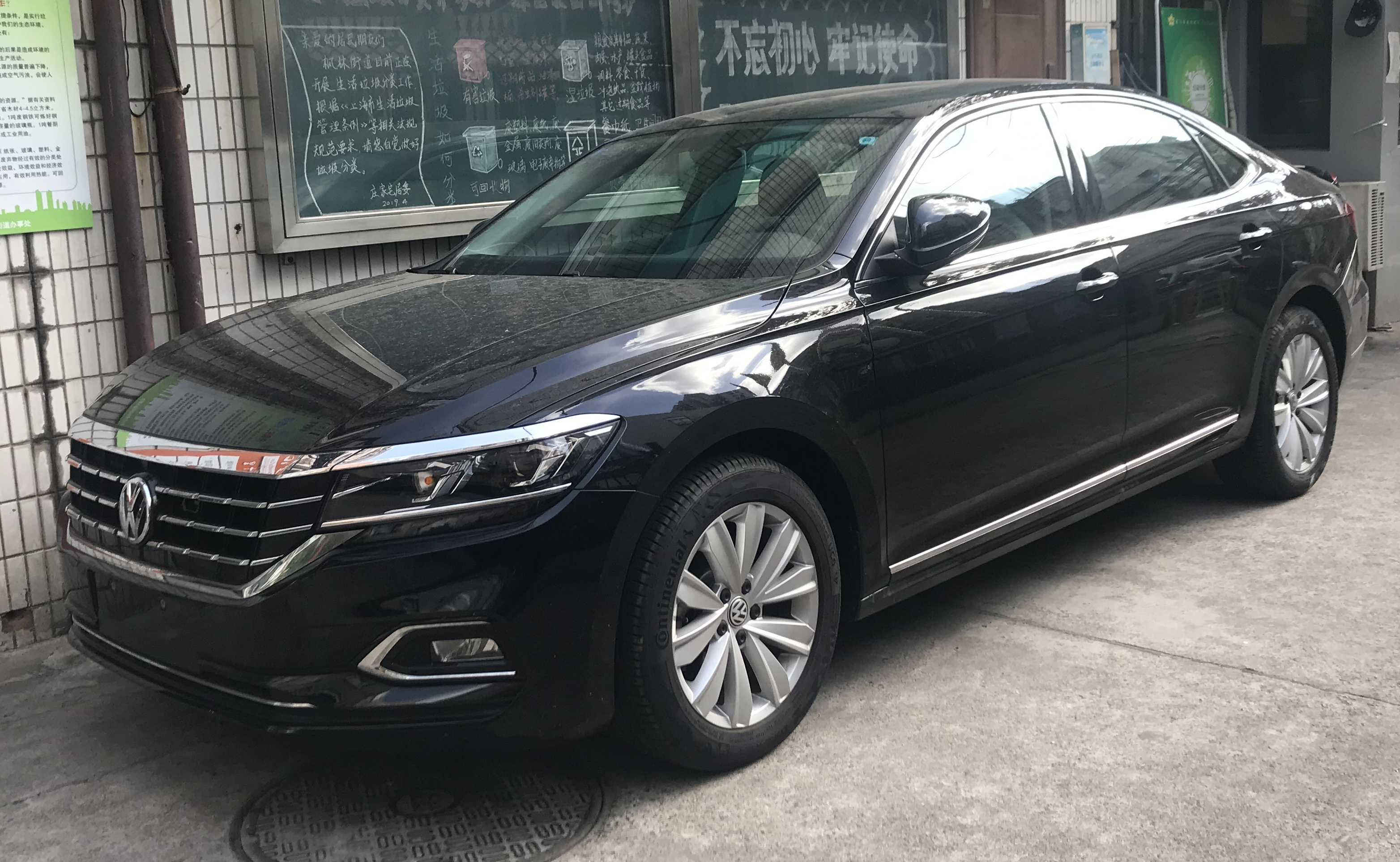
2019–настоящее время Volkswagen Passat
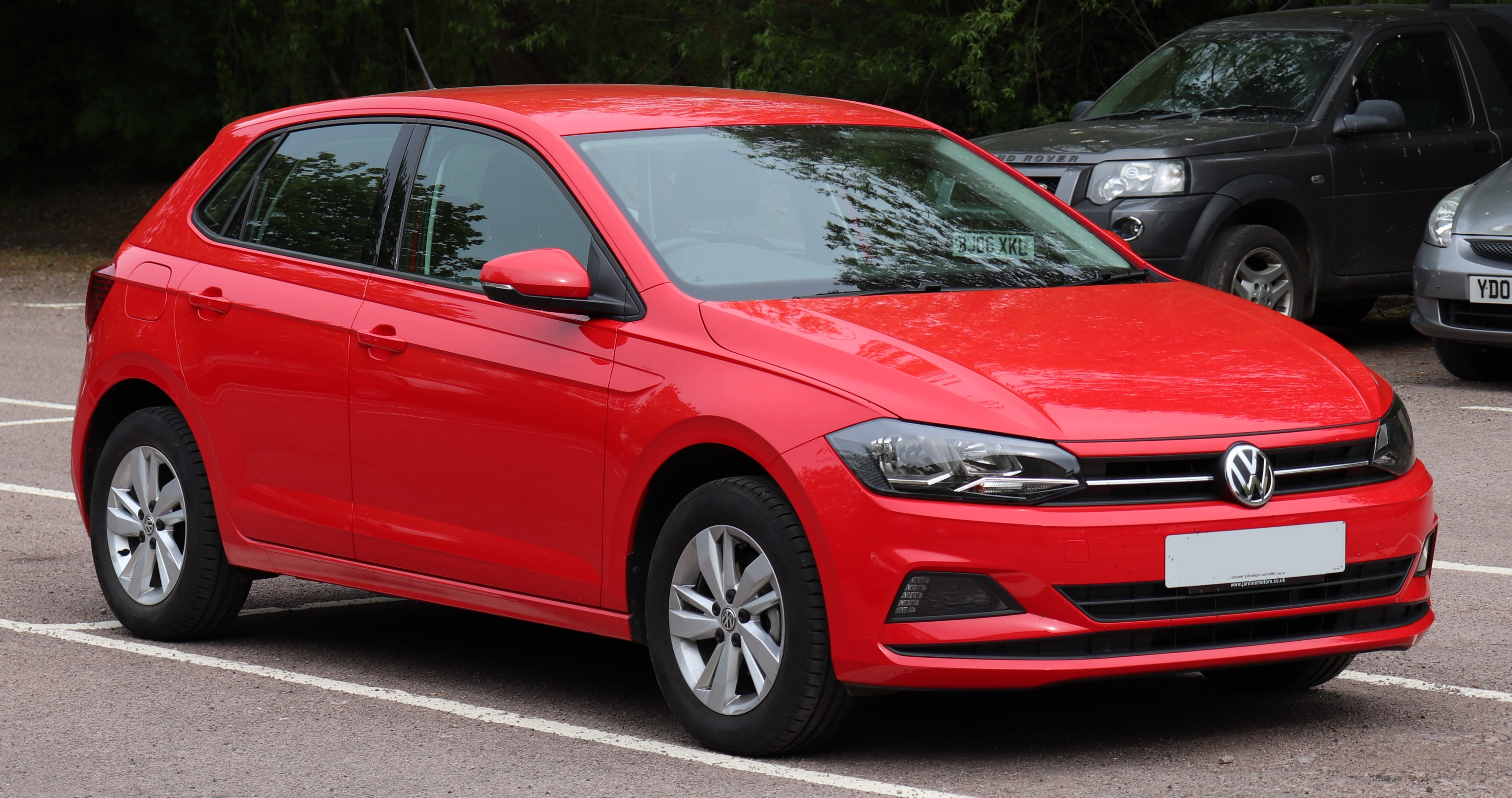
2019–настоящее время Volkswagen Polo
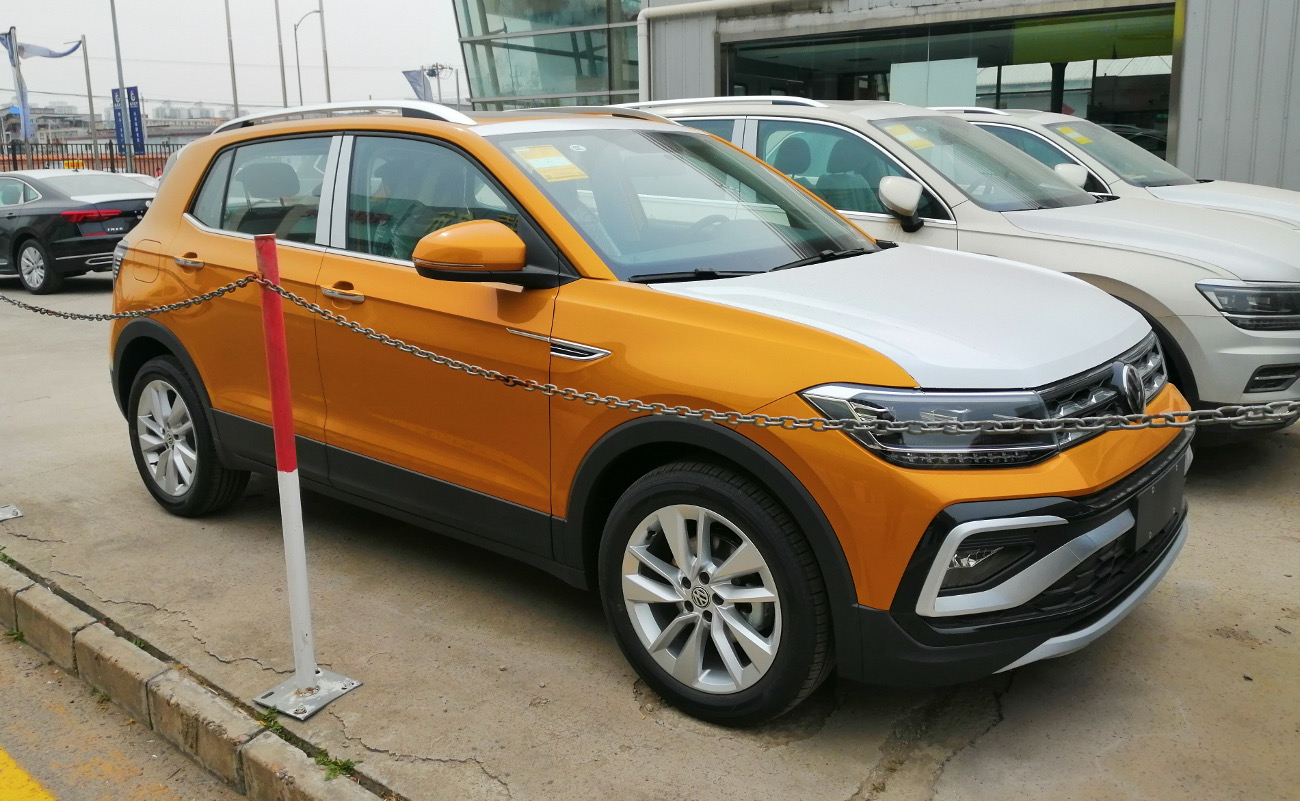
2019–настоящее время Volkswagen T-Cross
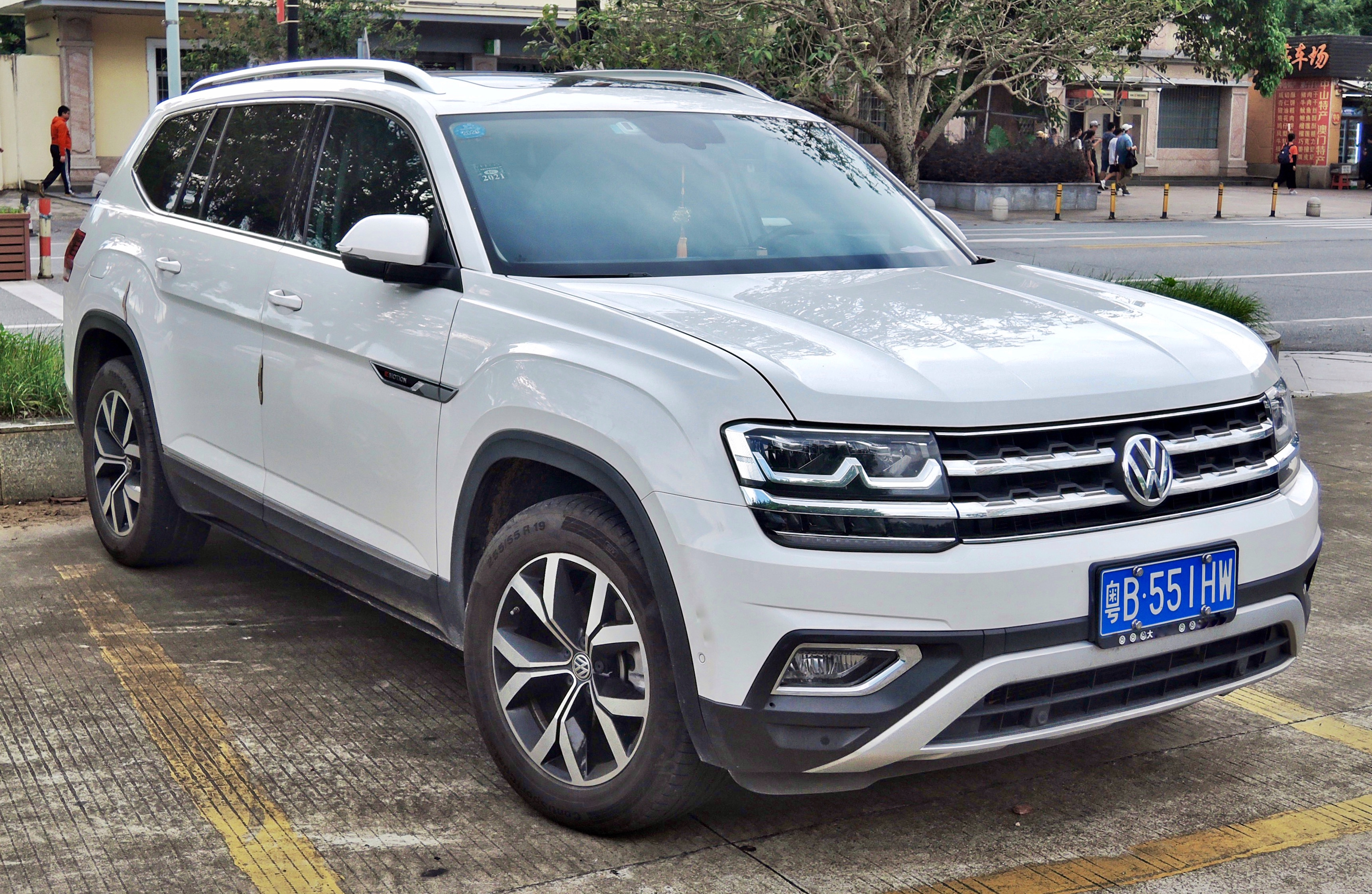
2017–настоящее время Volkswagen Teramont
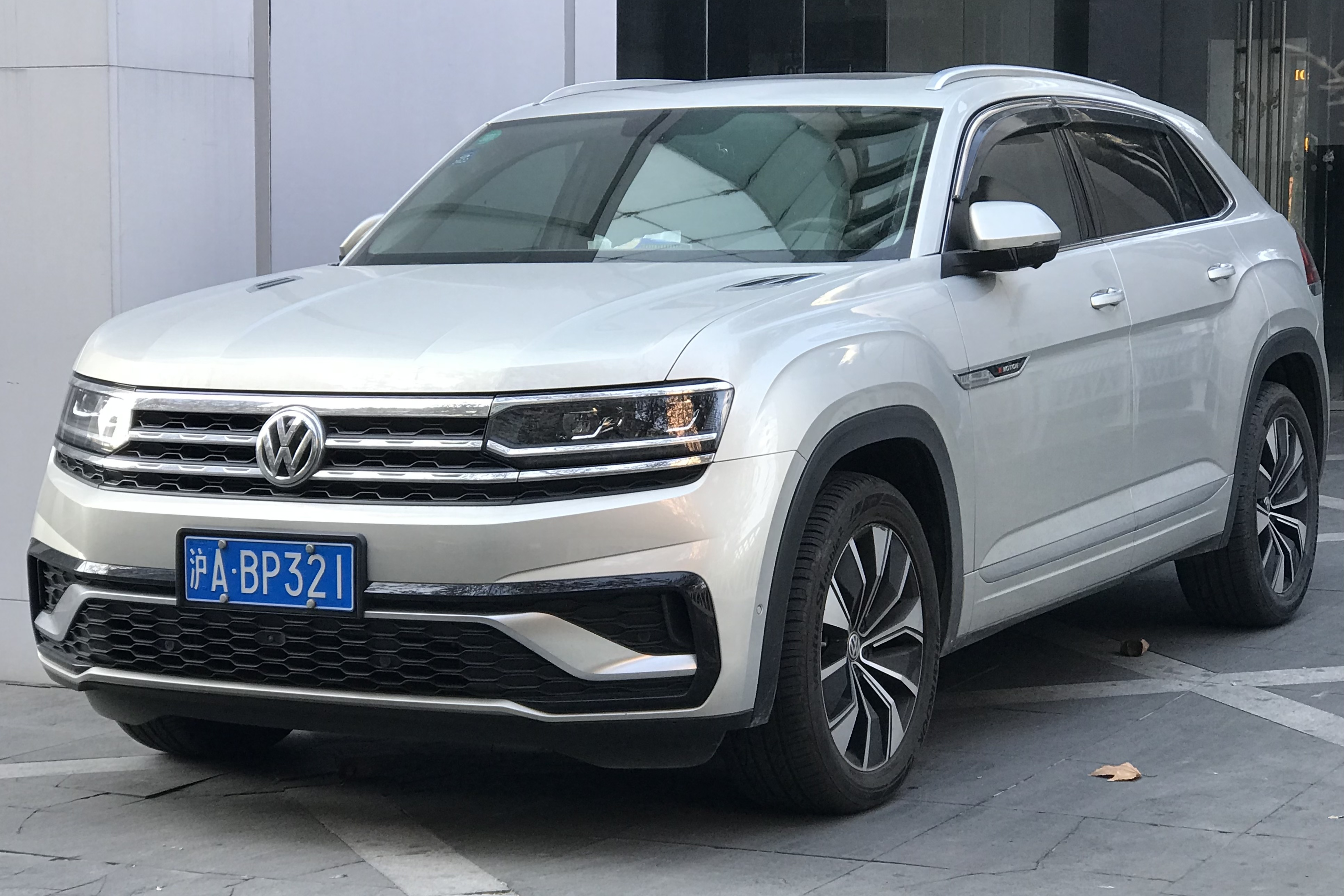
2019–настоящее время Volkswagen Teramont X
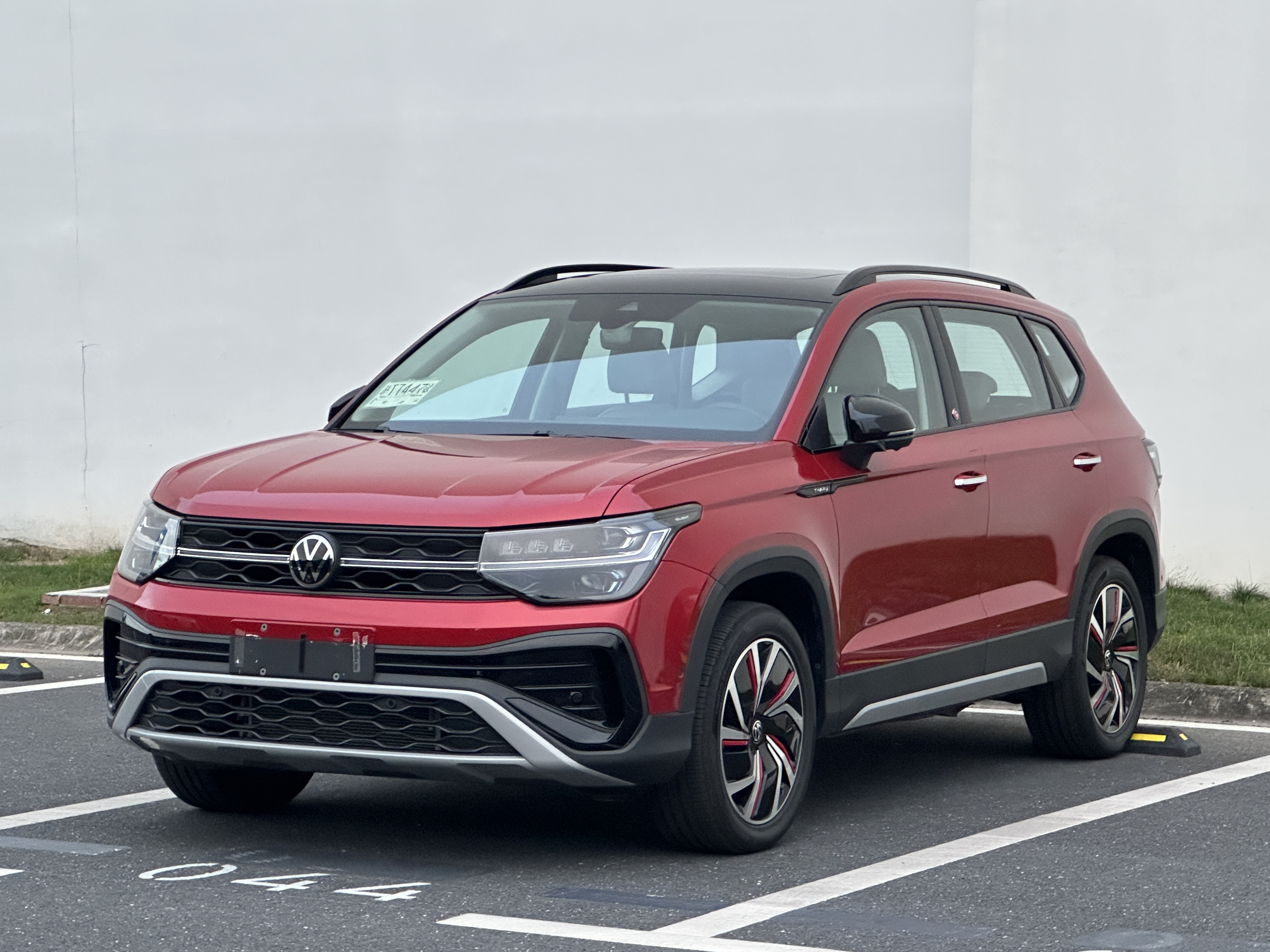
2018–настоящее время Volkswagen Tharu
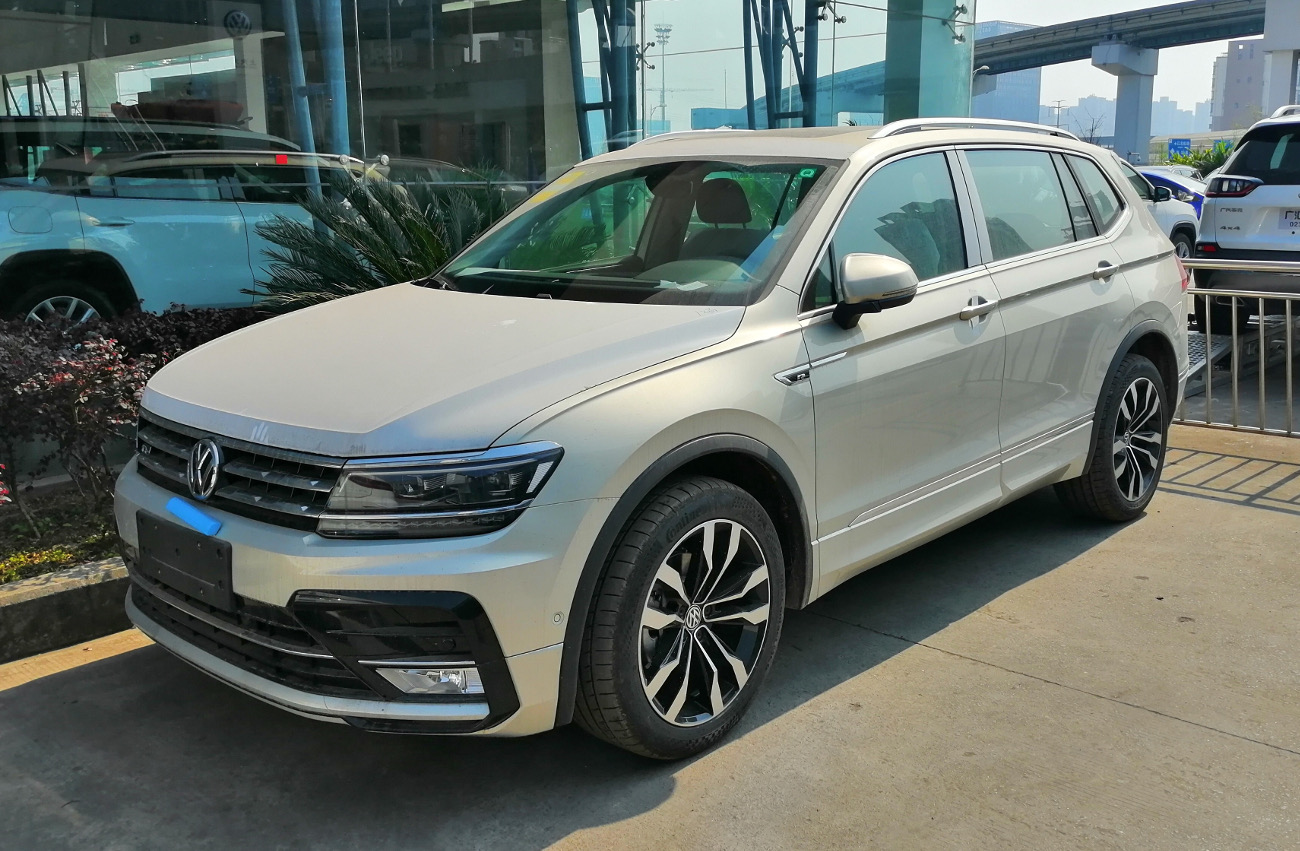
2017–настоящее время Volkswagen Tiguan L
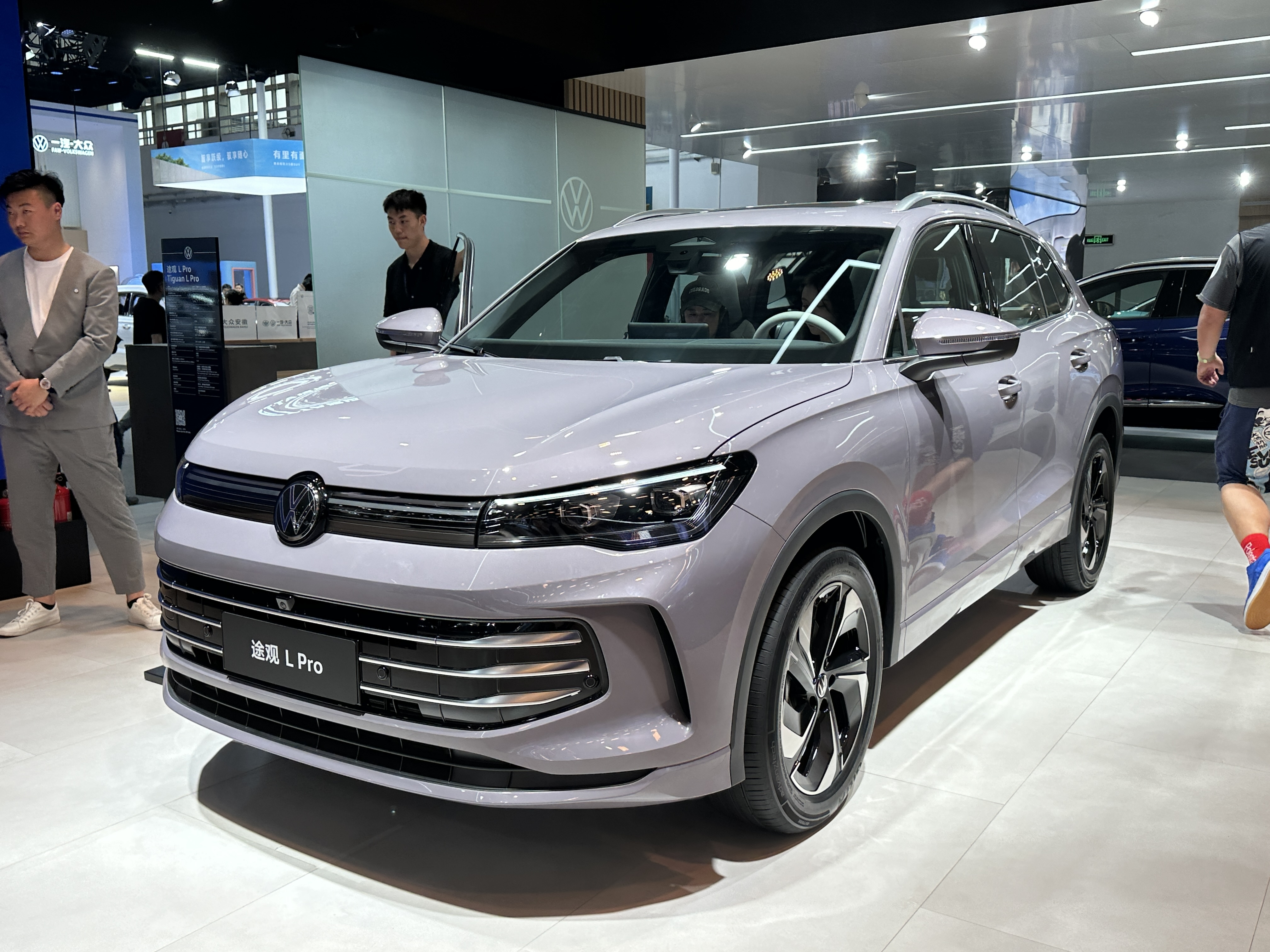
2024–настоящее время Volkswagen Tiguan L Pro
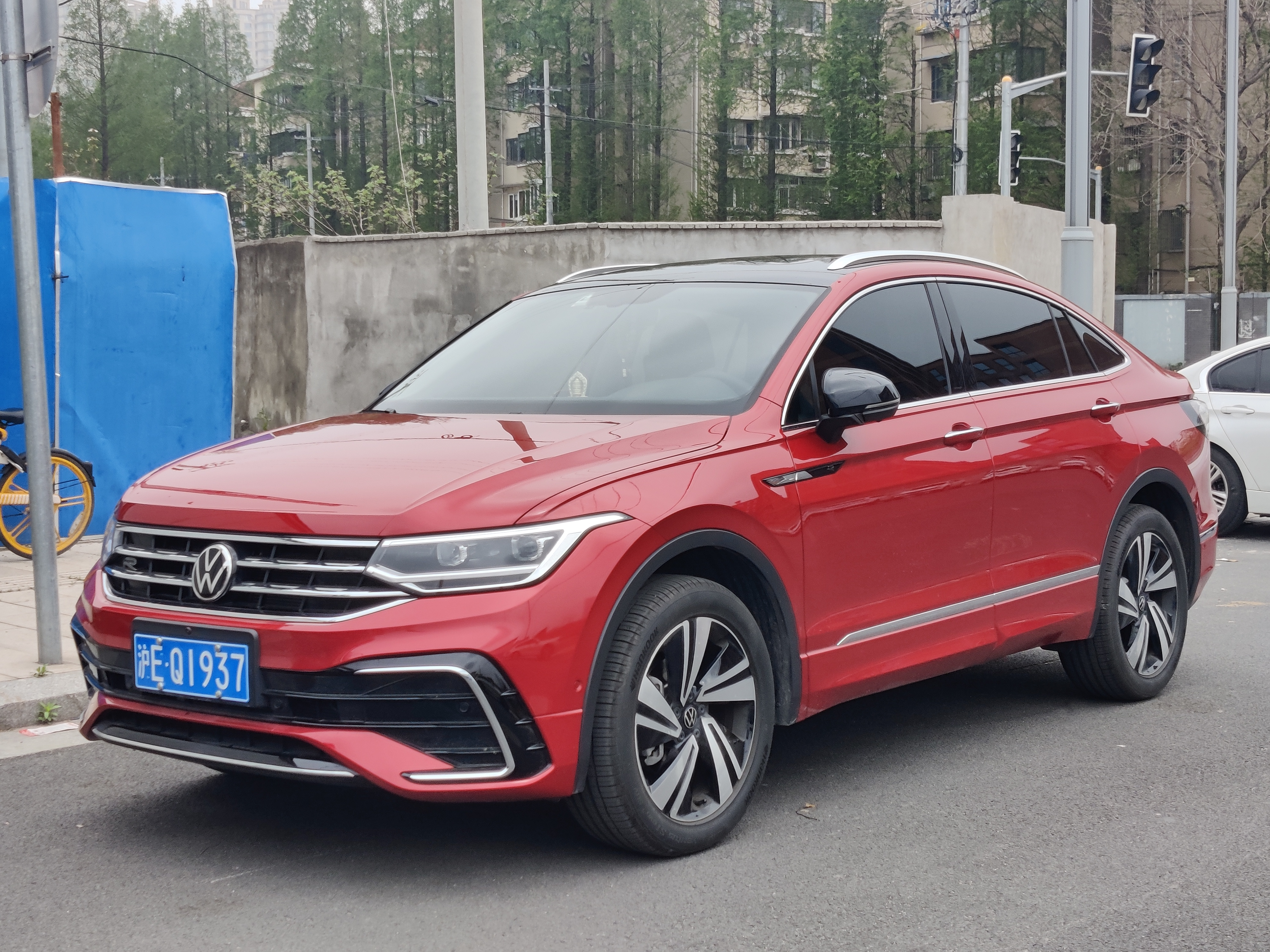
2020–настоящее время Volkswagen Tiguan X
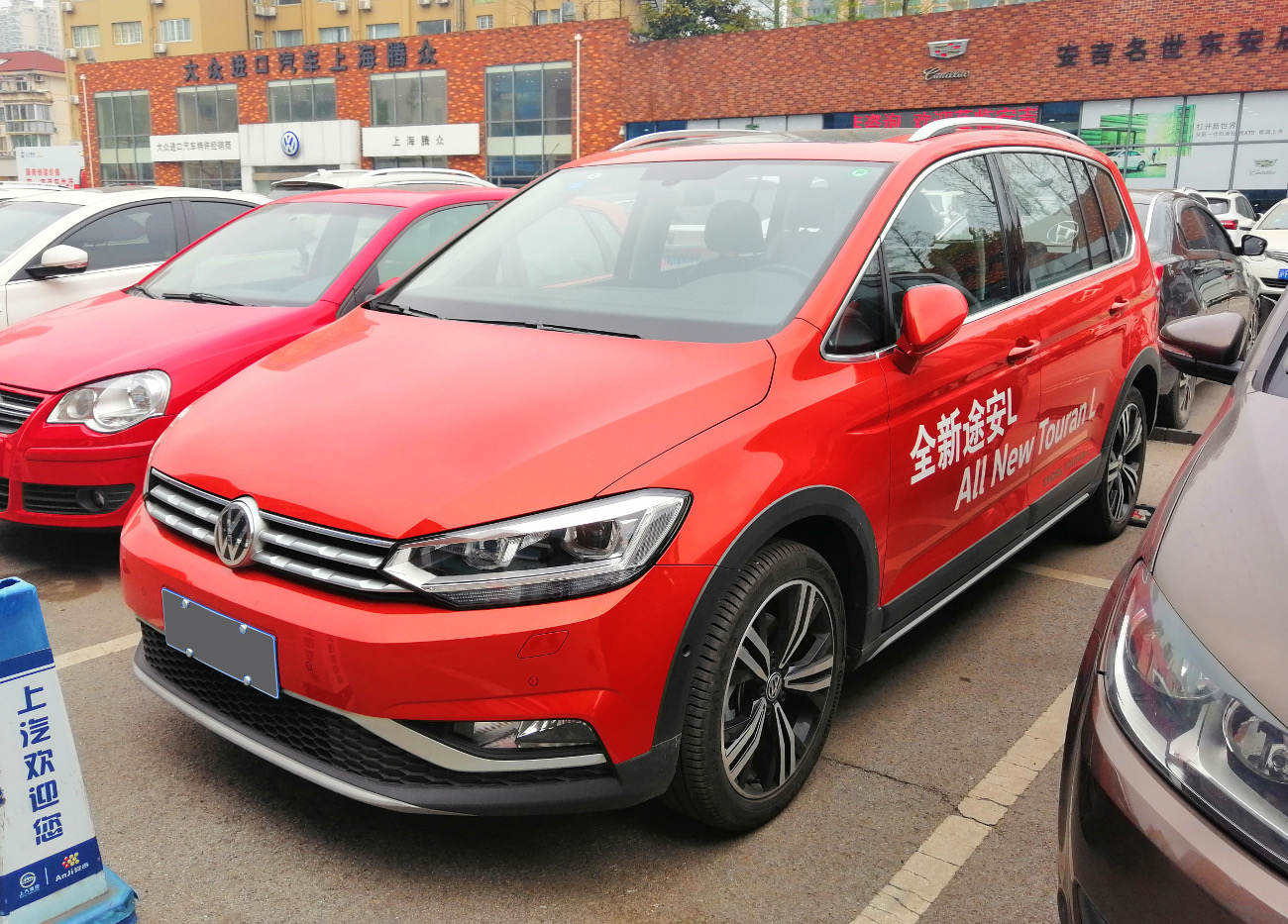
2016–настоящее время Volkswagen Touran L
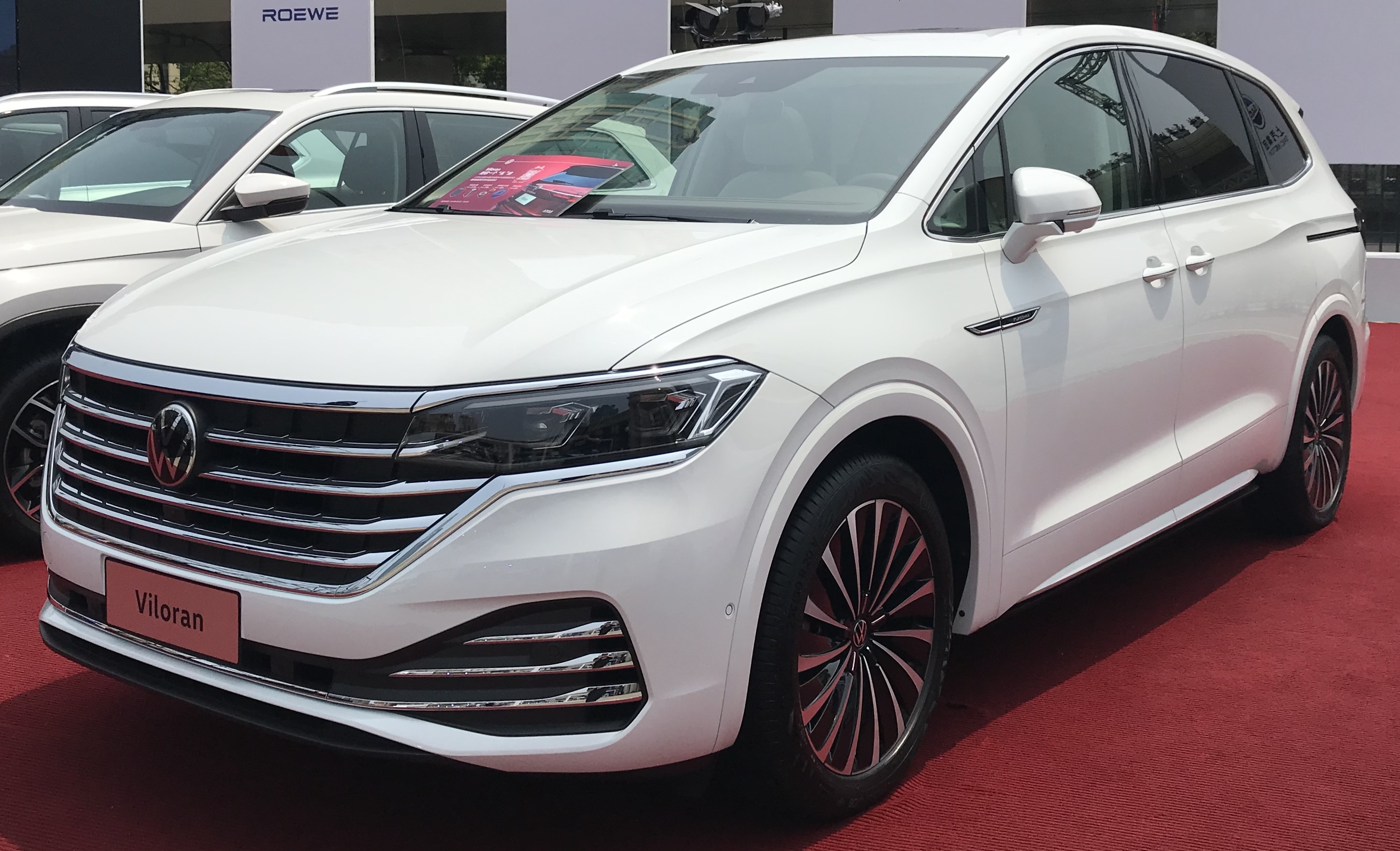
2020–настоящее время Volkswagen Viloran
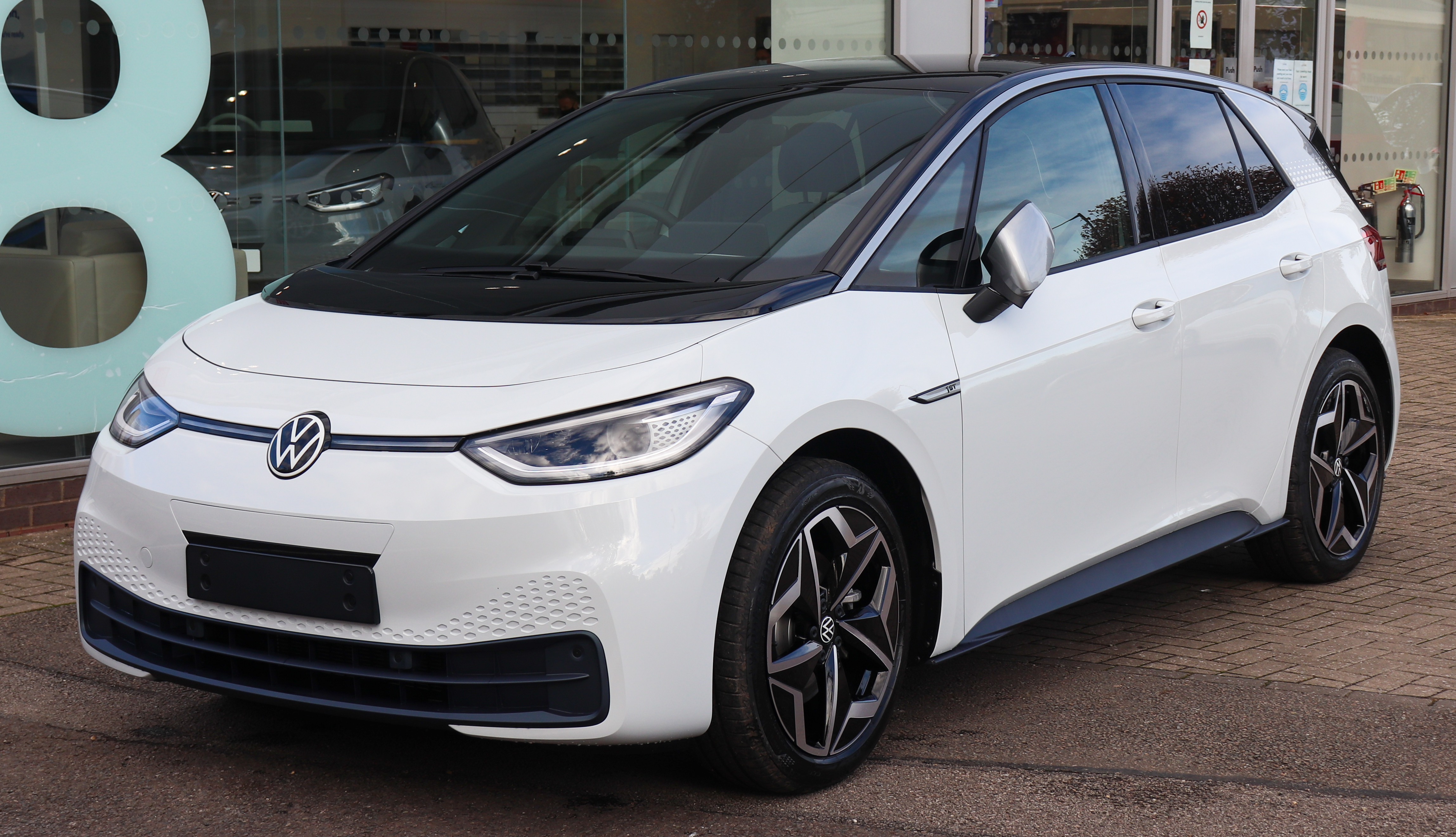
2021–настоящее время Volkswagen ID.3
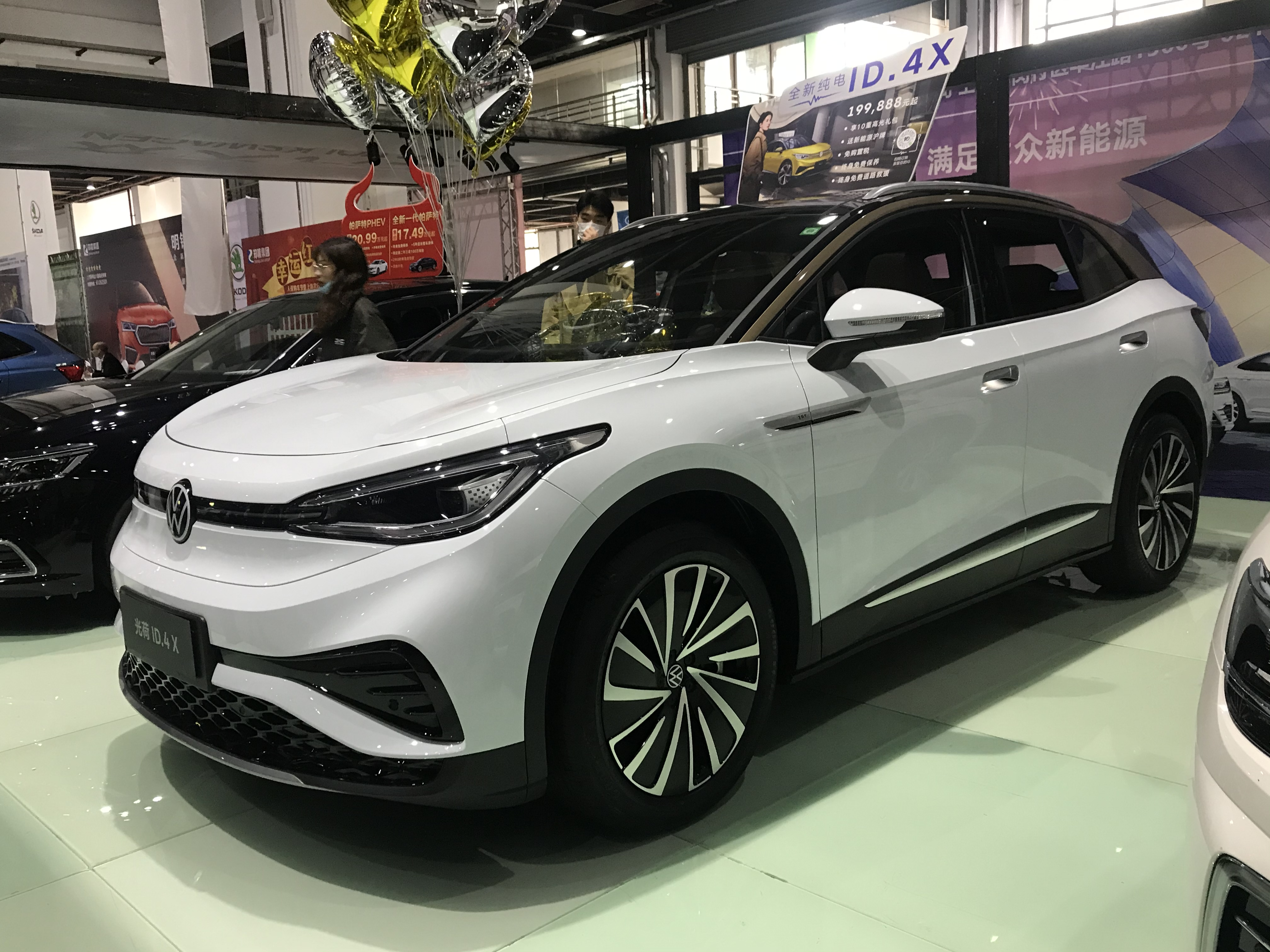
2021–настоящее время Volkswagen ID.4 X
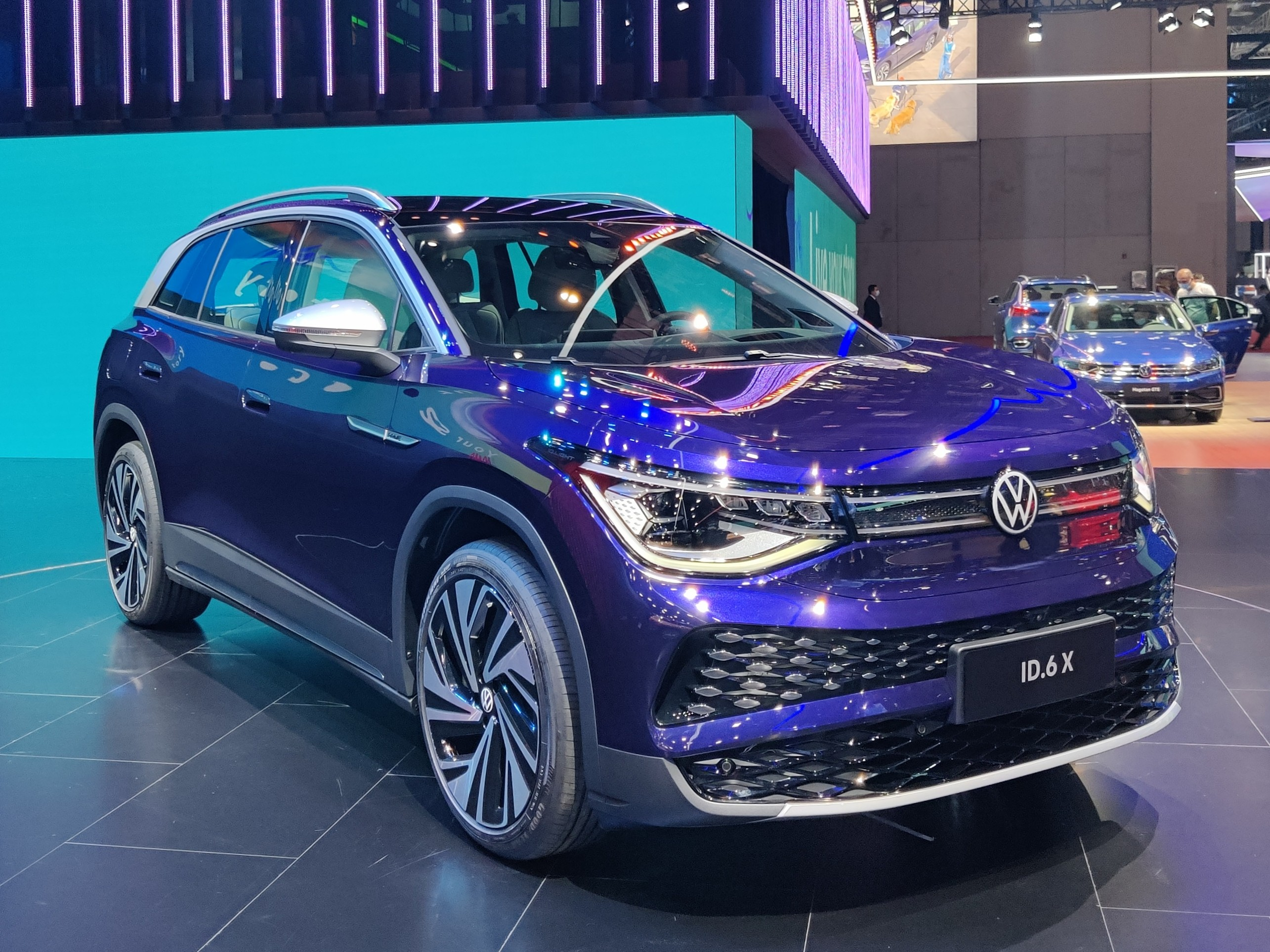
2021–настоящее время Volkswagen ID.6 X

## Прошлые модели

### Volkswagen

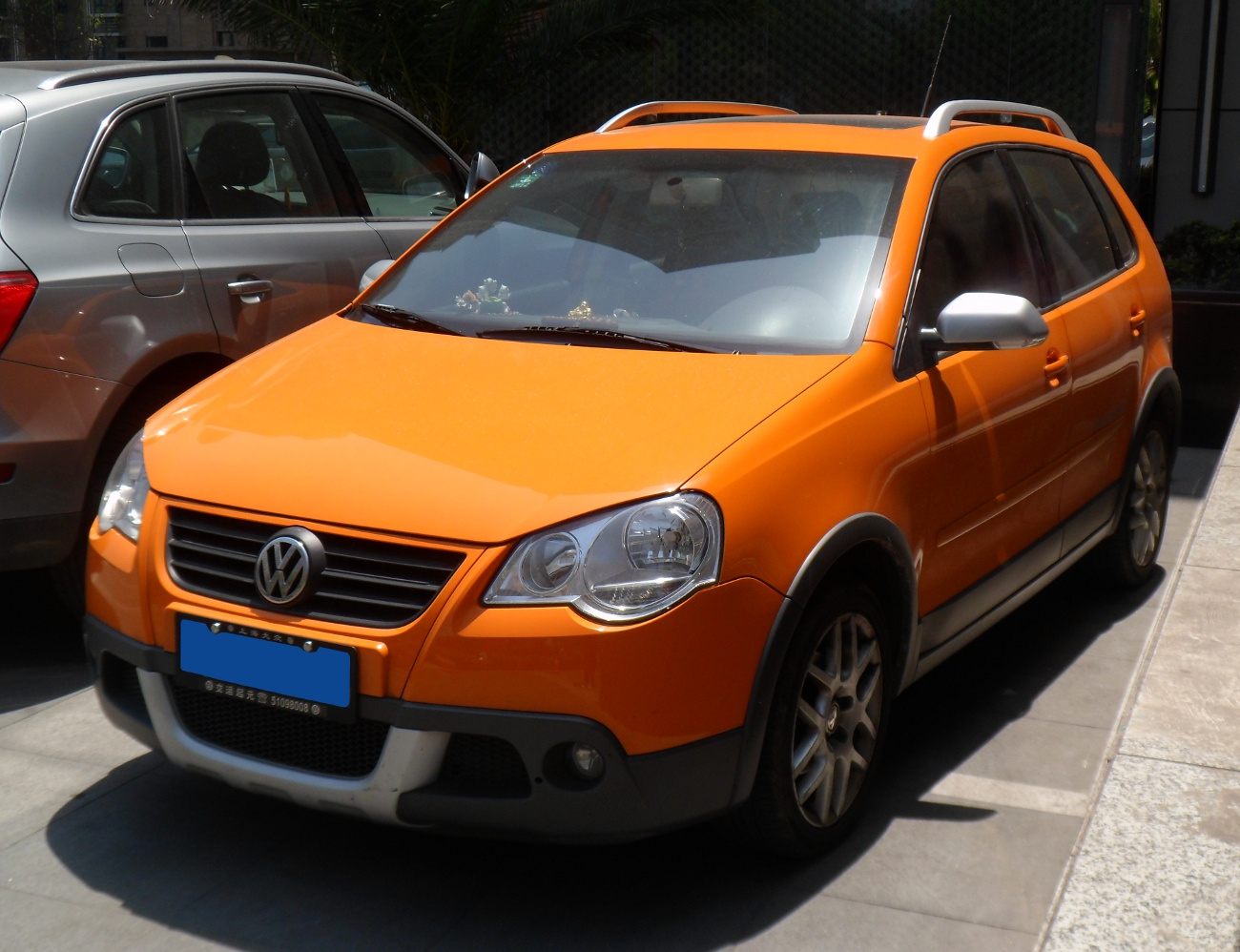
2005–2010 Volkswagen CrossPolo Mk4
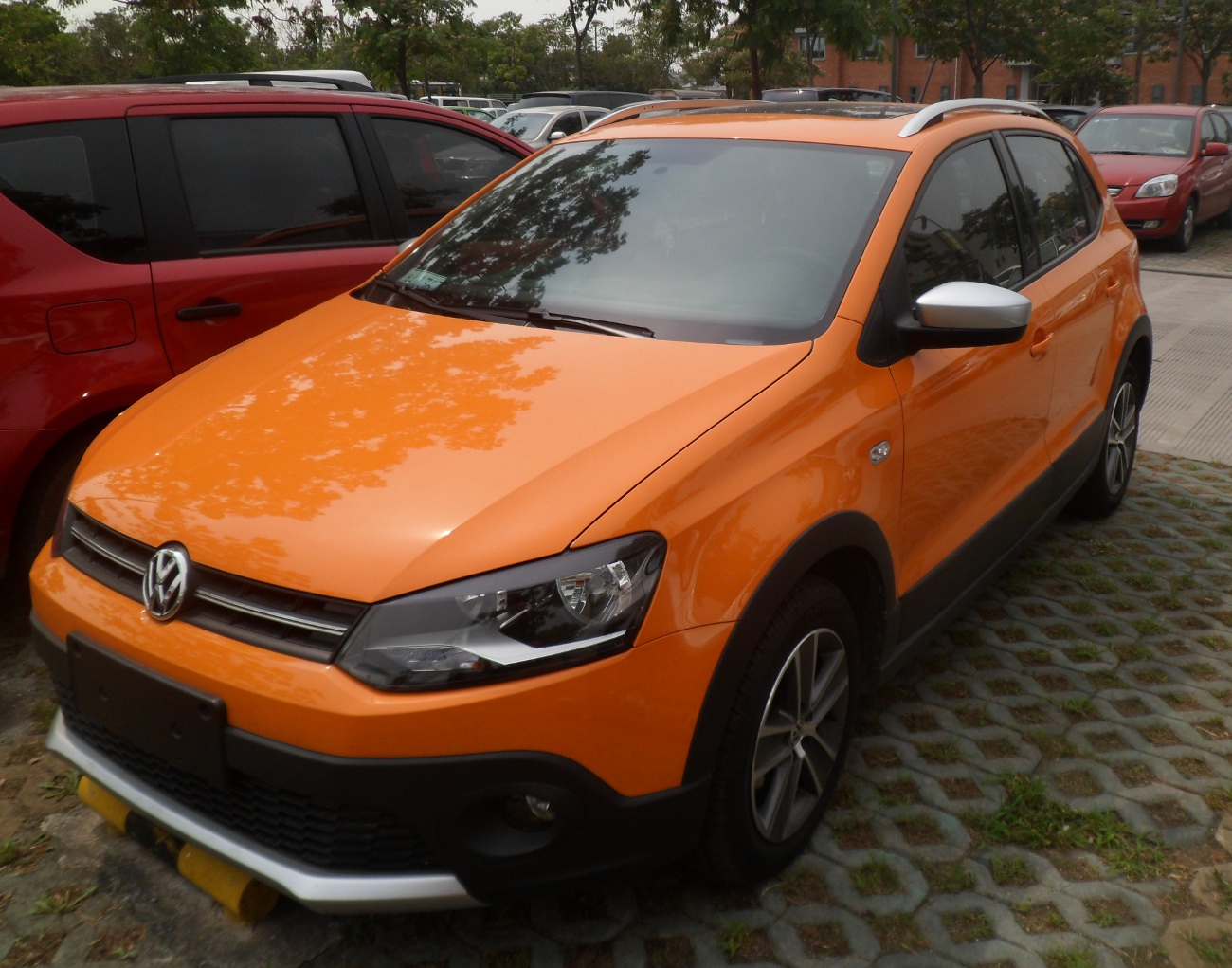
2010–2019 Volkswagen CrossPolo Mk5
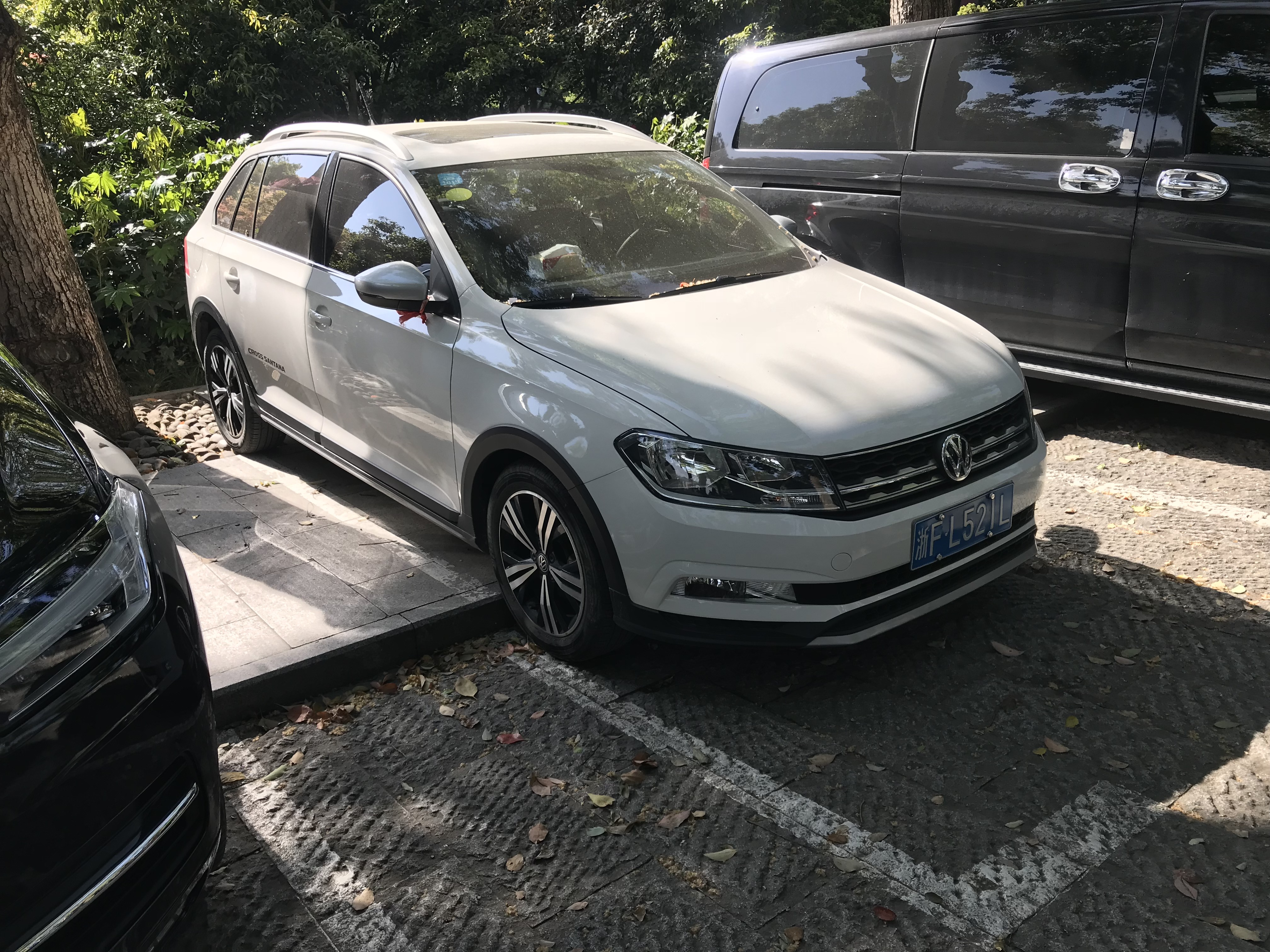
2016–2023 Volkswagen Cross Santana
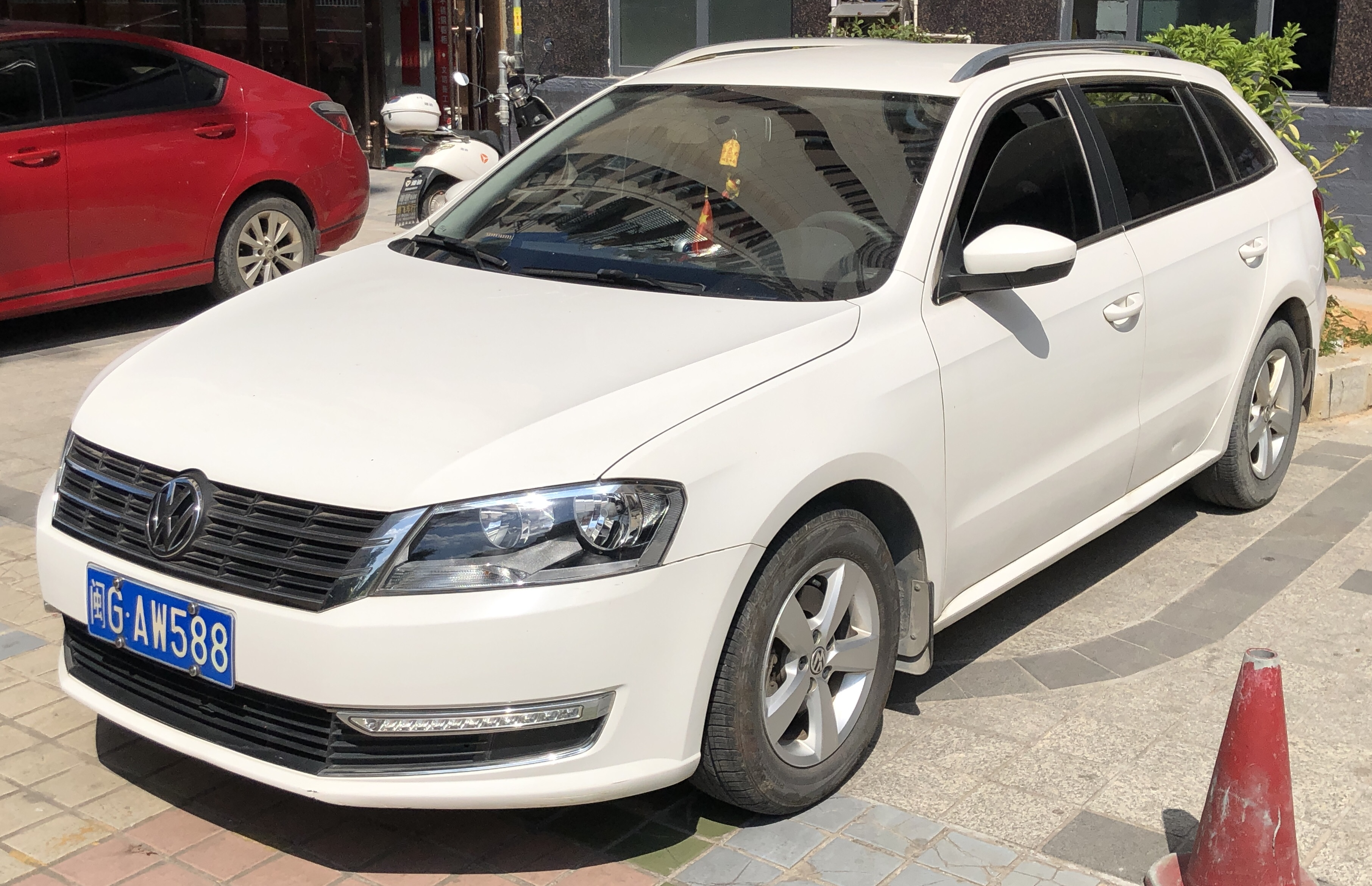
2013–2017 Volkswagen Gran Lavida
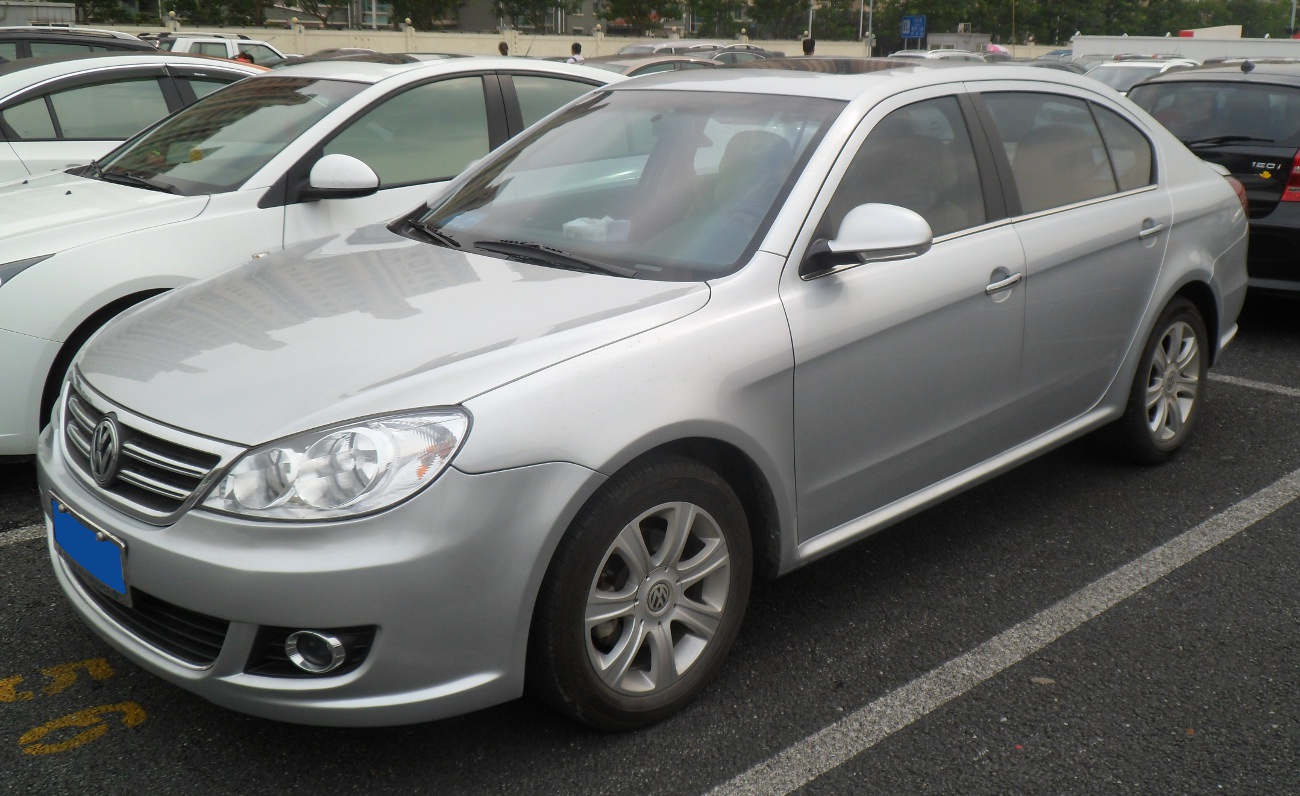
2008–2018 Volkswagen Lavida I
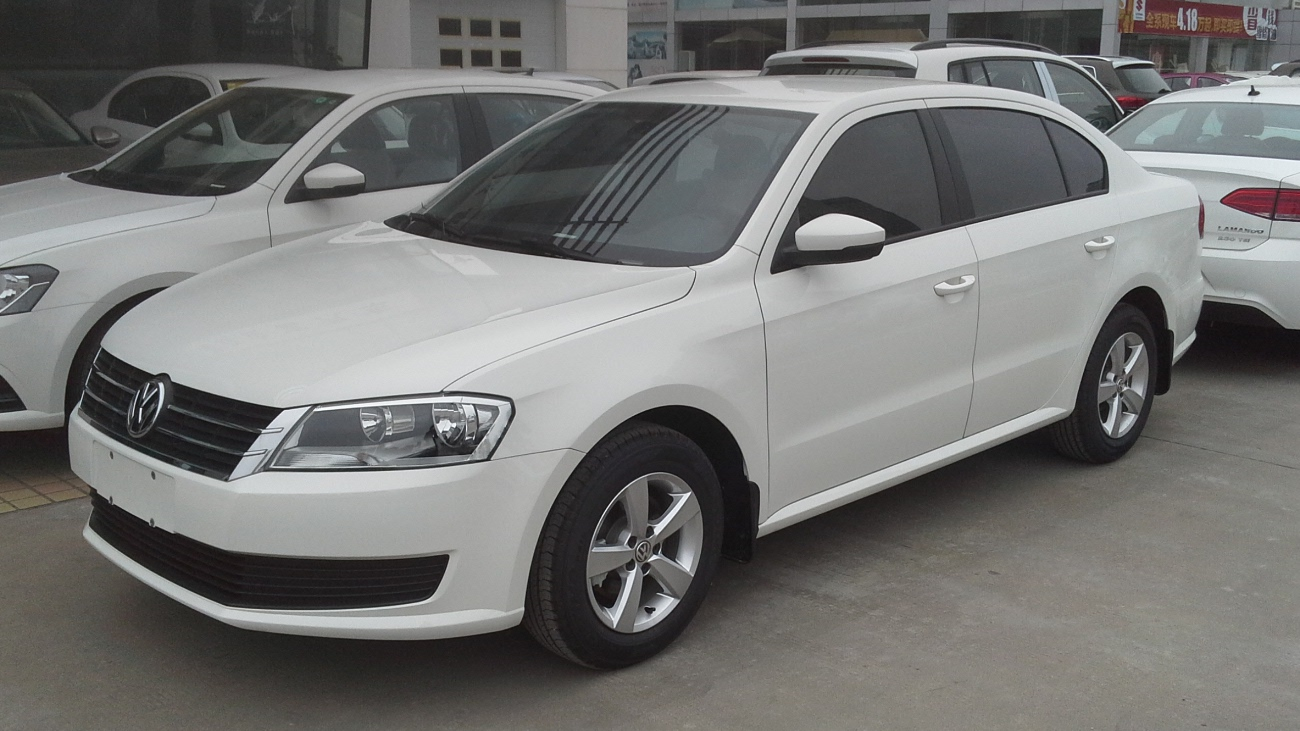
2012–2023 Volkswagen Lavida II
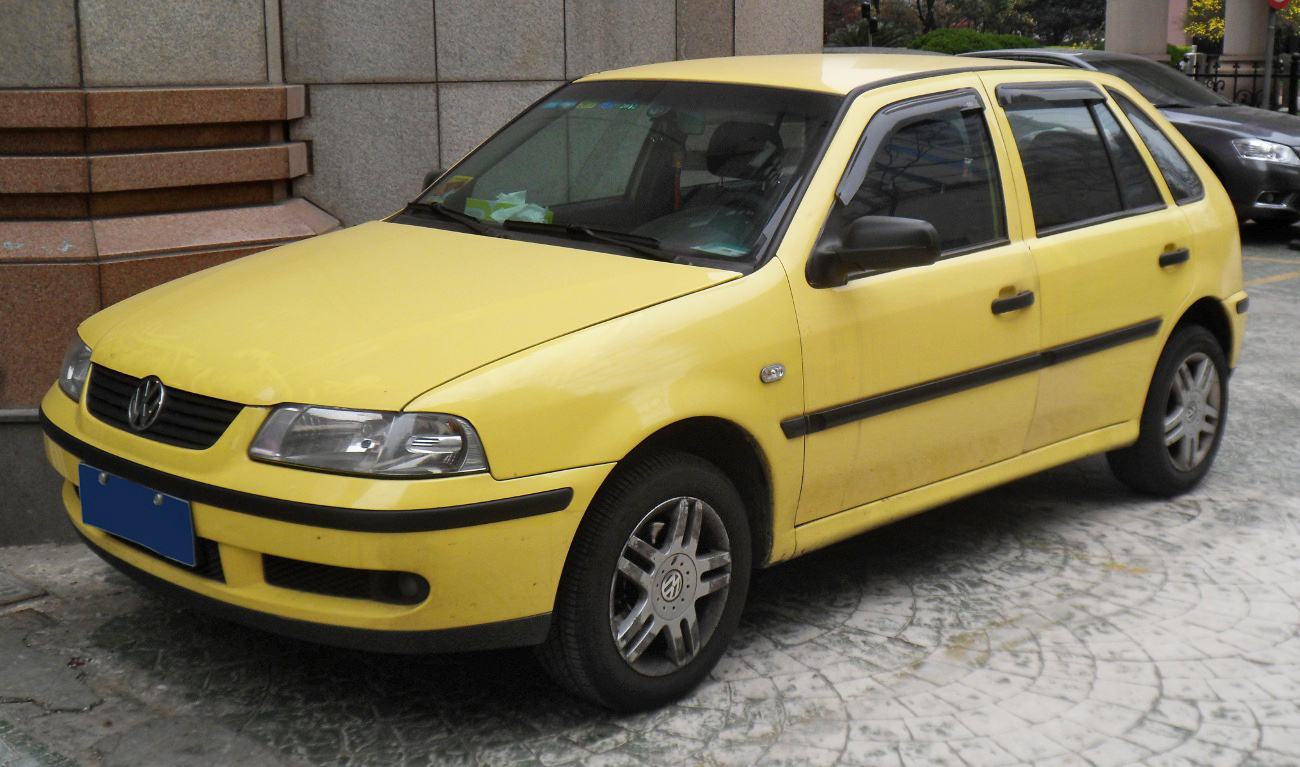
2003–2008 Volkswagen Gol
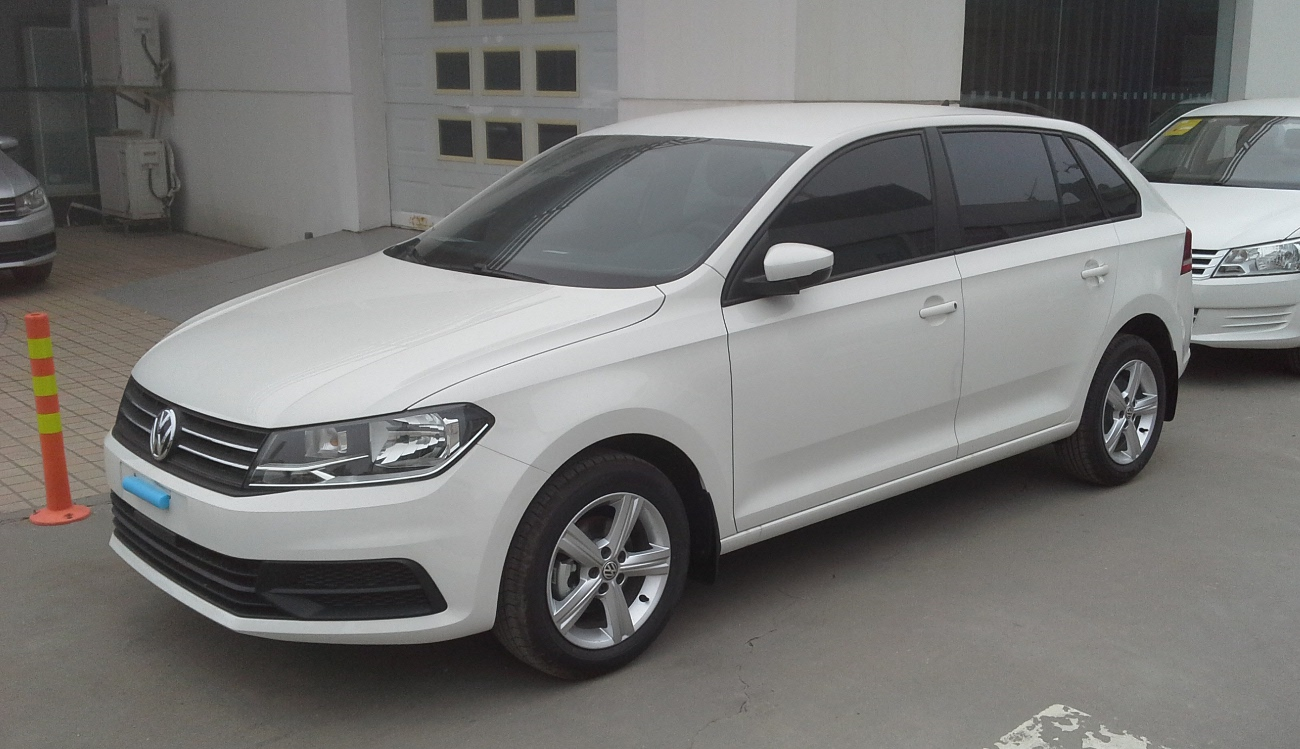
2015–2023 Volkswagen Gran Santana
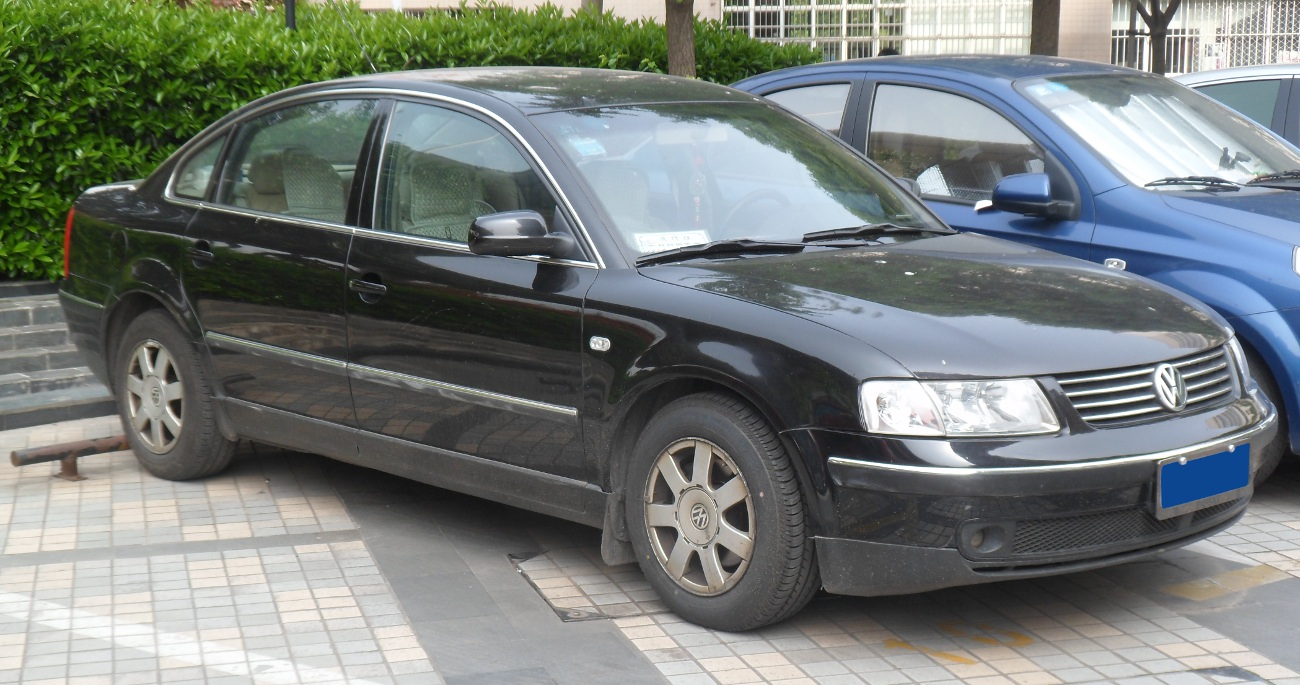
1999–2005 Volkswagen Passat B5
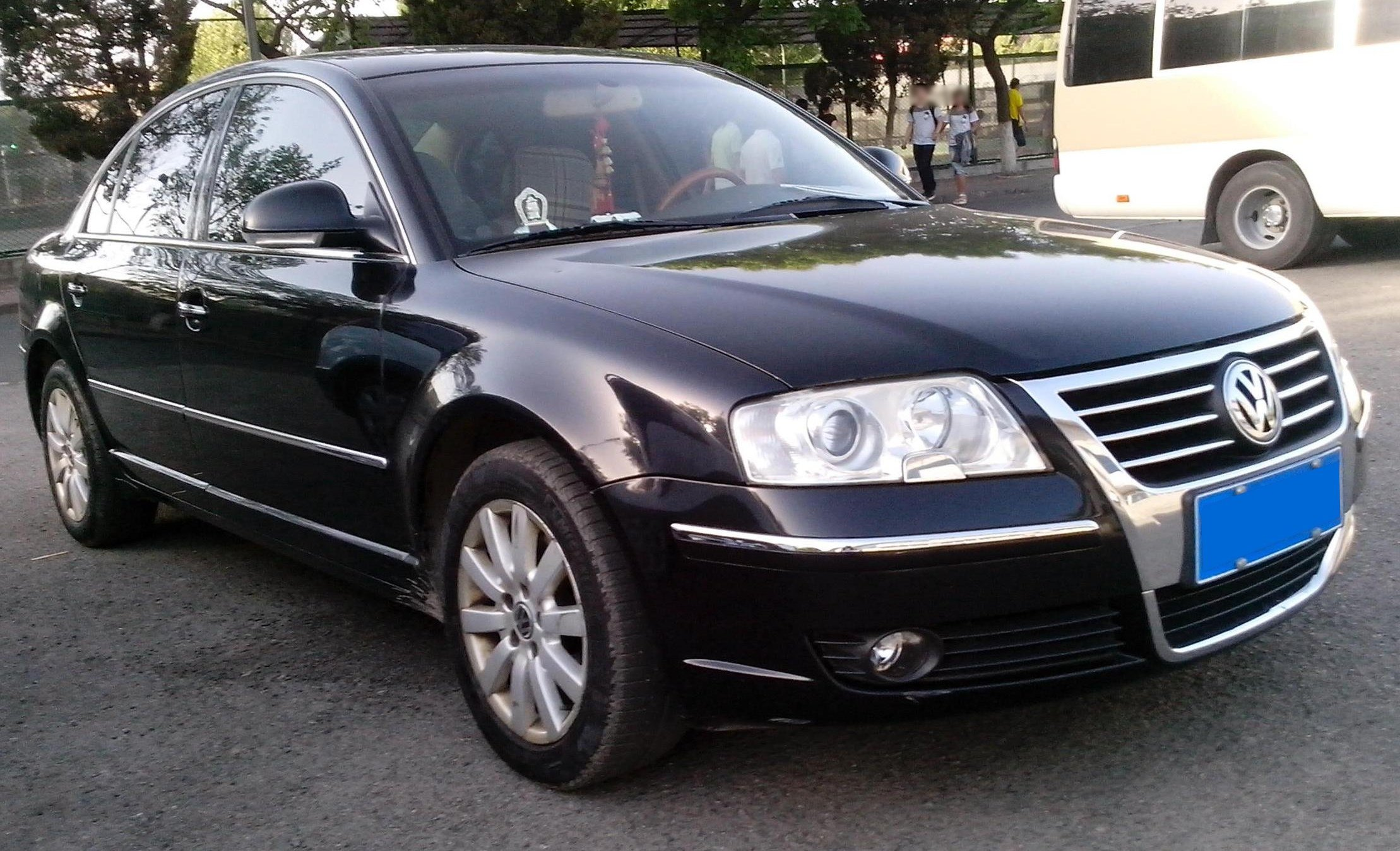
2005–2009 Volkswagen Passat Lingyu
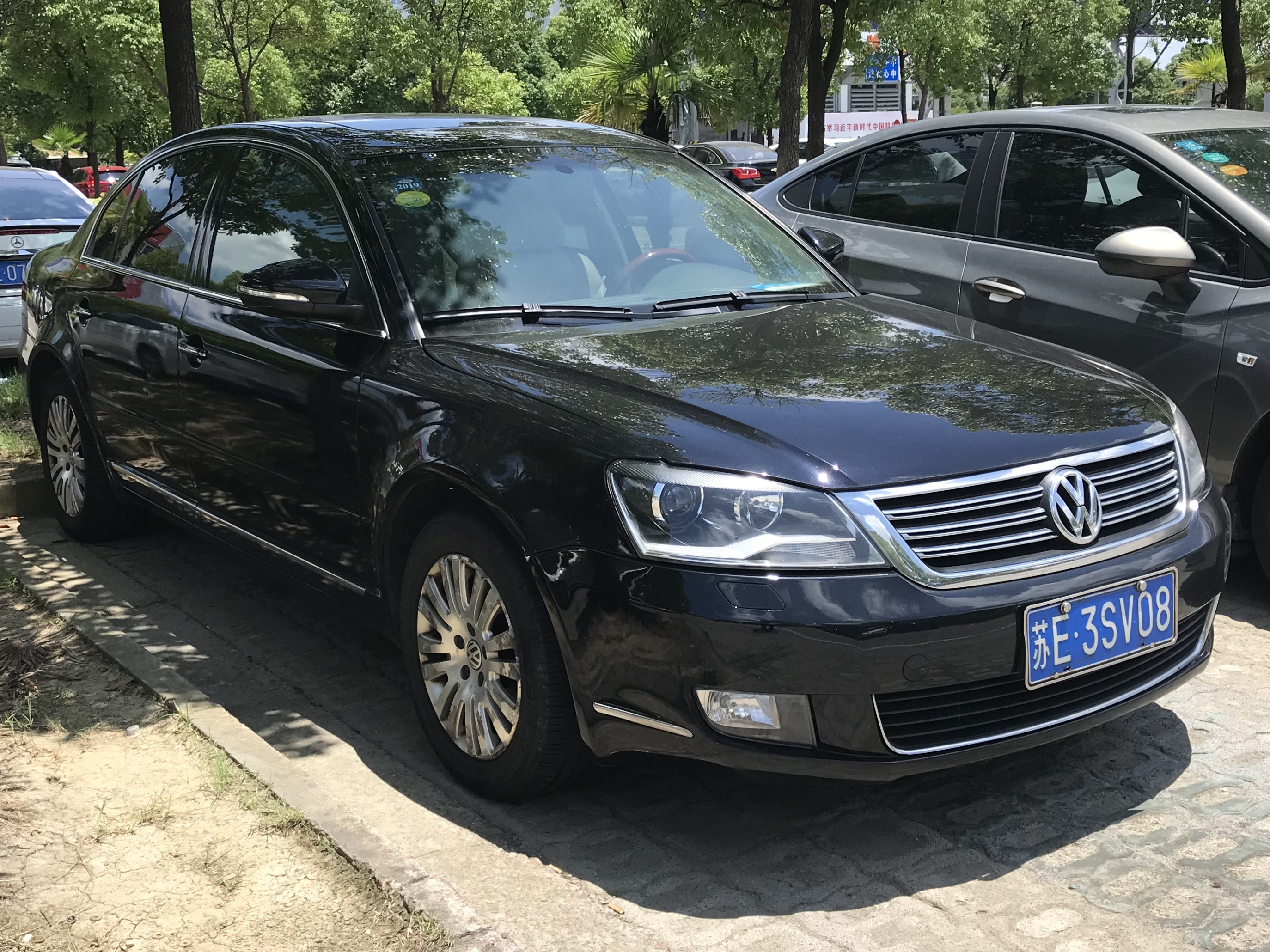
2009–2011 Volkswagen Passat New Lingyu
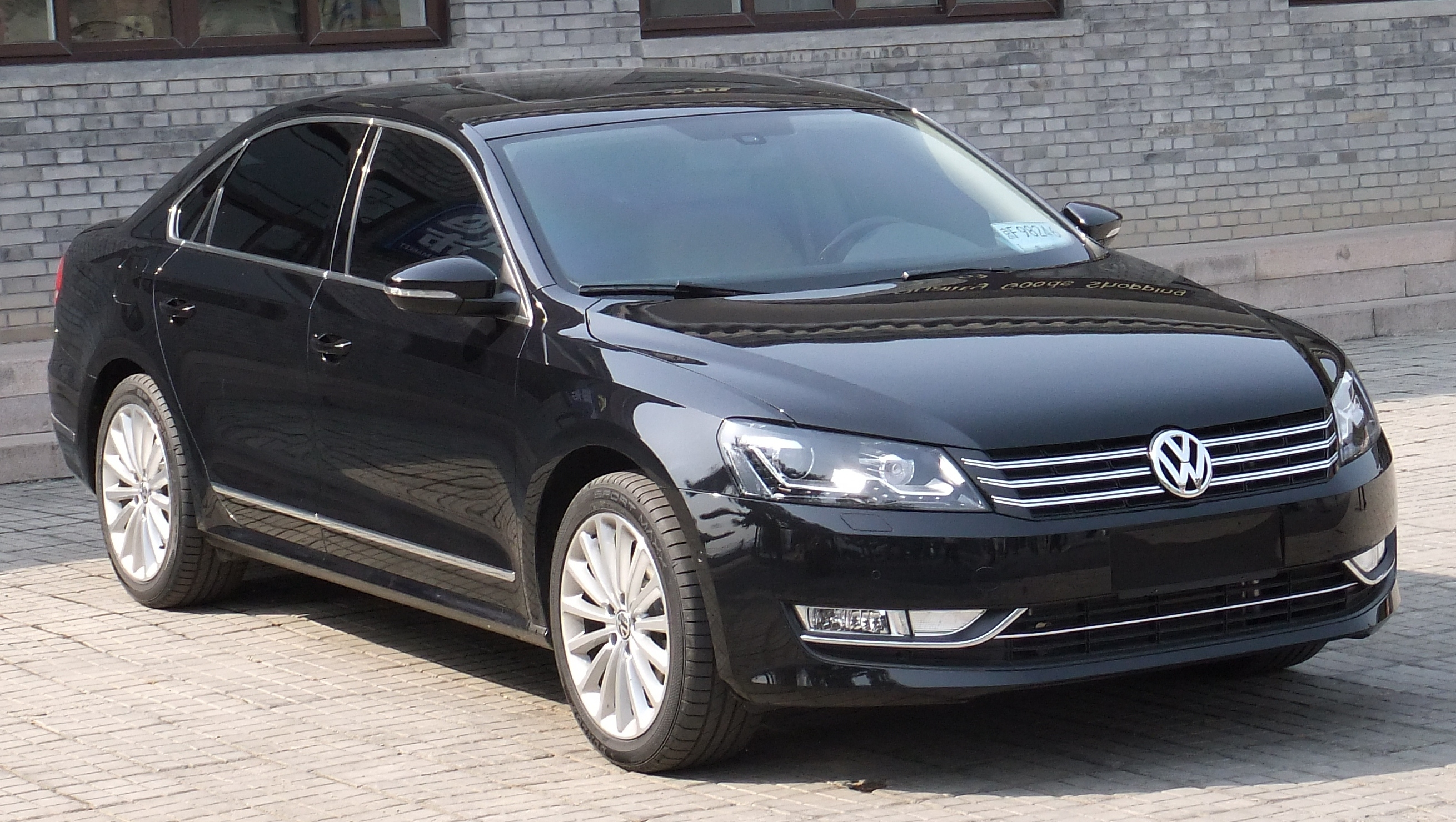
2011–2019 Volkswagen Passat NMS
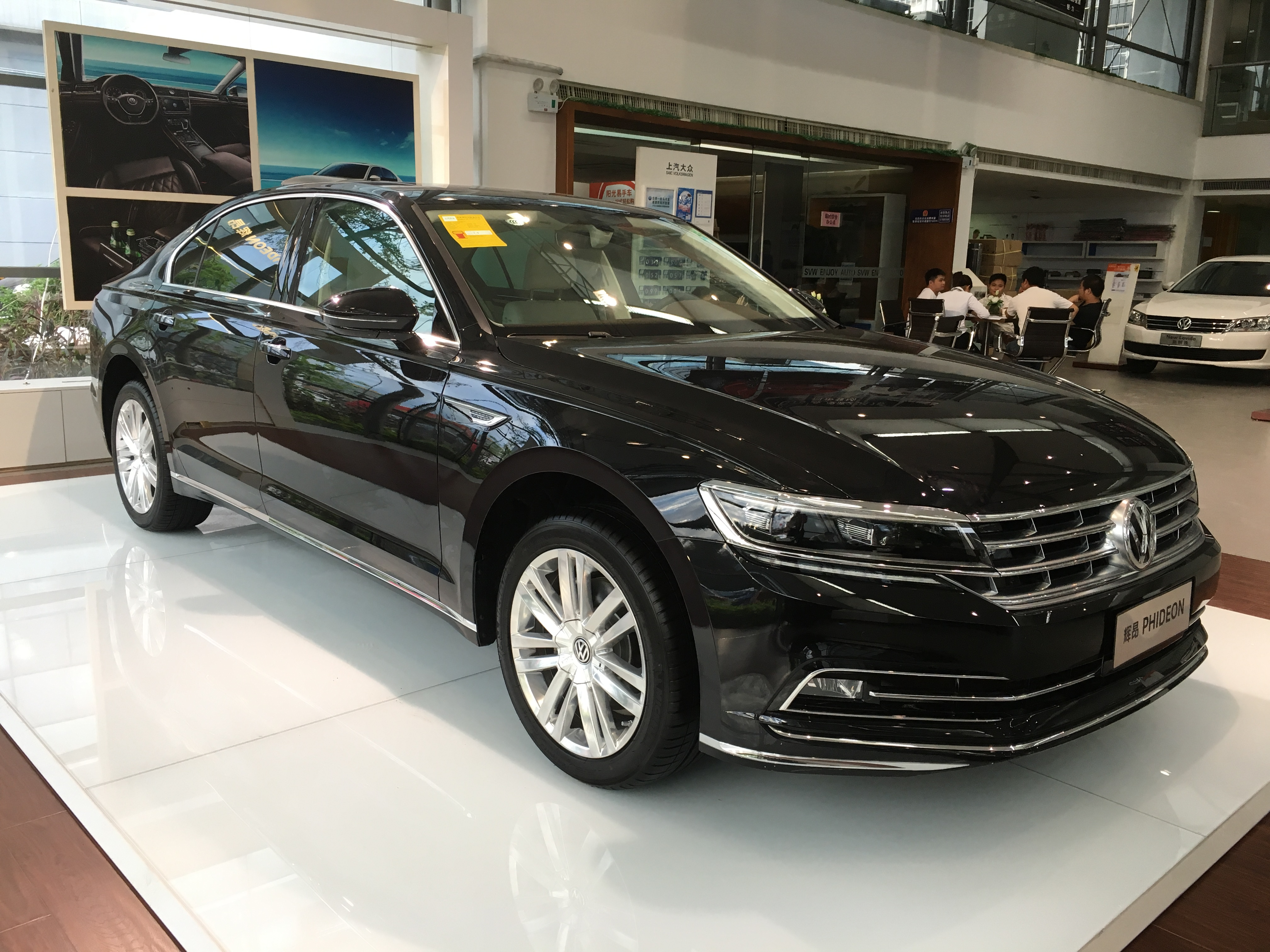
2016–2023 Volkswagen Phideon
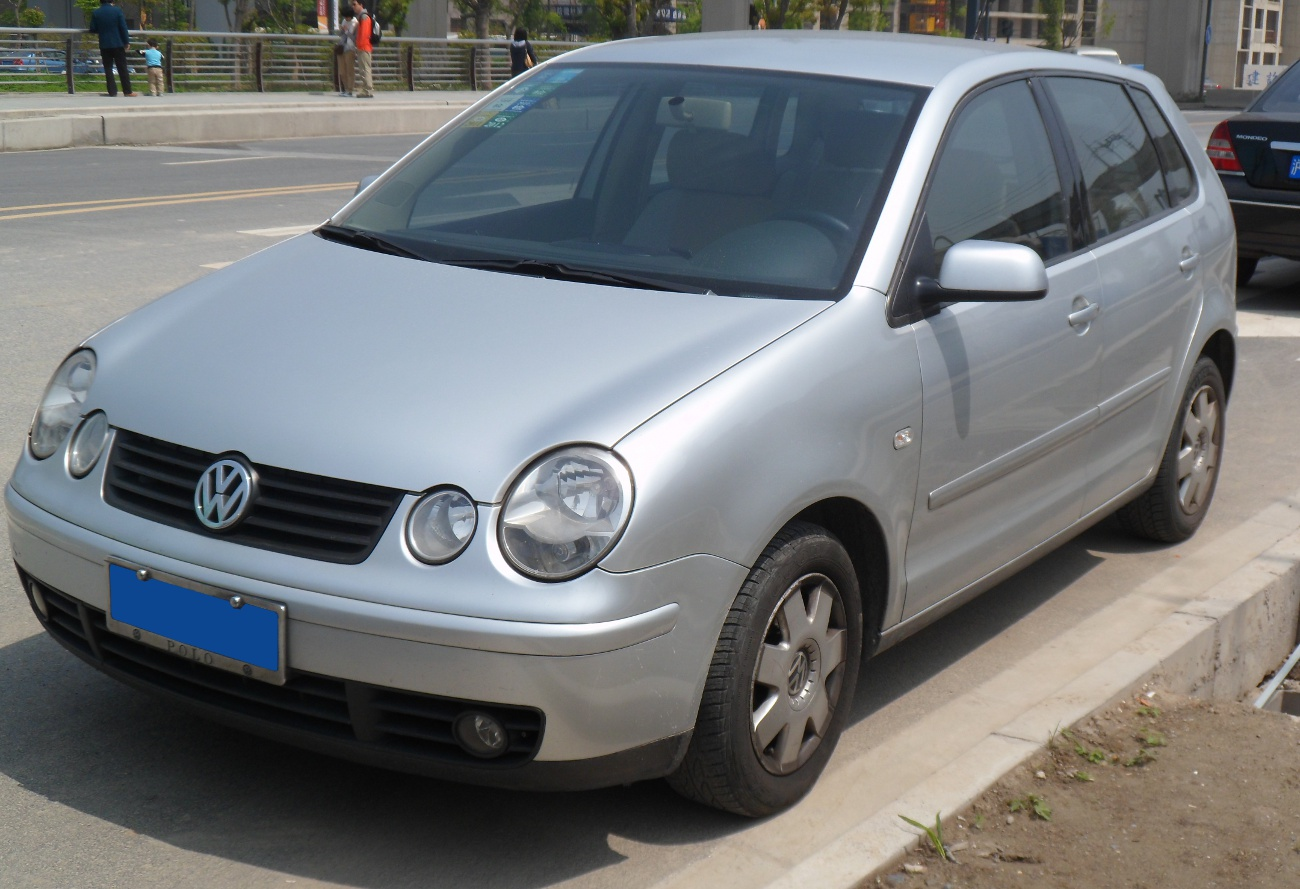
2000–2005 Volkswagen Polo Mk4
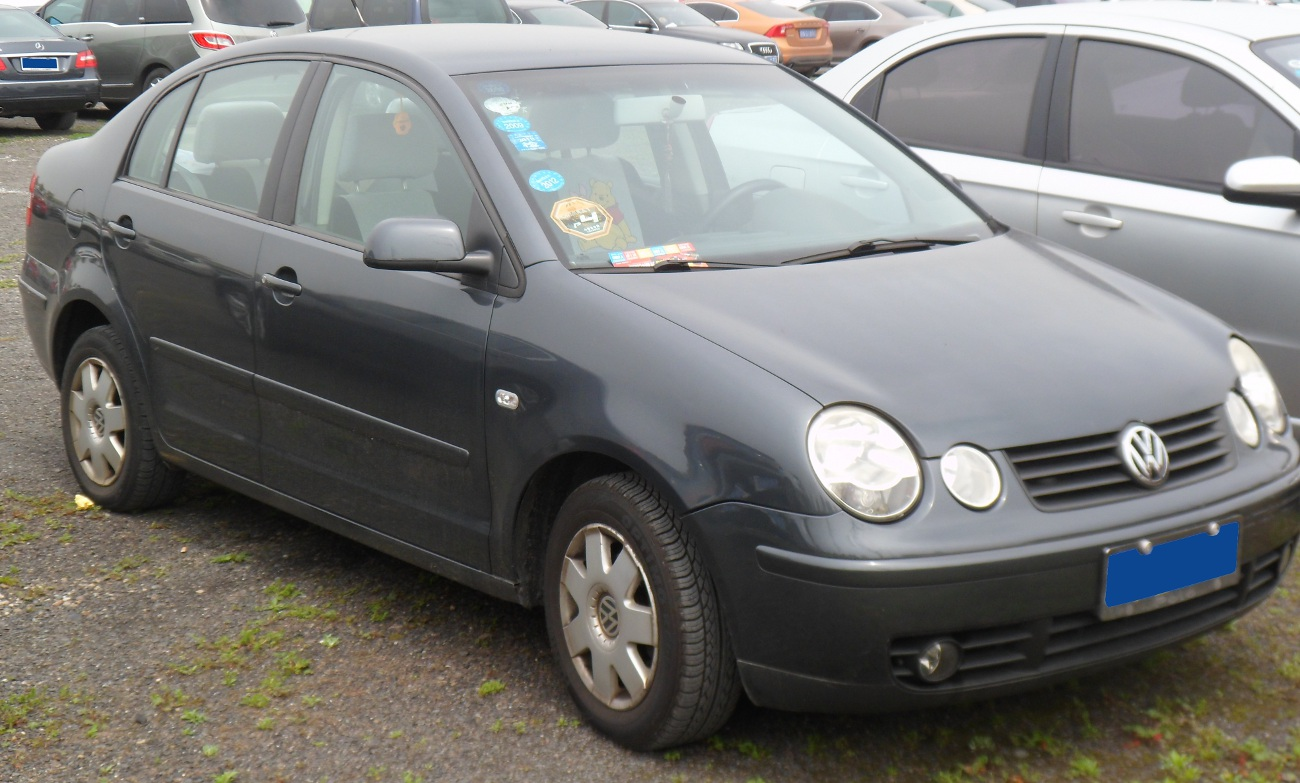
2000–2005 Volkswagen Polo Mk4 sedan
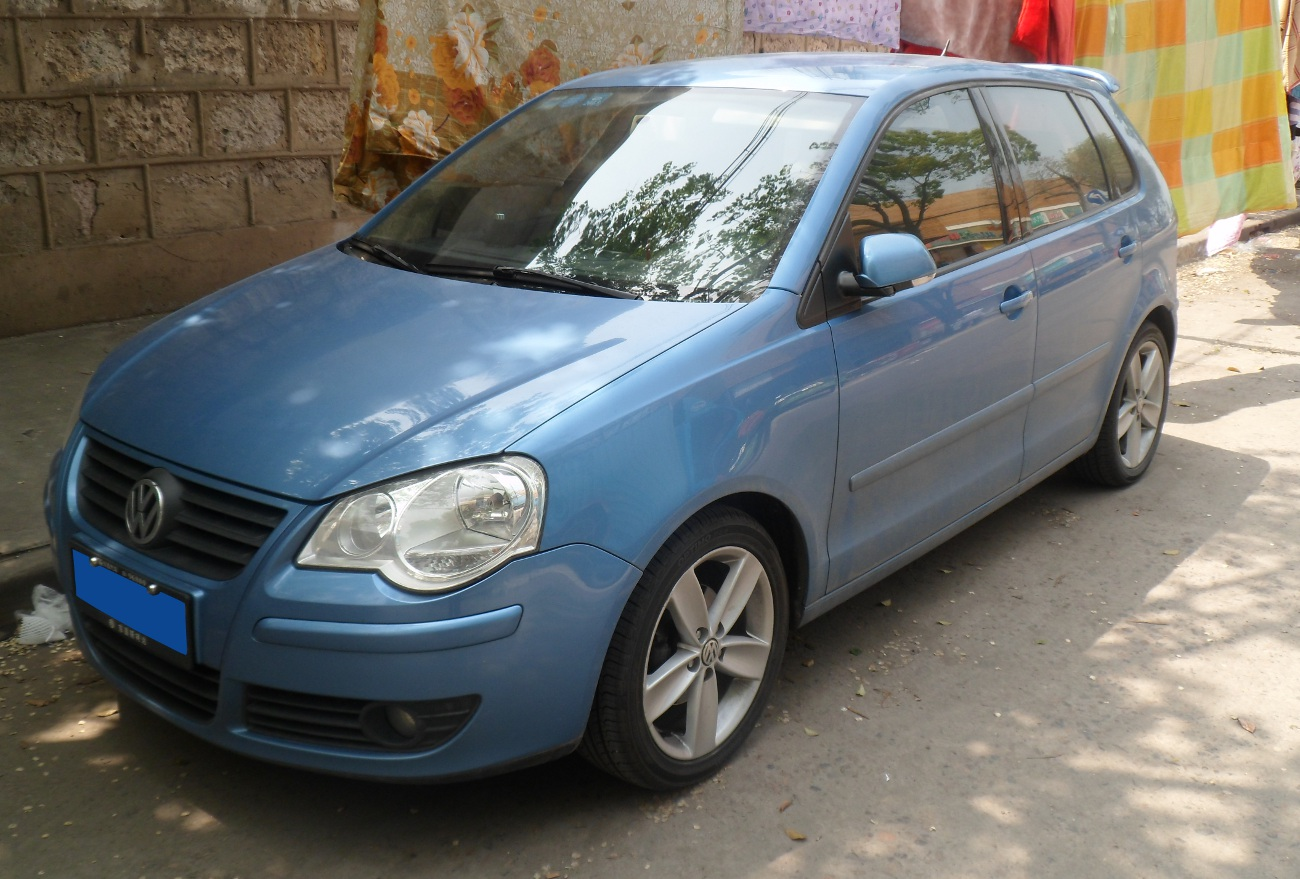
2006–2010 Volkswagen Polo Jinqing
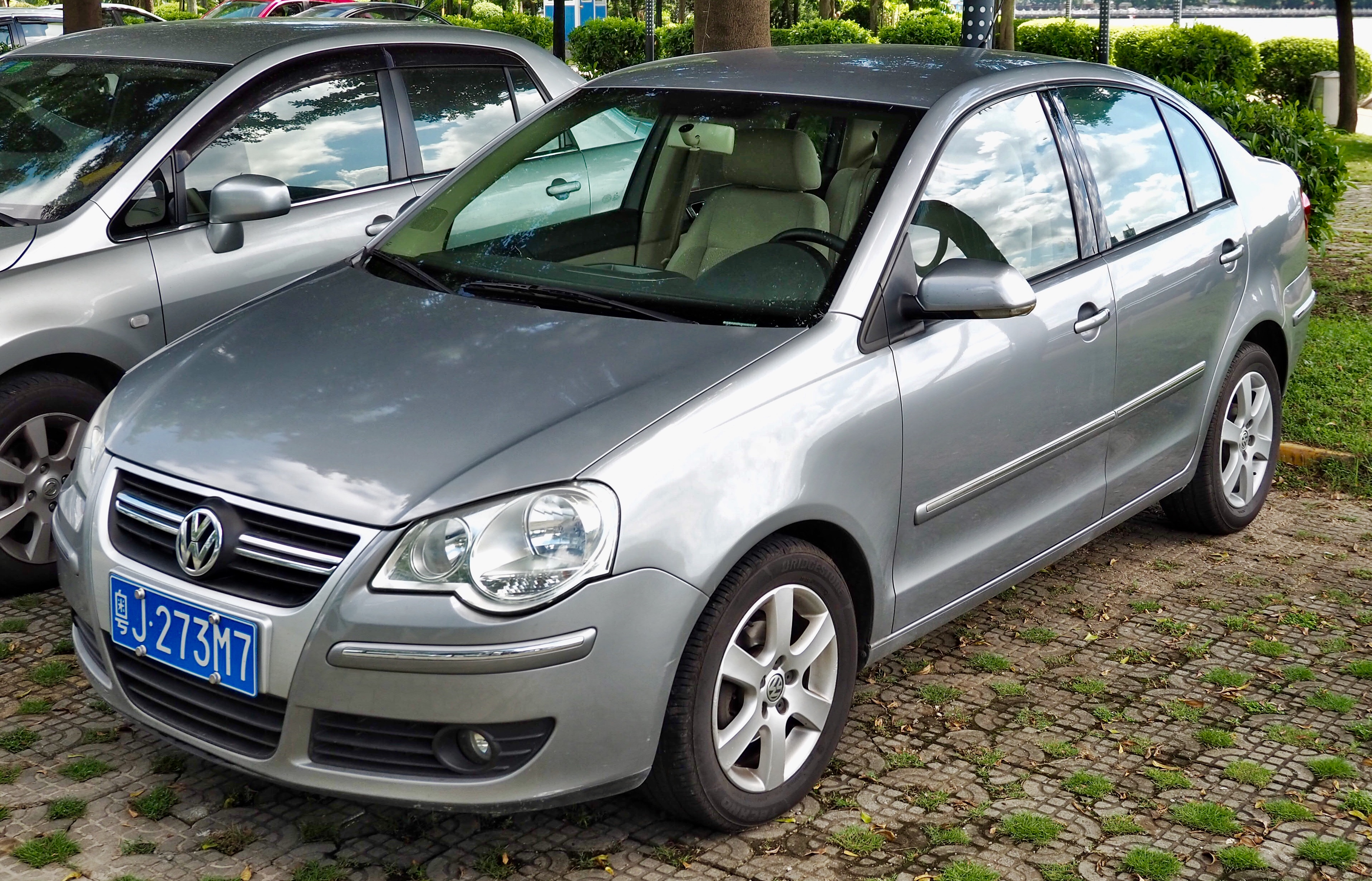
2006–2010 Volkswagen Polo Jinqu
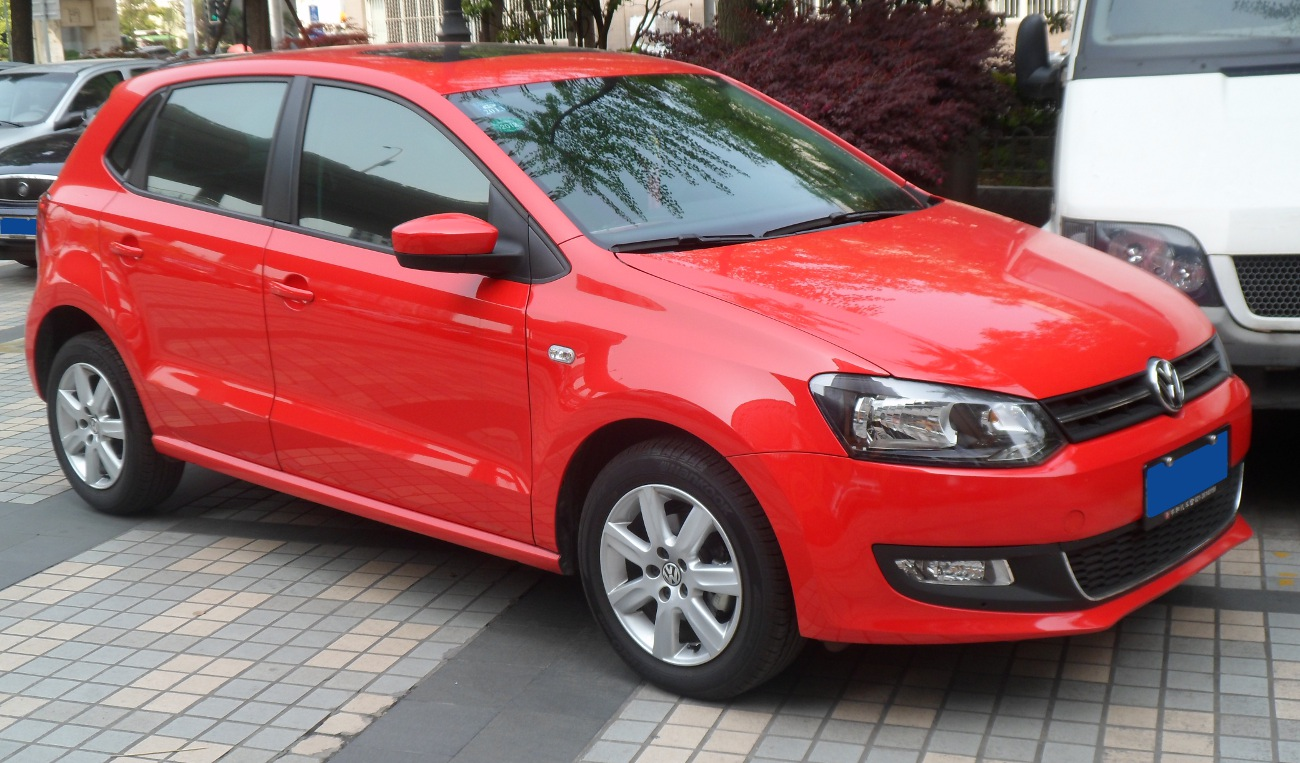
2010–2019 Volkswagen Polo Mk5
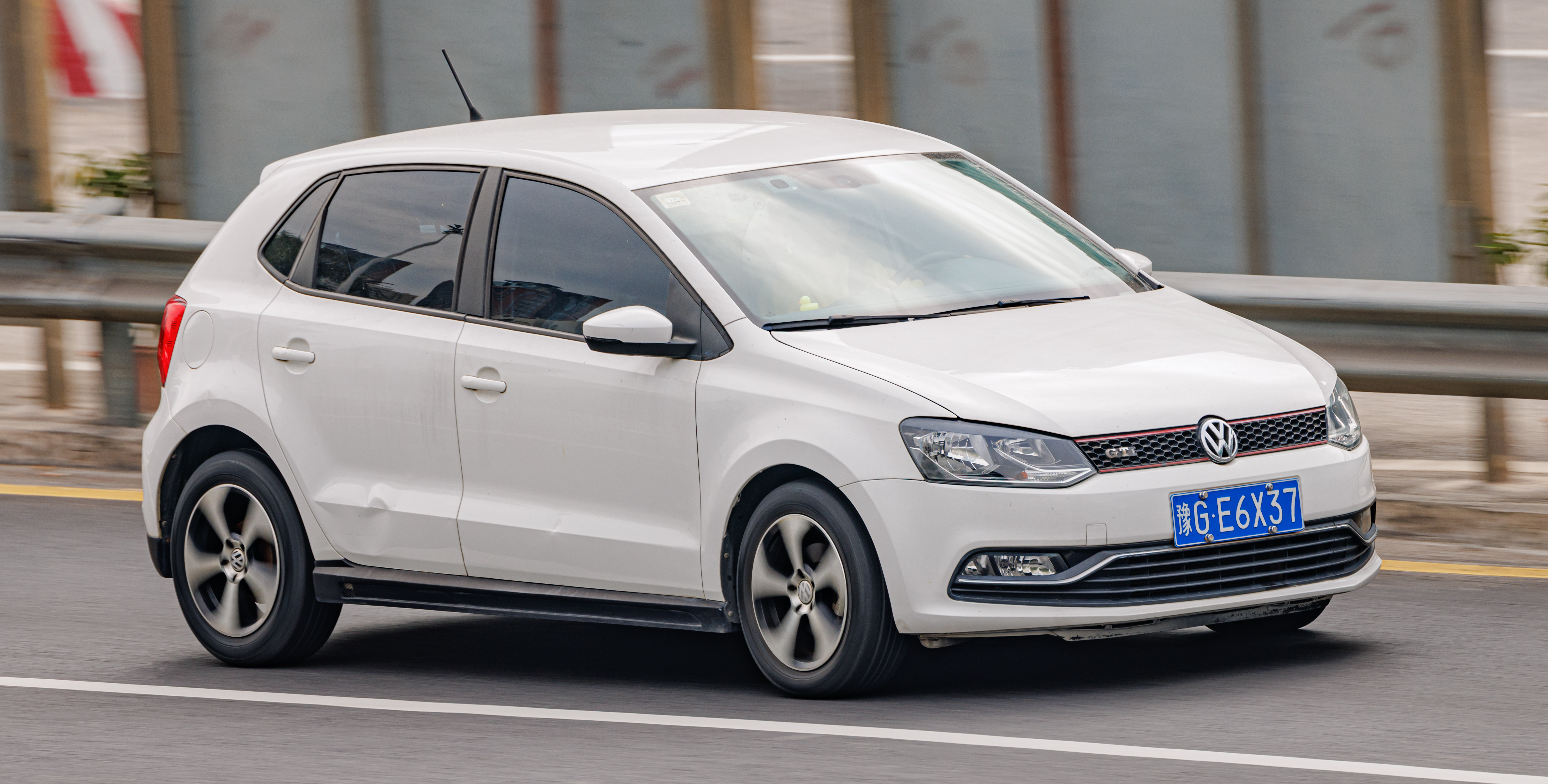
2010–2019 Volkswagen Polo GTI
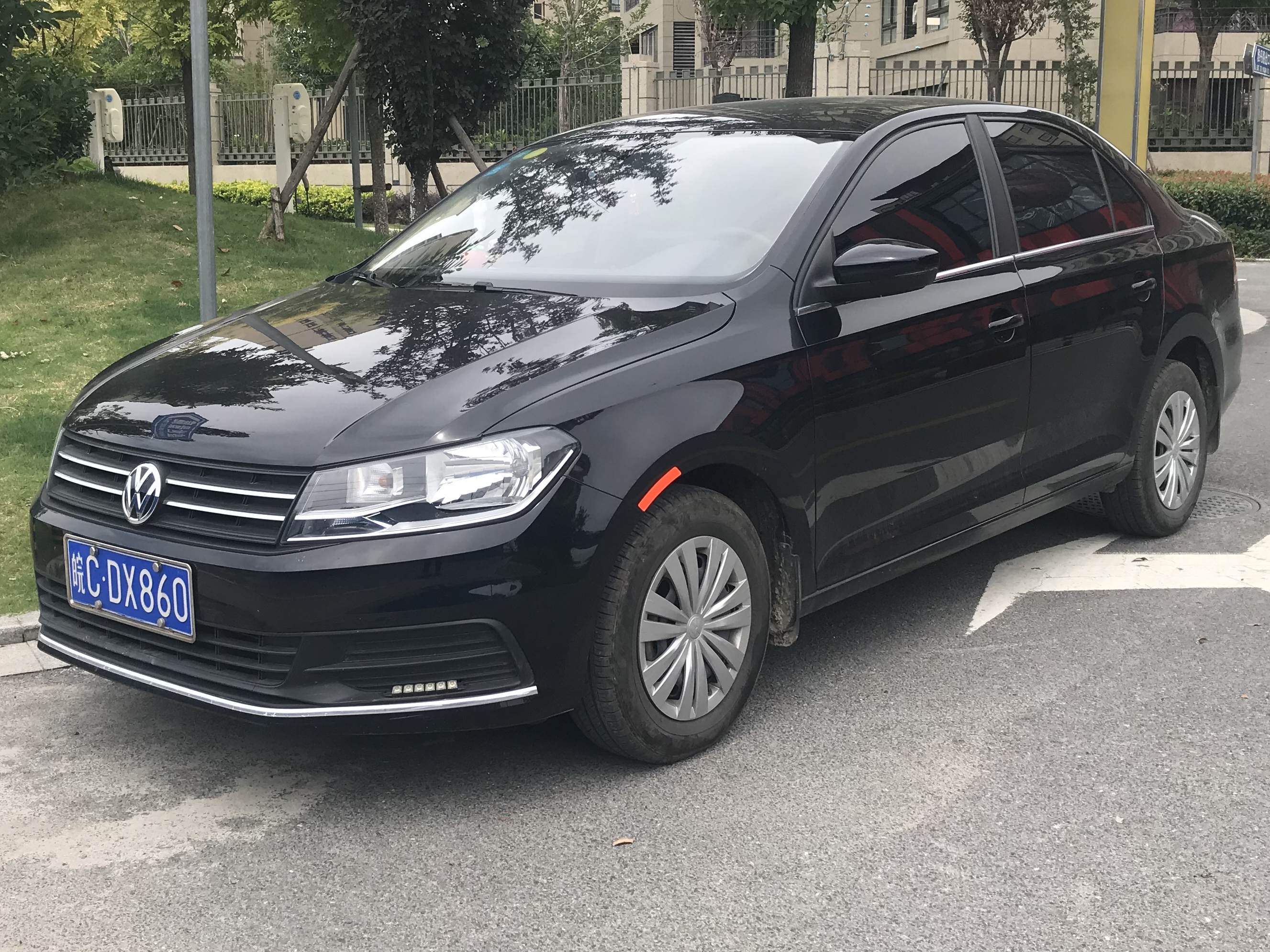
2012–2023 Volkswagen New Santana
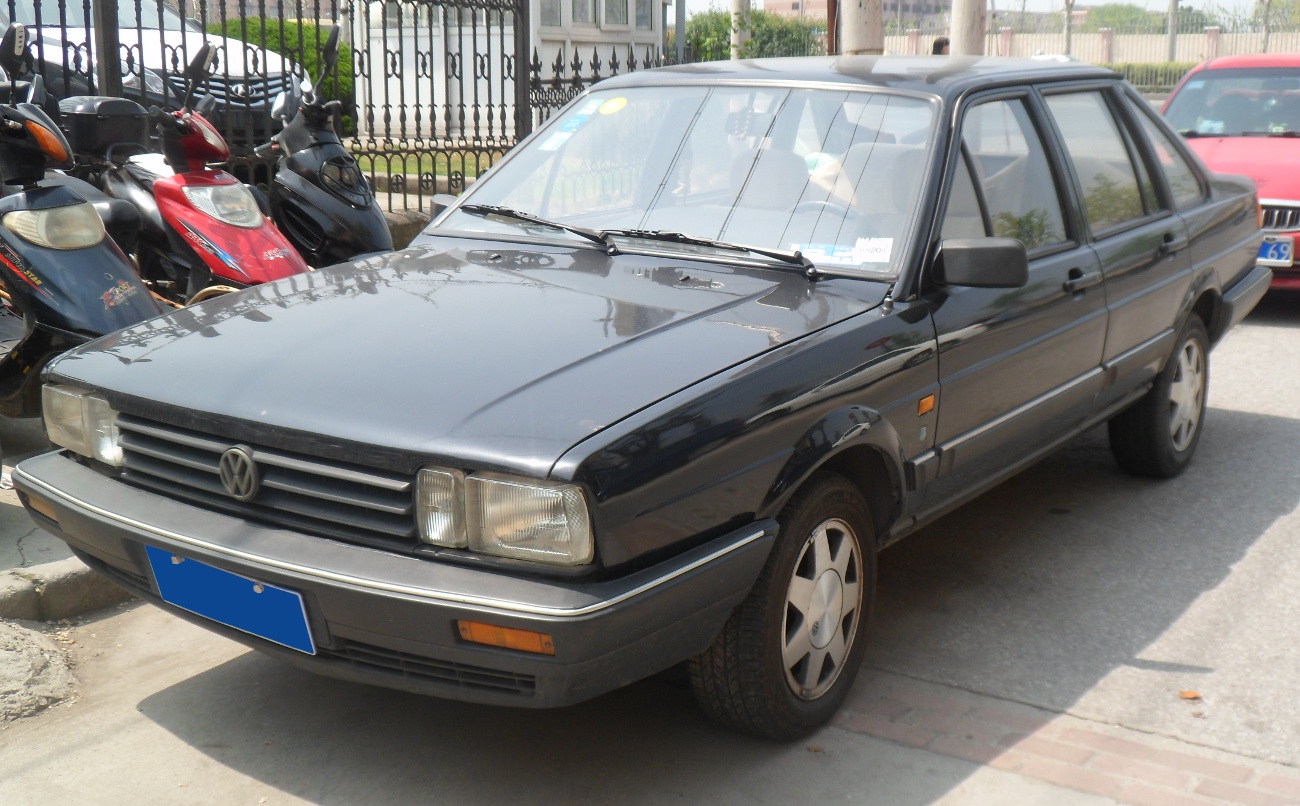
1983–2013 Volkswagen Santana
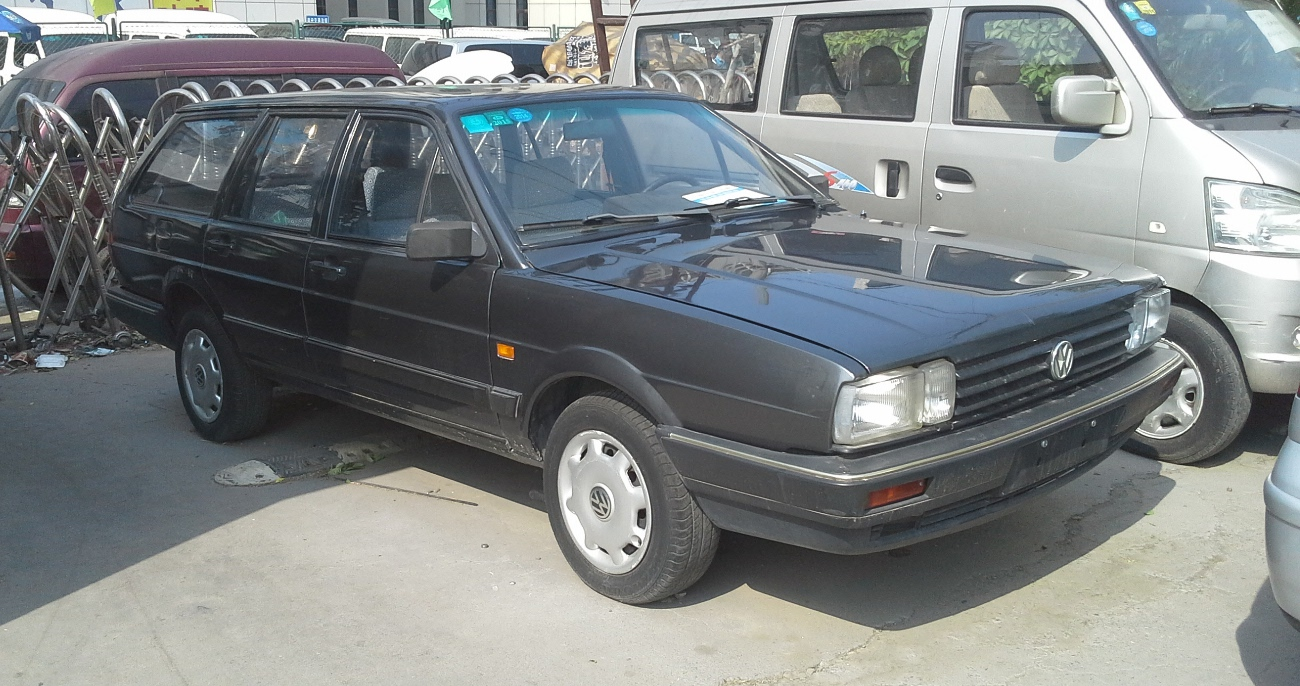
1992–2008 Volkswagen Santana Variant
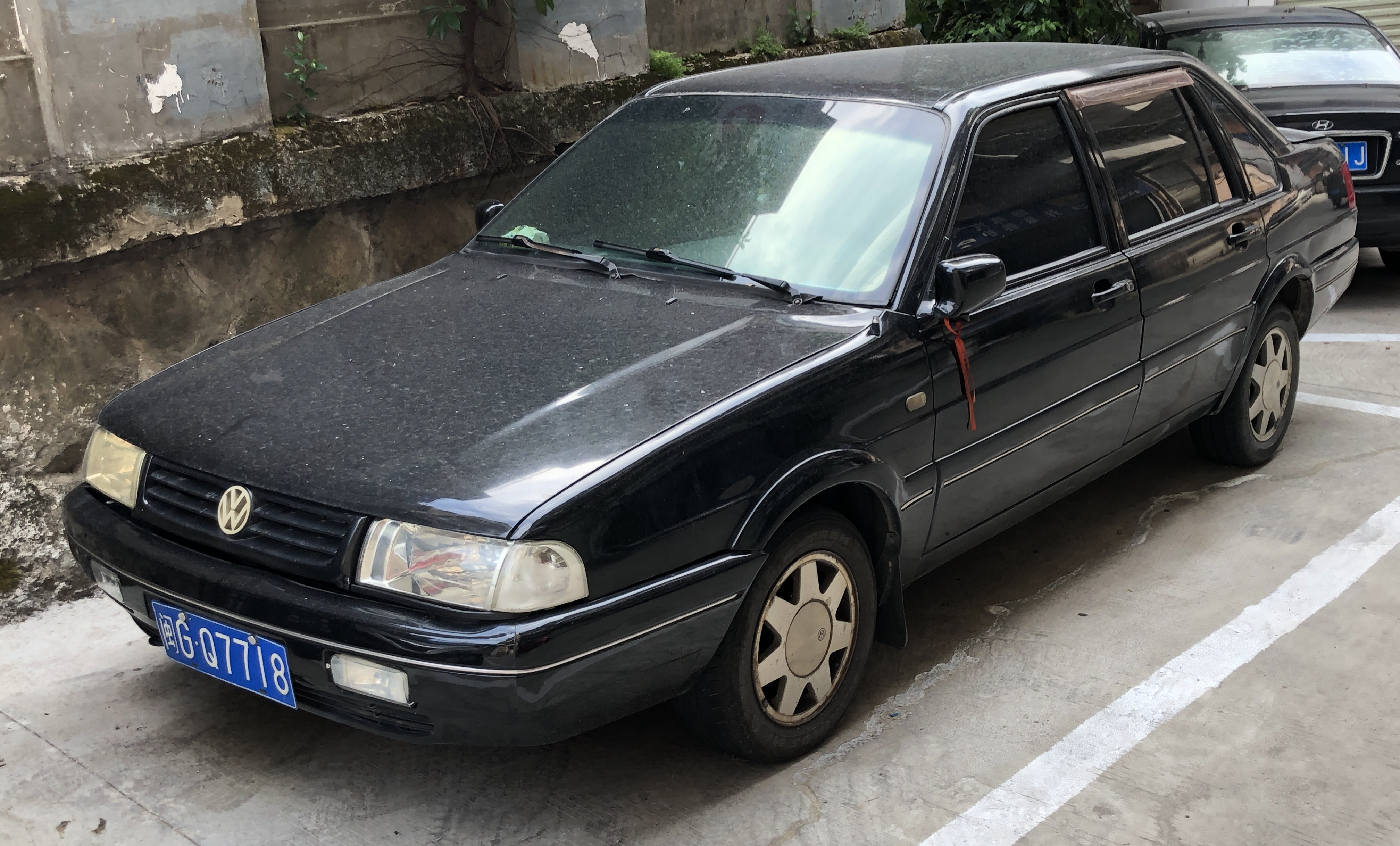
1995–2004 Volkswagen Santana 2000
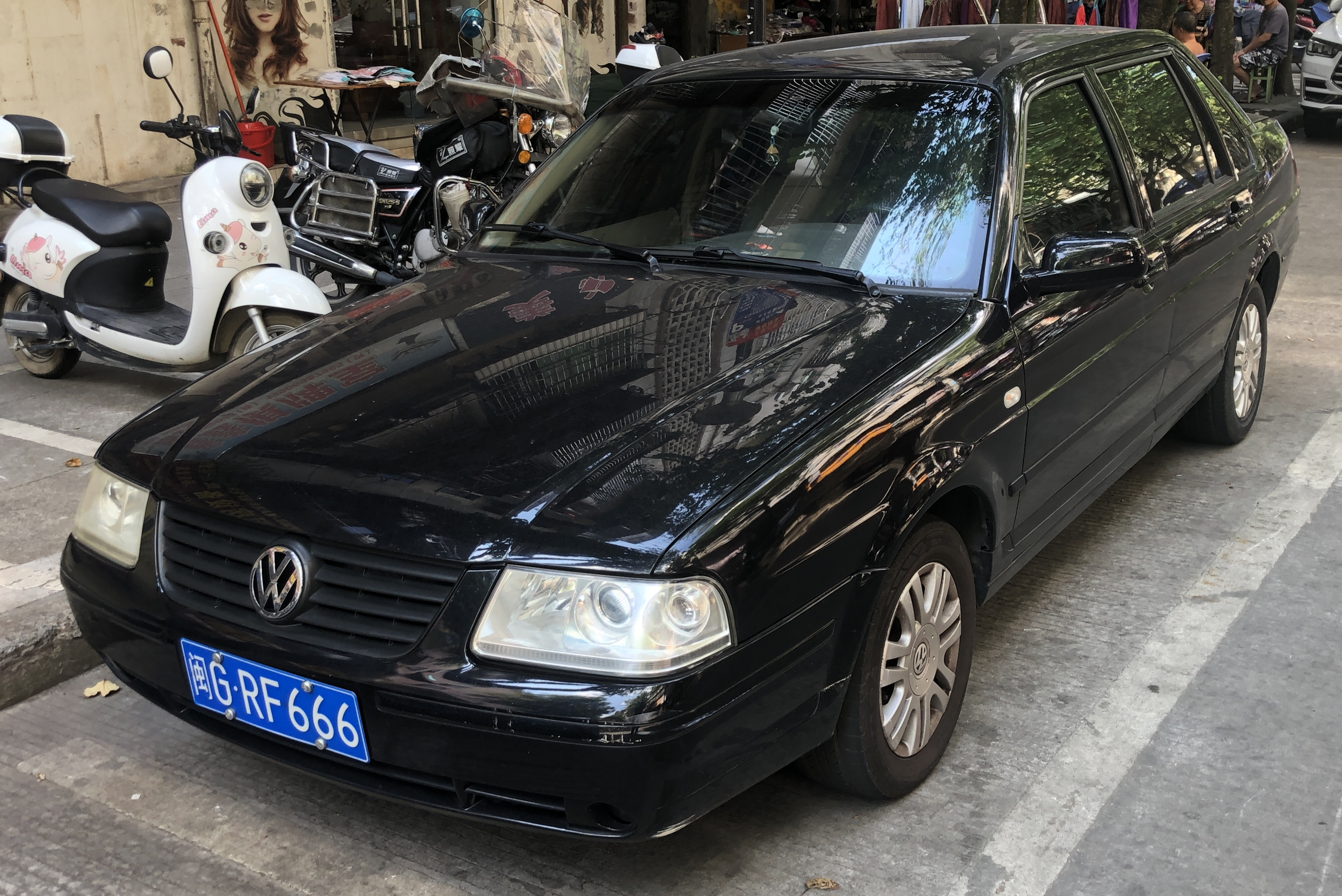
2004–2008 Volkswagen Santana 3000
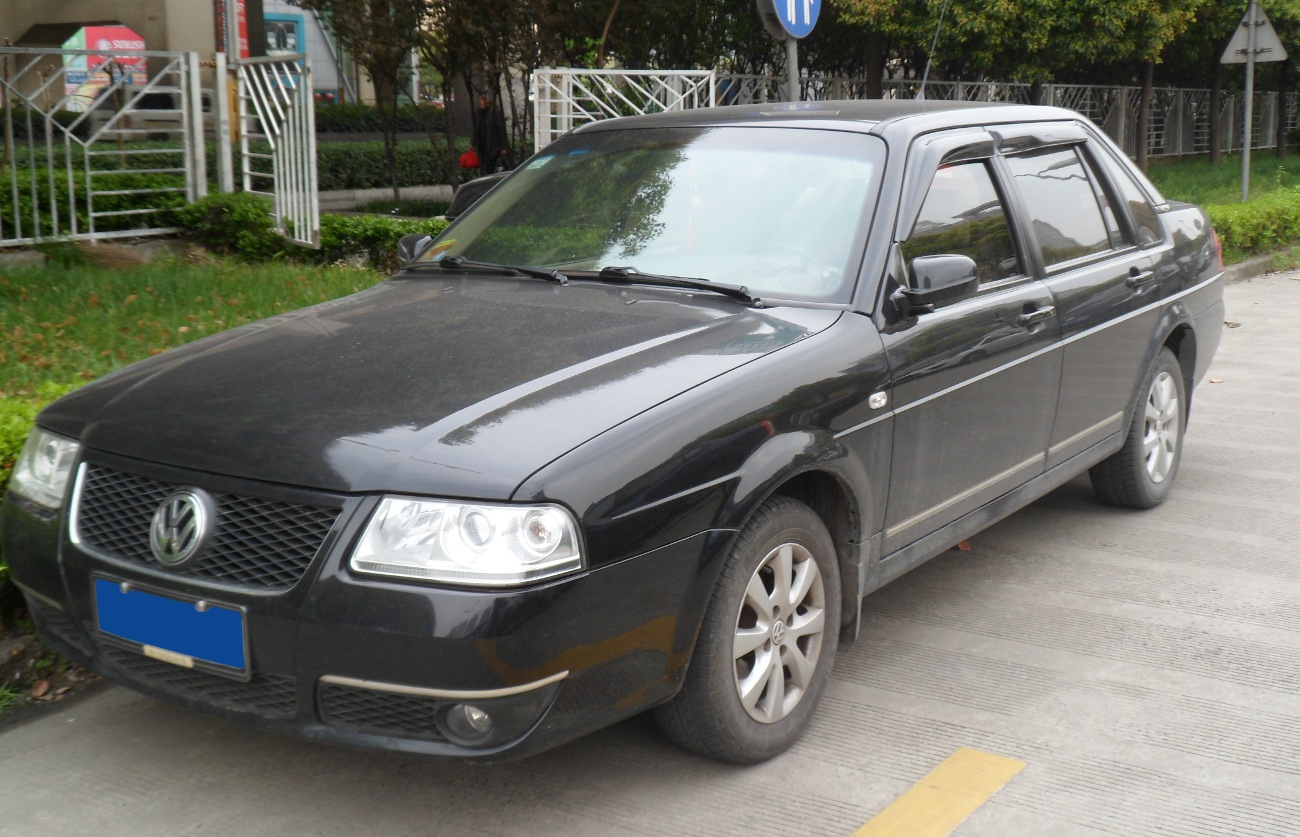
2008–2014 Volkswagen Santana Vista/Changda
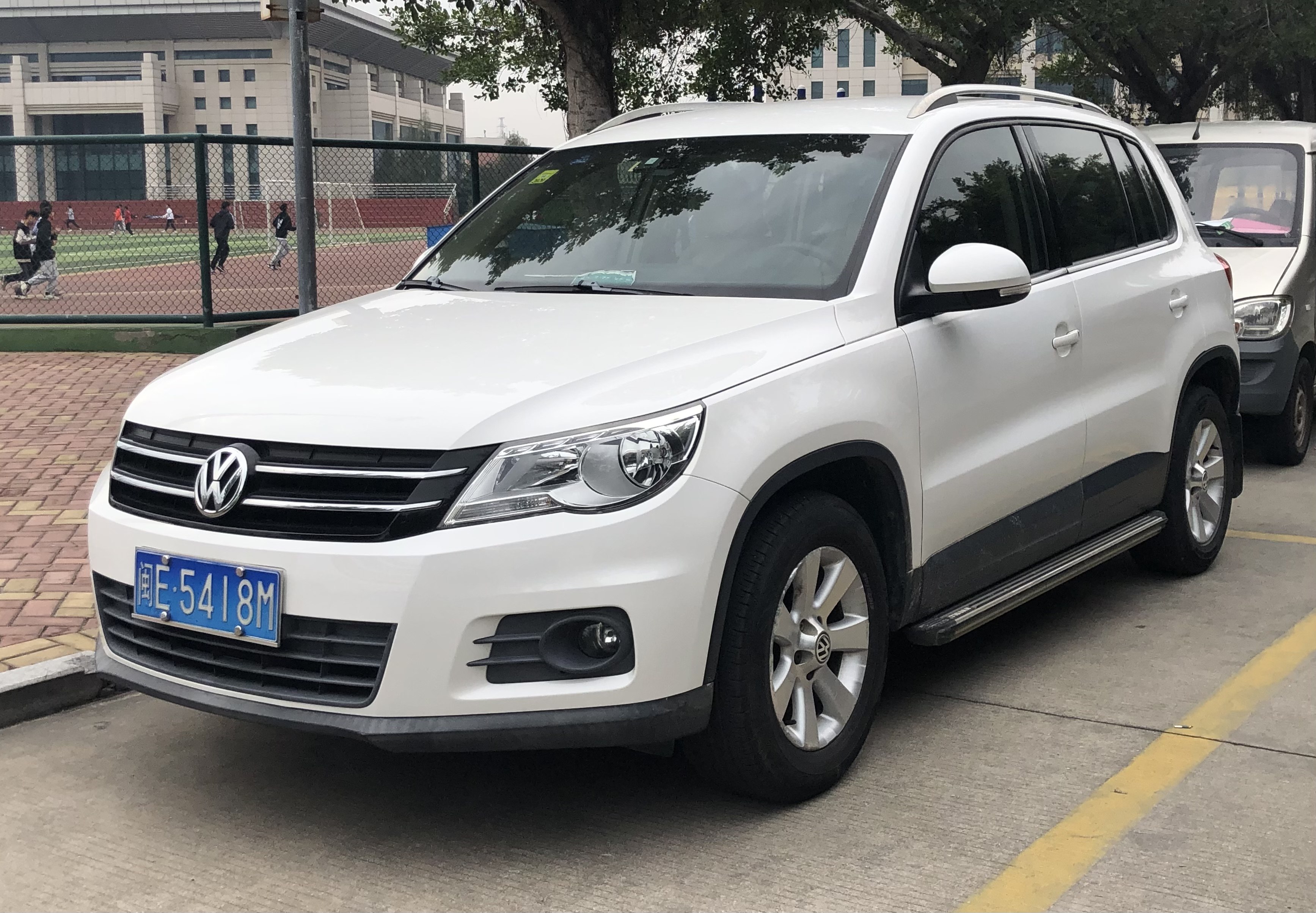
2009–2020 Volkswagen Tiguan I
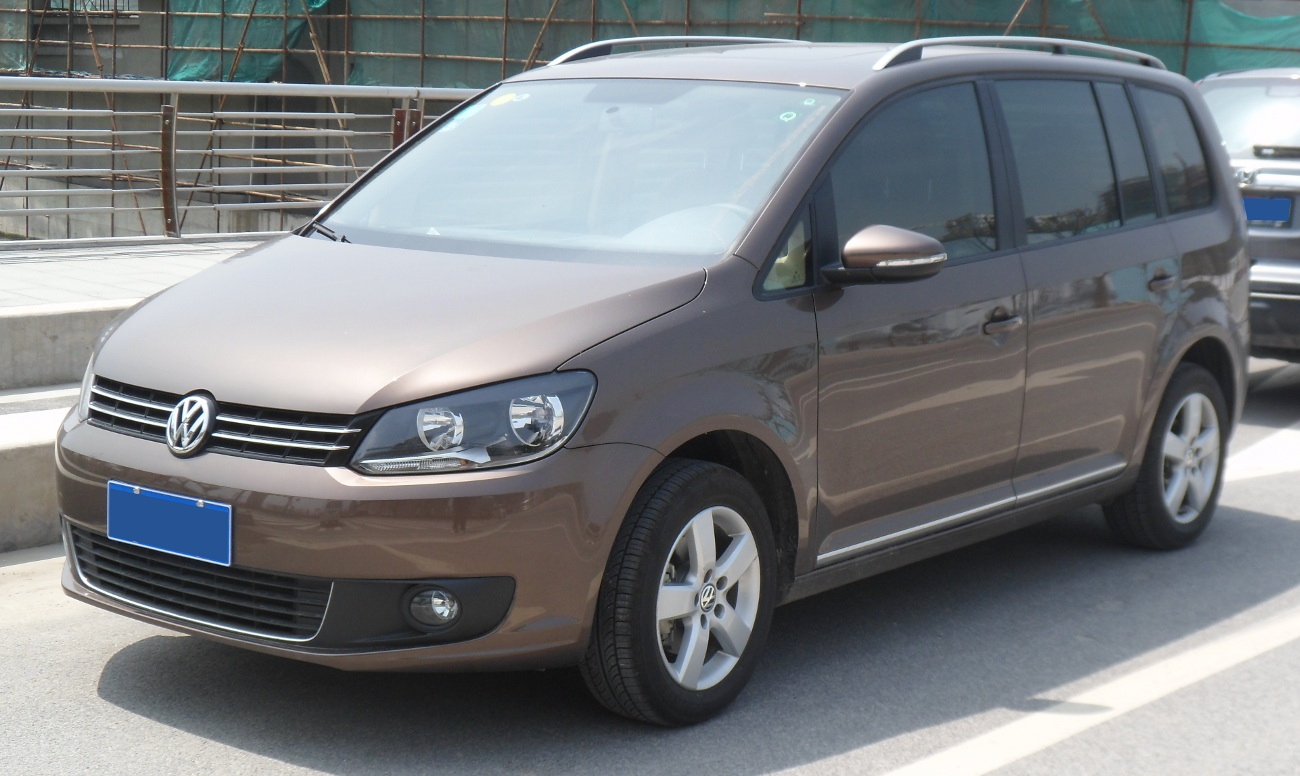
2004–2008 Volkswagen Touran I

### Škoda
- 2009–2014
Škoda Fabia II
- 2015–2022
Škoda Fabia III
- 2013–2023
Škoda Rapid
- 2014–2023
Škoda Rapid Spaceback
- 2006–2014
Škoda Octavia
- 2014–2023
Škoda Octavia
- 2014–2023
Škoda Octavia Combi
- 2008–2015
Škoda Superb
- 2013–2017
Škoda Yeti

## Статистика продаж
| Год  | Объём продаж, тыс. |
| ---- | ------------------ |
| 1985 | 1684               |
| 1986 | 8471               |
| 1987 | 11 038             |
| 1988 | 15 542             |
| 1989 | 15 581             |
| 1990 | 18 523             |
| 1991 | 33 587             |
| 1992 | 65 952             |
| 1993 | 100 030            |
| 1994 | 115 295            |
| 1995 | 159 765            |
| 1996 | 200 031            |
| 1997 | 230 186            |
| 1998 | 235 020            |
| 1999 | 230 699            |
| 2000 | 222 216            |
| 2001 | 230 050            |
| 2002 | 301 712            |
| 2003 | 396 023            |
| 2004 | 355 006            |
| 2005 | 250 006            |
| 2006 | 349 088            |
| 2007 | 456 424            |
| 2008 | 490 087            |
| 2009 | 728 239            |
| 2010 | 1 000 000          |
| 2011 | 1 160 000          |
| 2012 | 1 280 000          |
| 2013 | 1 530 000          |
| 2014 | 1 730 000          |
| 2015 | 1 810 000          |
| 2016 | 2 000 000          |
| 2017 | 2 060 000          |
| 2018 | 2 060 000          |
| 2019 | 2 000 000          |
| 2020 | 1 500 000          |
| 2021 | 1 240 000          |
| 2022 | 1 320 000          |
| 2023 | 1 210 000          |

1. 1 2  Поставки клиентам (без продажи дилерам)